# Алапин, Семён Зиновьевич
Семён Зиновьевич Алапин (7 [19] ноября 1856, Вильна — 15 июля 1923, Гейдельберг) — русский шахматист; в конце 1870-х годов один из сильнейших в России; шахматный теоретик, купец первой гильдии.

## Биография
Шимель Зунделевич Алапин родился 7 ноября (по старому стилю) 1856 года в Вильне в семье купца первой гильдии Зунделя Нохим-Янкелевича Алапина (1834—?) и его жены Гинды Юделевны Эпштейн (1836—?), уроженки Бобруйска. Со стороны матери — племянник еврейско-немецкой писательницы Паулины Юлиевны Венгеровой (Эпштейн, 1833—1916), автора известных мемуаров «Записки бабушки: Картины из истории культуры русских евреев в XIX столетии» (1908—1910, Берлин), матери С. А. Венгерова.
Инженер-путеец; коммерсант. В 1894—1905 годах жил в Париже, Берлине, Вене; в 1905—1913 годах — в России (Санкт-Петербург), затем в Германии. В 1891 году был приписан к купеческому сословию с правом жительства вне черты оседлости, занимался подрядами, в Санкт-Петербурге проживал по адресу: Сергиевская улица, дом № 30/32.
После окончания реального училища Алапин учился в Гейдельберге, и после учёбы работал представителем экспортной фирмы в Берлине и в Париже. От своих коммерческих занятий он заработал состояние и финансовую независимость. Алапин осел в Берлине и присоединился к берлинскому шахматному сообществу.
С конца 1870-х годов Алапин занимается исключительно шахматами. В 1879 году в Санкт-Петербурге состоялся национальный шахматный турнир, в котором участвовали сильнейшие игроки России. На первое место претендовали Михаил Чигорин и Семён Алапин, которые набрали одинаковое количество очков, но в дополнительном поединке победу одержал Чигорин. В то время в России сильнейшими шахматистами были Чигорин, Шифферс и Алапин.
В 1880 году Алапин проиграл матч Чигорину со счётом 3:7 (+3-7=0). В 1893 году Алапин выиграл матч у немецкого шахматиста Курта фон Барделебена со счётом 3½:1½ (+3-1=1). В 1899 году Алапин сыграл вничью против известного австрийского мастера Карла Шлехтера — 3:3 (+1-1=4).
К лучшим достижениям Алапина в турнирах относятся: 4-е место в Вене в 1899 году; 2-е место в Вене в 1901 году; 5 место в Монте-Карло в 1901 году; 1-е место в Санкт-Петербурге в 1906 году; 2-е место в Лодзи в 1908 году; 2-е место в Мюнхене в 1909 году; 1-е место в Мюнхене в 1911 году.
В 1911 году в Мюнхене Алапин проиграл матч австрийскому мастеру Рудольфу Шпильману — 3½:6½ (+3-6=1).
С 1898 по 1901 годы Алапин издавал в Берлине шахматную газету «Der Schachfreund». В 1913 году в Гейдельберге он издал под таким же названием шахматную книгу для начинающих.
В 1913 году Алапин покинул Россию.
По некоторым оценкам, наивысший исторический рейтинг Алапина в феврале 1898 года был равен 2688, это был бы десятый рейтинг в мире в то время.

## Спортивные результаты
| Год         | Город              | Соревнование                                      | +  | −  | =     | Результат     | Место |
| ----------- | ------------------ | ------------------------------------------------- | -- | -- | ----- | ------------- | ----- |
| 1878 / 1879 | Санкт-Петербург    | Турнир сильнейших шахматистов России              | 6  | 1  | 1     | 6½ из 8       | 1—2   |
| 1879        | Санкт-Петербург    | Дополнительная партия с М. И. Чигориным           | 0  | 1  | 0     | 0 из 1        |       |
| 1880        | Санкт-Петербург    | Матч с М. И. Чигориным                            | 3  | 7  | 0     | 3 : 7         |       |
| 1887        | Франкфурт-на-Майне | V Конгресс Германского шахматного союза           | 5  | 6  | 9     | 9½ из 20      | 11—12 |
| 1889        | Бреслау            | VI Конгресс Германского шахматного союза          | 5  | 9  | 3     | 6½ из 17      | 15—16 |
| 1890        | Манчестер          | Международный турнир                              | 8  | 5  | 6     | 11 из 19      | 7—9   |
| 1892        | Дрезден            | VII Конгресс Германского шахматного союза         | 1  | 2  | 2     | 2 из 5        | [ 6 ] |
| 1893        |                    | Матч с К. Барделебеном                            | 3  | 1  | 1     | 3½ : 1½       |       |
|             | Берлин             | Международный турнир                              |    |    |       |               | 1     |
| 1897        | Берлин             | Международный турнир                              | 7  | 4  | 7     | 10½ из 18     | 6—8   |
| 1898        | Вена               | Международный турнир                              | 11 | 11 | 14    | 18 из 36      | 10    |
| 1899        | Вена               | Матч с К. Шлехтером                               | 1  | 1  | 4     | 3 : 3         |       |
| 1899 / 1900 | Вена               | Мемориал И. Колиша                                | 4  | 2  | 5     | 6½ из 11      | 4     |
| 1900        | Вена               | Матч с А. Альбином                                |    |    |       |               |       |
| 1901        | Монте-Карло        | Международный турнир                              | 6  | 1  | 6 (8) | 8½ из 13 (15) | 5     |
| 1903        |                    | Тренировочный матч с З. Таррашем                  |    |    |       |               |       |
| 1905        | Остенде            | Международный турнир                              | 6  | 9  | 11    | 11½ из 26     | 11    |
|             | Бармен             | Международный турнир                              | 2  | 5  | 8     | 6 из 15       | 13—14 |
| 1905 / 1906 | Санкт-Петербург    | Всероссийский турнир                              | 8  | 3  | 5     | 10½ из 16     | 5     |
| 1906        | Санкт-Петербург    | Матч-турнир четырёх шахматистов (четырёхкруговой) | 8  | 2  | 2     | 9 из 12       | 1     |
| 1907        | Лодзь              | Всероссийский турнир                              | 7  | 2  | 3     | 8½ из 12      | 2     |
|             | Санкт-Петербург    | Матч с С. М. Левитским                            | 5  | 0  | 0     | 5 : 0         |       |
| 1908        | Вена               | Международный турнир                              | 5  | 11 | 3     | 6½ из 19      | 16—18 |
|             | Прага              | Международный турнир                              | 5  | 6  | 8     | 9 из 19       | 12    |
|             | Варшава            | Турнир четырех шахматистов                        |    |    |       |               | 1     |
| 1909        | Мюнхен             | Международный турнир                              |    |    |       |               | 1     |
| 1911        | Карлсбад           | Международный турнир                              | 4  | 12 | 9     | 8½ из 25      | 23—26 |
|             | Мюнхен             | Матч с Р. Шпильманом                              | 3  | 6  | 1     | 3½ : 6½       |       |
| 1912        | Пьештяни           | Международный турнир                              | 5  | 4  | 8     | 9 из 17       | 9—11  |
|             | Вильно             | Всероссийский турнир                              | 3  | 9  | 6     | 6 из 18       | 9     |
| 1913 / 1914 | Санкт-Петербург    | Всероссийский турнир                              | 5  | 5  | 7     | 8½ из 17      | 10—11 |

## Вклад в теорию дебютов
В своё время Алапин считался одним из значительных теоретиков шахмат. Он предложил и разработал ряд дебютных систем, в том числе те, которые не потеряли актуальности до сих пор.

### Дебют Алапина
|   | a | b | c | d | e | f | g | h |   |
| - | --- | --- | --- | --- | --- | --- | --- | --- | - |
| 8 | a8 чёрная ладья · b8 чёрный конь · c8 чёрный слон · d8 чёрный ферзь · e8 чёрный король · f8 чёрный слон · g8 чёрный конь · h8 чёрная ладья · a7 чёрная пешка · b7 чёрная пешка · c7 чёрная пешка · d7 чёрная пешка · f7 чёрная пешка · g7 чёрная пешка · h7 чёрная пешка · e5 чёрная пешка · e4 белая пешка · a2 белая пешка · b2 белая пешка · c2 белая пешка · d2 белая пешка · e2 белый конь · f2 белая пешка · g2 белая пешка · h2 белая пешка · a1 белая ладья · b1 белый конь · c1 белый слон · d1 белый ферзь · e1 белый король · f1 белый слон · h1 белая ладья | a8 чёрная ладья · b8 чёрный конь · c8 чёрный слон · d8 чёрный ферзь · e8 чёрный король · f8 чёрный слон · g8 чёрный конь · h8 чёрная ладья · a7 чёрная пешка · b7 чёрная пешка · c7 чёрная пешка · d7 чёрная пешка · f7 чёрная пешка · g7 чёрная пешка · h7 чёрная пешка · e5 чёрная пешка · e4 белая пешка · a2 белая пешка · b2 белая пешка · c2 белая пешка · d2 белая пешка · e2 белый конь · f2 белая пешка · g2 белая пешка · h2 белая пешка · a1 белая ладья · b1 белый конь · c1 белый слон · d1 белый ферзь · e1 белый король · f1 белый слон · h1 белая ладья | a8 чёрная ладья · b8 чёрный конь · c8 чёрный слон · d8 чёрный ферзь · e8 чёрный король · f8 чёрный слон · g8 чёрный конь · h8 чёрная ладья · a7 чёрная пешка · b7 чёрная пешка · c7 чёрная пешка · d7 чёрная пешка · f7 чёрная пешка · g7 чёрная пешка · h7 чёрная пешка · e5 чёрная пешка · e4 белая пешка · a2 белая пешка · b2 белая пешка · c2 белая пешка · d2 белая пешка · e2 белый конь · f2 белая пешка · g2 белая пешка · h2 белая пешка · a1 белая ладья · b1 белый конь · c1 белый слон · d1 белый ферзь · e1 белый король · f1 белый слон · h1 белая ладья | a8 чёрная ладья · b8 чёрный конь · c8 чёрный слон · d8 чёрный ферзь · e8 чёрный король · f8 чёрный слон · g8 чёрный конь · h8 чёрная ладья · a7 чёрная пешка · b7 чёрная пешка · c7 чёрная пешка · d7 чёрная пешка · f7 чёрная пешка · g7 чёрная пешка · h7 чёрная пешка · e5 чёрная пешка · e4 белая пешка · a2 белая пешка · b2 белая пешка · c2 белая пешка · d2 белая пешка · e2 белый конь · f2 белая пешка · g2 белая пешка · h2 белая пешка · a1 белая ладья · b1 белый конь · c1 белый слон · d1 белый ферзь · e1 белый король · f1 белый слон · h1 белая ладья | a8 чёрная ладья · b8 чёрный конь · c8 чёрный слон · d8 чёрный ферзь · e8 чёрный король · f8 чёрный слон · g8 чёрный конь · h8 чёрная ладья · a7 чёрная пешка · b7 чёрная пешка · c7 чёрная пешка · d7 чёрная пешка · f7 чёрная пешка · g7 чёрная пешка · h7 чёрная пешка · e5 чёрная пешка · e4 белая пешка · a2 белая пешка · b2 белая пешка · c2 белая пешка · d2 белая пешка · e2 белый конь · f2 белая пешка · g2 белая пешка · h2 белая пешка · a1 белая ладья · b1 белый конь · c1 белый слон · d1 белый ферзь · e1 белый король · f1 белый слон · h1 белая ладья | a8 чёрная ладья · b8 чёрный конь · c8 чёрный слон · d8 чёрный ферзь · e8 чёрный король · f8 чёрный слон · g8 чёрный конь · h8 чёрная ладья · a7 чёрная пешка · b7 чёрная пешка · c7 чёрная пешка · d7 чёрная пешка · f7 чёрная пешка · g7 чёрная пешка · h7 чёрная пешка · e5 чёрная пешка · e4 белая пешка · a2 белая пешка · b2 белая пешка · c2 белая пешка · d2 белая пешка · e2 белый конь · f2 белая пешка · g2 белая пешка · h2 белая пешка · a1 белая ладья · b1 белый конь · c1 белый слон · d1 белый ферзь · e1 белый король · f1 белый слон · h1 белая ладья | a8 чёрная ладья · b8 чёрный конь · c8 чёрный слон · d8 чёрный ферзь · e8 чёрный король · f8 чёрный слон · g8 чёрный конь · h8 чёрная ладья · a7 чёрная пешка · b7 чёрная пешка · c7 чёрная пешка · d7 чёрная пешка · f7 чёрная пешка · g7 чёрная пешка · h7 чёрная пешка · e5 чёрная пешка · e4 белая пешка · a2 белая пешка · b2 белая пешка · c2 белая пешка · d2 белая пешка · e2 белый конь · f2 белая пешка · g2 белая пешка · h2 белая пешка · a1 белая ладья · b1 белый конь · c1 белый слон · d1 белый ферзь · e1 белый король · f1 белый слон · h1 белая ладья | a8 чёрная ладья · b8 чёрный конь · c8 чёрный слон · d8 чёрный ферзь · e8 чёрный король · f8 чёрный слон · g8 чёрный конь · h8 чёрная ладья · a7 чёрная пешка · b7 чёрная пешка · c7 чёрная пешка · d7 чёрная пешка · f7 чёрная пешка · g7 чёрная пешка · h7 чёрная пешка · e5 чёрная пешка · e4 белая пешка · a2 белая пешка · b2 белая пешка · c2 белая пешка · d2 белая пешка · e2 белый конь · f2 белая пешка · g2 белая пешка · h2 белая пешка · a1 белая ладья · b1 белый конь · c1 белый слон · d1 белый ферзь · e1 белый король · f1 белый слон · h1 белая ладья | 8 |
| 7 | a8 чёрная ладья · b8 чёрный конь · c8 чёрный слон · d8 чёрный ферзь · e8 чёрный король · f8 чёрный слон · g8 чёрный конь · h8 чёрная ладья · a7 чёрная пешка · b7 чёрная пешка · c7 чёрная пешка · d7 чёрная пешка · f7 чёрная пешка · g7 чёрная пешка · h7 чёрная пешка · e5 чёрная пешка · e4 белая пешка · a2 белая пешка · b2 белая пешка · c2 белая пешка · d2 белая пешка · e2 белый конь · f2 белая пешка · g2 белая пешка · h2 белая пешка · a1 белая ладья · b1 белый конь · c1 белый слон · d1 белый ферзь · e1 белый король · f1 белый слон · h1 белая ладья | a8 чёрная ладья · b8 чёрный конь · c8 чёрный слон · d8 чёрный ферзь · e8 чёрный король · f8 чёрный слон · g8 чёрный конь · h8 чёрная ладья · a7 чёрная пешка · b7 чёрная пешка · c7 чёрная пешка · d7 чёрная пешка · f7 чёрная пешка · g7 чёрная пешка · h7 чёрная пешка · e5 чёрная пешка · e4 белая пешка · a2 белая пешка · b2 белая пешка · c2 белая пешка · d2 белая пешка · e2 белый конь · f2 белая пешка · g2 белая пешка · h2 белая пешка · a1 белая ладья · b1 белый конь · c1 белый слон · d1 белый ферзь · e1 белый король · f1 белый слон · h1 белая ладья | a8 чёрная ладья · b8 чёрный конь · c8 чёрный слон · d8 чёрный ферзь · e8 чёрный король · f8 чёрный слон · g8 чёрный конь · h8 чёрная ладья · a7 чёрная пешка · b7 чёрная пешка · c7 чёрная пешка · d7 чёрная пешка · f7 чёрная пешка · g7 чёрная пешка · h7 чёрная пешка · e5 чёрная пешка · e4 белая пешка · a2 белая пешка · b2 белая пешка · c2 белая пешка · d2 белая пешка · e2 белый конь · f2 белая пешка · g2 белая пешка · h2 белая пешка · a1 белая ладья · b1 белый конь · c1 белый слон · d1 белый ферзь · e1 белый король · f1 белый слон · h1 белая ладья | a8 чёрная ладья · b8 чёрный конь · c8 чёрный слон · d8 чёрный ферзь · e8 чёрный король · f8 чёрный слон · g8 чёрный конь · h8 чёрная ладья · a7 чёрная пешка · b7 чёрная пешка · c7 чёрная пешка · d7 чёрная пешка · f7 чёрная пешка · g7 чёрная пешка · h7 чёрная пешка · e5 чёрная пешка · e4 белая пешка · a2 белая пешка · b2 белая пешка · c2 белая пешка · d2 белая пешка · e2 белый конь · f2 белая пешка · g2 белая пешка · h2 белая пешка · a1 белая ладья · b1 белый конь · c1 белый слон · d1 белый ферзь · e1 белый король · f1 белый слон · h1 белая ладья | a8 чёрная ладья · b8 чёрный конь · c8 чёрный слон · d8 чёрный ферзь · e8 чёрный король · f8 чёрный слон · g8 чёрный конь · h8 чёрная ладья · a7 чёрная пешка · b7 чёрная пешка · c7 чёрная пешка · d7 чёрная пешка · f7 чёрная пешка · g7 чёрная пешка · h7 чёрная пешка · e5 чёрная пешка · e4 белая пешка · a2 белая пешка · b2 белая пешка · c2 белая пешка · d2 белая пешка · e2 белый конь · f2 белая пешка · g2 белая пешка · h2 белая пешка · a1 белая ладья · b1 белый конь · c1 белый слон · d1 белый ферзь · e1 белый король · f1 белый слон · h1 белая ладья | a8 чёрная ладья · b8 чёрный конь · c8 чёрный слон · d8 чёрный ферзь · e8 чёрный король · f8 чёрный слон · g8 чёрный конь · h8 чёрная ладья · a7 чёрная пешка · b7 чёрная пешка · c7 чёрная пешка · d7 чёрная пешка · f7 чёрная пешка · g7 чёрная пешка · h7 чёрная пешка · e5 чёрная пешка · e4 белая пешка · a2 белая пешка · b2 белая пешка · c2 белая пешка · d2 белая пешка · e2 белый конь · f2 белая пешка · g2 белая пешка · h2 белая пешка · a1 белая ладья · b1 белый конь · c1 белый слон · d1 белый ферзь · e1 белый король · f1 белый слон · h1 белая ладья | a8 чёрная ладья · b8 чёрный конь · c8 чёрный слон · d8 чёрный ферзь · e8 чёрный король · f8 чёрный слон · g8 чёрный конь · h8 чёрная ладья · a7 чёрная пешка · b7 чёрная пешка · c7 чёрная пешка · d7 чёрная пешка · f7 чёрная пешка · g7 чёрная пешка · h7 чёрная пешка · e5 чёрная пешка · e4 белая пешка · a2 белая пешка · b2 белая пешка · c2 белая пешка · d2 белая пешка · e2 белый конь · f2 белая пешка · g2 белая пешка · h2 белая пешка · a1 белая ладья · b1 белый конь · c1 белый слон · d1 белый ферзь · e1 белый король · f1 белый слон · h1 белая ладья | a8 чёрная ладья · b8 чёрный конь · c8 чёрный слон · d8 чёрный ферзь · e8 чёрный король · f8 чёрный слон · g8 чёрный конь · h8 чёрная ладья · a7 чёрная пешка · b7 чёрная пешка · c7 чёрная пешка · d7 чёрная пешка · f7 чёрная пешка · g7 чёрная пешка · h7 чёрная пешка · e5 чёрная пешка · e4 белая пешка · a2 белая пешка · b2 белая пешка · c2 белая пешка · d2 белая пешка · e2 белый конь · f2 белая пешка · g2 белая пешка · h2 белая пешка · a1 белая ладья · b1 белый конь · c1 белый слон · d1 белый ферзь · e1 белый король · f1 белый слон · h1 белая ладья | 7 |
| 6 | a8 чёрная ладья · b8 чёрный конь · c8 чёрный слон · d8 чёрный ферзь · e8 чёрный король · f8 чёрный слон · g8 чёрный конь · h8 чёрная ладья · a7 чёрная пешка · b7 чёрная пешка · c7 чёрная пешка · d7 чёрная пешка · f7 чёрная пешка · g7 чёрная пешка · h7 чёрная пешка · e5 чёрная пешка · e4 белая пешка · a2 белая пешка · b2 белая пешка · c2 белая пешка · d2 белая пешка · e2 белый конь · f2 белая пешка · g2 белая пешка · h2 белая пешка · a1 белая ладья · b1 белый конь · c1 белый слон · d1 белый ферзь · e1 белый король · f1 белый слон · h1 белая ладья | a8 чёрная ладья · b8 чёрный конь · c8 чёрный слон · d8 чёрный ферзь · e8 чёрный король · f8 чёрный слон · g8 чёрный конь · h8 чёрная ладья · a7 чёрная пешка · b7 чёрная пешка · c7 чёрная пешка · d7 чёрная пешка · f7 чёрная пешка · g7 чёрная пешка · h7 чёрная пешка · e5 чёрная пешка · e4 белая пешка · a2 белая пешка · b2 белая пешка · c2 белая пешка · d2 белая пешка · e2 белый конь · f2 белая пешка · g2 белая пешка · h2 белая пешка · a1 белая ладья · b1 белый конь · c1 белый слон · d1 белый ферзь · e1 белый король · f1 белый слон · h1 белая ладья | a8 чёрная ладья · b8 чёрный конь · c8 чёрный слон · d8 чёрный ферзь · e8 чёрный король · f8 чёрный слон · g8 чёрный конь · h8 чёрная ладья · a7 чёрная пешка · b7 чёрная пешка · c7 чёрная пешка · d7 чёрная пешка · f7 чёрная пешка · g7 чёрная пешка · h7 чёрная пешка · e5 чёрная пешка · e4 белая пешка · a2 белая пешка · b2 белая пешка · c2 белая пешка · d2 белая пешка · e2 белый конь · f2 белая пешка · g2 белая пешка · h2 белая пешка · a1 белая ладья · b1 белый конь · c1 белый слон · d1 белый ферзь · e1 белый король · f1 белый слон · h1 белая ладья | a8 чёрная ладья · b8 чёрный конь · c8 чёрный слон · d8 чёрный ферзь · e8 чёрный король · f8 чёрный слон · g8 чёрный конь · h8 чёрная ладья · a7 чёрная пешка · b7 чёрная пешка · c7 чёрная пешка · d7 чёрная пешка · f7 чёрная пешка · g7 чёрная пешка · h7 чёрная пешка · e5 чёрная пешка · e4 белая пешка · a2 белая пешка · b2 белая пешка · c2 белая пешка · d2 белая пешка · e2 белый конь · f2 белая пешка · g2 белая пешка · h2 белая пешка · a1 белая ладья · b1 белый конь · c1 белый слон · d1 белый ферзь · e1 белый король · f1 белый слон · h1 белая ладья | a8 чёрная ладья · b8 чёрный конь · c8 чёрный слон · d8 чёрный ферзь · e8 чёрный король · f8 чёрный слон · g8 чёрный конь · h8 чёрная ладья · a7 чёрная пешка · b7 чёрная пешка · c7 чёрная пешка · d7 чёрная пешка · f7 чёрная пешка · g7 чёрная пешка · h7 чёрная пешка · e5 чёрная пешка · e4 белая пешка · a2 белая пешка · b2 белая пешка · c2 белая пешка · d2 белая пешка · e2 белый конь · f2 белая пешка · g2 белая пешка · h2 белая пешка · a1 белая ладья · b1 белый конь · c1 белый слон · d1 белый ферзь · e1 белый король · f1 белый слон · h1 белая ладья | a8 чёрная ладья · b8 чёрный конь · c8 чёрный слон · d8 чёрный ферзь · e8 чёрный король · f8 чёрный слон · g8 чёрный конь · h8 чёрная ладья · a7 чёрная пешка · b7 чёрная пешка · c7 чёрная пешка · d7 чёрная пешка · f7 чёрная пешка · g7 чёрная пешка · h7 чёрная пешка · e5 чёрная пешка · e4 белая пешка · a2 белая пешка · b2 белая пешка · c2 белая пешка · d2 белая пешка · e2 белый конь · f2 белая пешка · g2 белая пешка · h2 белая пешка · a1 белая ладья · b1 белый конь · c1 белый слон · d1 белый ферзь · e1 белый король · f1 белый слон · h1 белая ладья | a8 чёрная ладья · b8 чёрный конь · c8 чёрный слон · d8 чёрный ферзь · e8 чёрный король · f8 чёрный слон · g8 чёрный конь · h8 чёрная ладья · a7 чёрная пешка · b7 чёрная пешка · c7 чёрная пешка · d7 чёрная пешка · f7 чёрная пешка · g7 чёрная пешка · h7 чёрная пешка · e5 чёрная пешка · e4 белая пешка · a2 белая пешка · b2 белая пешка · c2 белая пешка · d2 белая пешка · e2 белый конь · f2 белая пешка · g2 белая пешка · h2 белая пешка · a1 белая ладья · b1 белый конь · c1 белый слон · d1 белый ферзь · e1 белый король · f1 белый слон · h1 белая ладья | a8 чёрная ладья · b8 чёрный конь · c8 чёрный слон · d8 чёрный ферзь · e8 чёрный король · f8 чёрный слон · g8 чёрный конь · h8 чёрная ладья · a7 чёрная пешка · b7 чёрная пешка · c7 чёрная пешка · d7 чёрная пешка · f7 чёрная пешка · g7 чёрная пешка · h7 чёрная пешка · e5 чёрная пешка · e4 белая пешка · a2 белая пешка · b2 белая пешка · c2 белая пешка · d2 белая пешка · e2 белый конь · f2 белая пешка · g2 белая пешка · h2 белая пешка · a1 белая ладья · b1 белый конь · c1 белый слон · d1 белый ферзь · e1 белый король · f1 белый слон · h1 белая ладья | 6 |
| 5 | a8 чёрная ладья · b8 чёрный конь · c8 чёрный слон · d8 чёрный ферзь · e8 чёрный король · f8 чёрный слон · g8 чёрный конь · h8 чёрная ладья · a7 чёрная пешка · b7 чёрная пешка · c7 чёрная пешка · d7 чёрная пешка · f7 чёрная пешка · g7 чёрная пешка · h7 чёрная пешка · e5 чёрная пешка · e4 белая пешка · a2 белая пешка · b2 белая пешка · c2 белая пешка · d2 белая пешка · e2 белый конь · f2 белая пешка · g2 белая пешка · h2 белая пешка · a1 белая ладья · b1 белый конь · c1 белый слон · d1 белый ферзь · e1 белый король · f1 белый слон · h1 белая ладья | a8 чёрная ладья · b8 чёрный конь · c8 чёрный слон · d8 чёрный ферзь · e8 чёрный король · f8 чёрный слон · g8 чёрный конь · h8 чёрная ладья · a7 чёрная пешка · b7 чёрная пешка · c7 чёрная пешка · d7 чёрная пешка · f7 чёрная пешка · g7 чёрная пешка · h7 чёрная пешка · e5 чёрная пешка · e4 белая пешка · a2 белая пешка · b2 белая пешка · c2 белая пешка · d2 белая пешка · e2 белый конь · f2 белая пешка · g2 белая пешка · h2 белая пешка · a1 белая ладья · b1 белый конь · c1 белый слон · d1 белый ферзь · e1 белый король · f1 белый слон · h1 белая ладья | a8 чёрная ладья · b8 чёрный конь · c8 чёрный слон · d8 чёрный ферзь · e8 чёрный король · f8 чёрный слон · g8 чёрный конь · h8 чёрная ладья · a7 чёрная пешка · b7 чёрная пешка · c7 чёрная пешка · d7 чёрная пешка · f7 чёрная пешка · g7 чёрная пешка · h7 чёрная пешка · e5 чёрная пешка · e4 белая пешка · a2 белая пешка · b2 белая пешка · c2 белая пешка · d2 белая пешка · e2 белый конь · f2 белая пешка · g2 белая пешка · h2 белая пешка · a1 белая ладья · b1 белый конь · c1 белый слон · d1 белый ферзь · e1 белый король · f1 белый слон · h1 белая ладья | a8 чёрная ладья · b8 чёрный конь · c8 чёрный слон · d8 чёрный ферзь · e8 чёрный король · f8 чёрный слон · g8 чёрный конь · h8 чёрная ладья · a7 чёрная пешка · b7 чёрная пешка · c7 чёрная пешка · d7 чёрная пешка · f7 чёрная пешка · g7 чёрная пешка · h7 чёрная пешка · e5 чёрная пешка · e4 белая пешка · a2 белая пешка · b2 белая пешка · c2 белая пешка · d2 белая пешка · e2 белый конь · f2 белая пешка · g2 белая пешка · h2 белая пешка · a1 белая ладья · b1 белый конь · c1 белый слон · d1 белый ферзь · e1 белый король · f1 белый слон · h1 белая ладья | a8 чёрная ладья · b8 чёрный конь · c8 чёрный слон · d8 чёрный ферзь · e8 чёрный король · f8 чёрный слон · g8 чёрный конь · h8 чёрная ладья · a7 чёрная пешка · b7 чёрная пешка · c7 чёрная пешка · d7 чёрная пешка · f7 чёрная пешка · g7 чёрная пешка · h7 чёрная пешка · e5 чёрная пешка · e4 белая пешка · a2 белая пешка · b2 белая пешка · c2 белая пешка · d2 белая пешка · e2 белый конь · f2 белая пешка · g2 белая пешка · h2 белая пешка · a1 белая ладья · b1 белый конь · c1 белый слон · d1 белый ферзь · e1 белый король · f1 белый слон · h1 белая ладья | a8 чёрная ладья · b8 чёрный конь · c8 чёрный слон · d8 чёрный ферзь · e8 чёрный король · f8 чёрный слон · g8 чёрный конь · h8 чёрная ладья · a7 чёрная пешка · b7 чёрная пешка · c7 чёрная пешка · d7 чёрная пешка · f7 чёрная пешка · g7 чёрная пешка · h7 чёрная пешка · e5 чёрная пешка · e4 белая пешка · a2 белая пешка · b2 белая пешка · c2 белая пешка · d2 белая пешка · e2 белый конь · f2 белая пешка · g2 белая пешка · h2 белая пешка · a1 белая ладья · b1 белый конь · c1 белый слон · d1 белый ферзь · e1 белый король · f1 белый слон · h1 белая ладья | a8 чёрная ладья · b8 чёрный конь · c8 чёрный слон · d8 чёрный ферзь · e8 чёрный король · f8 чёрный слон · g8 чёрный конь · h8 чёрная ладья · a7 чёрная пешка · b7 чёрная пешка · c7 чёрная пешка · d7 чёрная пешка · f7 чёрная пешка · g7 чёрная пешка · h7 чёрная пешка · e5 чёрная пешка · e4 белая пешка · a2 белая пешка · b2 белая пешка · c2 белая пешка · d2 белая пешка · e2 белый конь · f2 белая пешка · g2 белая пешка · h2 белая пешка · a1 белая ладья · b1 белый конь · c1 белый слон · d1 белый ферзь · e1 белый король · f1 белый слон · h1 белая ладья | a8 чёрная ладья · b8 чёрный конь · c8 чёрный слон · d8 чёрный ферзь · e8 чёрный король · f8 чёрный слон · g8 чёрный конь · h8 чёрная ладья · a7 чёрная пешка · b7 чёрная пешка · c7 чёрная пешка · d7 чёрная пешка · f7 чёрная пешка · g7 чёрная пешка · h7 чёрная пешка · e5 чёрная пешка · e4 белая пешка · a2 белая пешка · b2 белая пешка · c2 белая пешка · d2 белая пешка · e2 белый конь · f2 белая пешка · g2 белая пешка · h2 белая пешка · a1 белая ладья · b1 белый конь · c1 белый слон · d1 белый ферзь · e1 белый король · f1 белый слон · h1 белая ладья | 5 |
| 4 | a8 чёрная ладья · b8 чёрный конь · c8 чёрный слон · d8 чёрный ферзь · e8 чёрный король · f8 чёрный слон · g8 чёрный конь · h8 чёрная ладья · a7 чёрная пешка · b7 чёрная пешка · c7 чёрная пешка · d7 чёрная пешка · f7 чёрная пешка · g7 чёрная пешка · h7 чёрная пешка · e5 чёрная пешка · e4 белая пешка · a2 белая пешка · b2 белая пешка · c2 белая пешка · d2 белая пешка · e2 белый конь · f2 белая пешка · g2 белая пешка · h2 белая пешка · a1 белая ладья · b1 белый конь · c1 белый слон · d1 белый ферзь · e1 белый король · f1 белый слон · h1 белая ладья | a8 чёрная ладья · b8 чёрный конь · c8 чёрный слон · d8 чёрный ферзь · e8 чёрный король · f8 чёрный слон · g8 чёрный конь · h8 чёрная ладья · a7 чёрная пешка · b7 чёрная пешка · c7 чёрная пешка · d7 чёрная пешка · f7 чёрная пешка · g7 чёрная пешка · h7 чёрная пешка · e5 чёрная пешка · e4 белая пешка · a2 белая пешка · b2 белая пешка · c2 белая пешка · d2 белая пешка · e2 белый конь · f2 белая пешка · g2 белая пешка · h2 белая пешка · a1 белая ладья · b1 белый конь · c1 белый слон · d1 белый ферзь · e1 белый король · f1 белый слон · h1 белая ладья | a8 чёрная ладья · b8 чёрный конь · c8 чёрный слон · d8 чёрный ферзь · e8 чёрный король · f8 чёрный слон · g8 чёрный конь · h8 чёрная ладья · a7 чёрная пешка · b7 чёрная пешка · c7 чёрная пешка · d7 чёрная пешка · f7 чёрная пешка · g7 чёрная пешка · h7 чёрная пешка · e5 чёрная пешка · e4 белая пешка · a2 белая пешка · b2 белая пешка · c2 белая пешка · d2 белая пешка · e2 белый конь · f2 белая пешка · g2 белая пешка · h2 белая пешка · a1 белая ладья · b1 белый конь · c1 белый слон · d1 белый ферзь · e1 белый король · f1 белый слон · h1 белая ладья | a8 чёрная ладья · b8 чёрный конь · c8 чёрный слон · d8 чёрный ферзь · e8 чёрный король · f8 чёрный слон · g8 чёрный конь · h8 чёрная ладья · a7 чёрная пешка · b7 чёрная пешка · c7 чёрная пешка · d7 чёрная пешка · f7 чёрная пешка · g7 чёрная пешка · h7 чёрная пешка · e5 чёрная пешка · e4 белая пешка · a2 белая пешка · b2 белая пешка · c2 белая пешка · d2 белая пешка · e2 белый конь · f2 белая пешка · g2 белая пешка · h2 белая пешка · a1 белая ладья · b1 белый конь · c1 белый слон · d1 белый ферзь · e1 белый король · f1 белый слон · h1 белая ладья | a8 чёрная ладья · b8 чёрный конь · c8 чёрный слон · d8 чёрный ферзь · e8 чёрный король · f8 чёрный слон · g8 чёрный конь · h8 чёрная ладья · a7 чёрная пешка · b7 чёрная пешка · c7 чёрная пешка · d7 чёрная пешка · f7 чёрная пешка · g7 чёрная пешка · h7 чёрная пешка · e5 чёрная пешка · e4 белая пешка · a2 белая пешка · b2 белая пешка · c2 белая пешка · d2 белая пешка · e2 белый конь · f2 белая пешка · g2 белая пешка · h2 белая пешка · a1 белая ладья · b1 белый конь · c1 белый слон · d1 белый ферзь · e1 белый король · f1 белый слон · h1 белая ладья | a8 чёрная ладья · b8 чёрный конь · c8 чёрный слон · d8 чёрный ферзь · e8 чёрный король · f8 чёрный слон · g8 чёрный конь · h8 чёрная ладья · a7 чёрная пешка · b7 чёрная пешка · c7 чёрная пешка · d7 чёрная пешка · f7 чёрная пешка · g7 чёрная пешка · h7 чёрная пешка · e5 чёрная пешка · e4 белая пешка · a2 белая пешка · b2 белая пешка · c2 белая пешка · d2 белая пешка · e2 белый конь · f2 белая пешка · g2 белая пешка · h2 белая пешка · a1 белая ладья · b1 белый конь · c1 белый слон · d1 белый ферзь · e1 белый король · f1 белый слон · h1 белая ладья | a8 чёрная ладья · b8 чёрный конь · c8 чёрный слон · d8 чёрный ферзь · e8 чёрный король · f8 чёрный слон · g8 чёрный конь · h8 чёрная ладья · a7 чёрная пешка · b7 чёрная пешка · c7 чёрная пешка · d7 чёрная пешка · f7 чёрная пешка · g7 чёрная пешка · h7 чёрная пешка · e5 чёрная пешка · e4 белая пешка · a2 белая пешка · b2 белая пешка · c2 белая пешка · d2 белая пешка · e2 белый конь · f2 белая пешка · g2 белая пешка · h2 белая пешка · a1 белая ладья · b1 белый конь · c1 белый слон · d1 белый ферзь · e1 белый король · f1 белый слон · h1 белая ладья | a8 чёрная ладья · b8 чёрный конь · c8 чёрный слон · d8 чёрный ферзь · e8 чёрный король · f8 чёрный слон · g8 чёрный конь · h8 чёрная ладья · a7 чёрная пешка · b7 чёрная пешка · c7 чёрная пешка · d7 чёрная пешка · f7 чёрная пешка · g7 чёрная пешка · h7 чёрная пешка · e5 чёрная пешка · e4 белая пешка · a2 белая пешка · b2 белая пешка · c2 белая пешка · d2 белая пешка · e2 белый конь · f2 белая пешка · g2 белая пешка · h2 белая пешка · a1 белая ладья · b1 белый конь · c1 белый слон · d1 белый ферзь · e1 белый король · f1 белый слон · h1 белая ладья | 4 |
| 3 | a8 чёрная ладья · b8 чёрный конь · c8 чёрный слон · d8 чёрный ферзь · e8 чёрный король · f8 чёрный слон · g8 чёрный конь · h8 чёрная ладья · a7 чёрная пешка · b7 чёрная пешка · c7 чёрная пешка · d7 чёрная пешка · f7 чёрная пешка · g7 чёрная пешка · h7 чёрная пешка · e5 чёрная пешка · e4 белая пешка · a2 белая пешка · b2 белая пешка · c2 белая пешка · d2 белая пешка · e2 белый конь · f2 белая пешка · g2 белая пешка · h2 белая пешка · a1 белая ладья · b1 белый конь · c1 белый слон · d1 белый ферзь · e1 белый король · f1 белый слон · h1 белая ладья | a8 чёрная ладья · b8 чёрный конь · c8 чёрный слон · d8 чёрный ферзь · e8 чёрный король · f8 чёрный слон · g8 чёрный конь · h8 чёрная ладья · a7 чёрная пешка · b7 чёрная пешка · c7 чёрная пешка · d7 чёрная пешка · f7 чёрная пешка · g7 чёрная пешка · h7 чёрная пешка · e5 чёрная пешка · e4 белая пешка · a2 белая пешка · b2 белая пешка · c2 белая пешка · d2 белая пешка · e2 белый конь · f2 белая пешка · g2 белая пешка · h2 белая пешка · a1 белая ладья · b1 белый конь · c1 белый слон · d1 белый ферзь · e1 белый король · f1 белый слон · h1 белая ладья | a8 чёрная ладья · b8 чёрный конь · c8 чёрный слон · d8 чёрный ферзь · e8 чёрный король · f8 чёрный слон · g8 чёрный конь · h8 чёрная ладья · a7 чёрная пешка · b7 чёрная пешка · c7 чёрная пешка · d7 чёрная пешка · f7 чёрная пешка · g7 чёрная пешка · h7 чёрная пешка · e5 чёрная пешка · e4 белая пешка · a2 белая пешка · b2 белая пешка · c2 белая пешка · d2 белая пешка · e2 белый конь · f2 белая пешка · g2 белая пешка · h2 белая пешка · a1 белая ладья · b1 белый конь · c1 белый слон · d1 белый ферзь · e1 белый король · f1 белый слон · h1 белая ладья | a8 чёрная ладья · b8 чёрный конь · c8 чёрный слон · d8 чёрный ферзь · e8 чёрный король · f8 чёрный слон · g8 чёрный конь · h8 чёрная ладья · a7 чёрная пешка · b7 чёрная пешка · c7 чёрная пешка · d7 чёрная пешка · f7 чёрная пешка · g7 чёрная пешка · h7 чёрная пешка · e5 чёрная пешка · e4 белая пешка · a2 белая пешка · b2 белая пешка · c2 белая пешка · d2 белая пешка · e2 белый конь · f2 белая пешка · g2 белая пешка · h2 белая пешка · a1 белая ладья · b1 белый конь · c1 белый слон · d1 белый ферзь · e1 белый король · f1 белый слон · h1 белая ладья | a8 чёрная ладья · b8 чёрный конь · c8 чёрный слон · d8 чёрный ферзь · e8 чёрный король · f8 чёрный слон · g8 чёрный конь · h8 чёрная ладья · a7 чёрная пешка · b7 чёрная пешка · c7 чёрная пешка · d7 чёрная пешка · f7 чёрная пешка · g7 чёрная пешка · h7 чёрная пешка · e5 чёрная пешка · e4 белая пешка · a2 белая пешка · b2 белая пешка · c2 белая пешка · d2 белая пешка · e2 белый конь · f2 белая пешка · g2 белая пешка · h2 белая пешка · a1 белая ладья · b1 белый конь · c1 белый слон · d1 белый ферзь · e1 белый король · f1 белый слон · h1 белая ладья | a8 чёрная ладья · b8 чёрный конь · c8 чёрный слон · d8 чёрный ферзь · e8 чёрный король · f8 чёрный слон · g8 чёрный конь · h8 чёрная ладья · a7 чёрная пешка · b7 чёрная пешка · c7 чёрная пешка · d7 чёрная пешка · f7 чёрная пешка · g7 чёрная пешка · h7 чёрная пешка · e5 чёрная пешка · e4 белая пешка · a2 белая пешка · b2 белая пешка · c2 белая пешка · d2 белая пешка · e2 белый конь · f2 белая пешка · g2 белая пешка · h2 белая пешка · a1 белая ладья · b1 белый конь · c1 белый слон · d1 белый ферзь · e1 белый король · f1 белый слон · h1 белая ладья | a8 чёрная ладья · b8 чёрный конь · c8 чёрный слон · d8 чёрный ферзь · e8 чёрный король · f8 чёрный слон · g8 чёрный конь · h8 чёрная ладья · a7 чёрная пешка · b7 чёрная пешка · c7 чёрная пешка · d7 чёрная пешка · f7 чёрная пешка · g7 чёрная пешка · h7 чёрная пешка · e5 чёрная пешка · e4 белая пешка · a2 белая пешка · b2 белая пешка · c2 белая пешка · d2 белая пешка · e2 белый конь · f2 белая пешка · g2 белая пешка · h2 белая пешка · a1 белая ладья · b1 белый конь · c1 белый слон · d1 белый ферзь · e1 белый король · f1 белый слон · h1 белая ладья | a8 чёрная ладья · b8 чёрный конь · c8 чёрный слон · d8 чёрный ферзь · e8 чёрный король · f8 чёрный слон · g8 чёрный конь · h8 чёрная ладья · a7 чёрная пешка · b7 чёрная пешка · c7 чёрная пешка · d7 чёрная пешка · f7 чёрная пешка · g7 чёрная пешка · h7 чёрная пешка · e5 чёрная пешка · e4 белая пешка · a2 белая пешка · b2 белая пешка · c2 белая пешка · d2 белая пешка · e2 белый конь · f2 белая пешка · g2 белая пешка · h2 белая пешка · a1 белая ладья · b1 белый конь · c1 белый слон · d1 белый ферзь · e1 белый король · f1 белый слон · h1 белая ладья | 3 |
| 2 | a8 чёрная ладья · b8 чёрный конь · c8 чёрный слон · d8 чёрный ферзь · e8 чёрный король · f8 чёрный слон · g8 чёрный конь · h8 чёрная ладья · a7 чёрная пешка · b7 чёрная пешка · c7 чёрная пешка · d7 чёрная пешка · f7 чёрная пешка · g7 чёрная пешка · h7 чёрная пешка · e5 чёрная пешка · e4 белая пешка · a2 белая пешка · b2 белая пешка · c2 белая пешка · d2 белая пешка · e2 белый конь · f2 белая пешка · g2 белая пешка · h2 белая пешка · a1 белая ладья · b1 белый конь · c1 белый слон · d1 белый ферзь · e1 белый король · f1 белый слон · h1 белая ладья | a8 чёрная ладья · b8 чёрный конь · c8 чёрный слон · d8 чёрный ферзь · e8 чёрный король · f8 чёрный слон · g8 чёрный конь · h8 чёрная ладья · a7 чёрная пешка · b7 чёрная пешка · c7 чёрная пешка · d7 чёрная пешка · f7 чёрная пешка · g7 чёрная пешка · h7 чёрная пешка · e5 чёрная пешка · e4 белая пешка · a2 белая пешка · b2 белая пешка · c2 белая пешка · d2 белая пешка · e2 белый конь · f2 белая пешка · g2 белая пешка · h2 белая пешка · a1 белая ладья · b1 белый конь · c1 белый слон · d1 белый ферзь · e1 белый король · f1 белый слон · h1 белая ладья | a8 чёрная ладья · b8 чёрный конь · c8 чёрный слон · d8 чёрный ферзь · e8 чёрный король · f8 чёрный слон · g8 чёрный конь · h8 чёрная ладья · a7 чёрная пешка · b7 чёрная пешка · c7 чёрная пешка · d7 чёрная пешка · f7 чёрная пешка · g7 чёрная пешка · h7 чёрная пешка · e5 чёрная пешка · e4 белая пешка · a2 белая пешка · b2 белая пешка · c2 белая пешка · d2 белая пешка · e2 белый конь · f2 белая пешка · g2 белая пешка · h2 белая пешка · a1 белая ладья · b1 белый конь · c1 белый слон · d1 белый ферзь · e1 белый король · f1 белый слон · h1 белая ладья | a8 чёрная ладья · b8 чёрный конь · c8 чёрный слон · d8 чёрный ферзь · e8 чёрный король · f8 чёрный слон · g8 чёрный конь · h8 чёрная ладья · a7 чёрная пешка · b7 чёрная пешка · c7 чёрная пешка · d7 чёрная пешка · f7 чёрная пешка · g7 чёрная пешка · h7 чёрная пешка · e5 чёрная пешка · e4 белая пешка · a2 белая пешка · b2 белая пешка · c2 белая пешка · d2 белая пешка · e2 белый конь · f2 белая пешка · g2 белая пешка · h2 белая пешка · a1 белая ладья · b1 белый конь · c1 белый слон · d1 белый ферзь · e1 белый король · f1 белый слон · h1 белая ладья | a8 чёрная ладья · b8 чёрный конь · c8 чёрный слон · d8 чёрный ферзь · e8 чёрный король · f8 чёрный слон · g8 чёрный конь · h8 чёрная ладья · a7 чёрная пешка · b7 чёрная пешка · c7 чёрная пешка · d7 чёрная пешка · f7 чёрная пешка · g7 чёрная пешка · h7 чёрная пешка · e5 чёрная пешка · e4 белая пешка · a2 белая пешка · b2 белая пешка · c2 белая пешка · d2 белая пешка · e2 белый конь · f2 белая пешка · g2 белая пешка · h2 белая пешка · a1 белая ладья · b1 белый конь · c1 белый слон · d1 белый ферзь · e1 белый король · f1 белый слон · h1 белая ладья | a8 чёрная ладья · b8 чёрный конь · c8 чёрный слон · d8 чёрный ферзь · e8 чёрный король · f8 чёрный слон · g8 чёрный конь · h8 чёрная ладья · a7 чёрная пешка · b7 чёрная пешка · c7 чёрная пешка · d7 чёрная пешка · f7 чёрная пешка · g7 чёрная пешка · h7 чёрная пешка · e5 чёрная пешка · e4 белая пешка · a2 белая пешка · b2 белая пешка · c2 белая пешка · d2 белая пешка · e2 белый конь · f2 белая пешка · g2 белая пешка · h2 белая пешка · a1 белая ладья · b1 белый конь · c1 белый слон · d1 белый ферзь · e1 белый король · f1 белый слон · h1 белая ладья | a8 чёрная ладья · b8 чёрный конь · c8 чёрный слон · d8 чёрный ферзь · e8 чёрный король · f8 чёрный слон · g8 чёрный конь · h8 чёрная ладья · a7 чёрная пешка · b7 чёрная пешка · c7 чёрная пешка · d7 чёрная пешка · f7 чёрная пешка · g7 чёрная пешка · h7 чёрная пешка · e5 чёрная пешка · e4 белая пешка · a2 белая пешка · b2 белая пешка · c2 белая пешка · d2 белая пешка · e2 белый конь · f2 белая пешка · g2 белая пешка · h2 белая пешка · a1 белая ладья · b1 белый конь · c1 белый слон · d1 белый ферзь · e1 белый король · f1 белый слон · h1 белая ладья | a8 чёрная ладья · b8 чёрный конь · c8 чёрный слон · d8 чёрный ферзь · e8 чёрный король · f8 чёрный слон · g8 чёрный конь · h8 чёрная ладья · a7 чёрная пешка · b7 чёрная пешка · c7 чёрная пешка · d7 чёрная пешка · f7 чёрная пешка · g7 чёрная пешка · h7 чёрная пешка · e5 чёрная пешка · e4 белая пешка · a2 белая пешка · b2 белая пешка · c2 белая пешка · d2 белая пешка · e2 белый конь · f2 белая пешка · g2 белая пешка · h2 белая пешка · a1 белая ладья · b1 белый конь · c1 белый слон · d1 белый ферзь · e1 белый король · f1 белый слон · h1 белая ладья | 2 |
| 1 | a8 чёрная ладья · b8 чёрный конь · c8 чёрный слон · d8 чёрный ферзь · e8 чёрный король · f8 чёрный слон · g8 чёрный конь · h8 чёрная ладья · a7 чёрная пешка · b7 чёрная пешка · c7 чёрная пешка · d7 чёрная пешка · f7 чёрная пешка · g7 чёрная пешка · h7 чёрная пешка · e5 чёрная пешка · e4 белая пешка · a2 белая пешка · b2 белая пешка · c2 белая пешка · d2 белая пешка · e2 белый конь · f2 белая пешка · g2 белая пешка · h2 белая пешка · a1 белая ладья · b1 белый конь · c1 белый слон · d1 белый ферзь · e1 белый король · f1 белый слон · h1 белая ладья | a8 чёрная ладья · b8 чёрный конь · c8 чёрный слон · d8 чёрный ферзь · e8 чёрный король · f8 чёрный слон · g8 чёрный конь · h8 чёрная ладья · a7 чёрная пешка · b7 чёрная пешка · c7 чёрная пешка · d7 чёрная пешка · f7 чёрная пешка · g7 чёрная пешка · h7 чёрная пешка · e5 чёрная пешка · e4 белая пешка · a2 белая пешка · b2 белая пешка · c2 белая пешка · d2 белая пешка · e2 белый конь · f2 белая пешка · g2 белая пешка · h2 белая пешка · a1 белая ладья · b1 белый конь · c1 белый слон · d1 белый ферзь · e1 белый король · f1 белый слон · h1 белая ладья | a8 чёрная ладья · b8 чёрный конь · c8 чёрный слон · d8 чёрный ферзь · e8 чёрный король · f8 чёрный слон · g8 чёрный конь · h8 чёрная ладья · a7 чёрная пешка · b7 чёрная пешка · c7 чёрная пешка · d7 чёрная пешка · f7 чёрная пешка · g7 чёрная пешка · h7 чёрная пешка · e5 чёрная пешка · e4 белая пешка · a2 белая пешка · b2 белая пешка · c2 белая пешка · d2 белая пешка · e2 белый конь · f2 белая пешка · g2 белая пешка · h2 белая пешка · a1 белая ладья · b1 белый конь · c1 белый слон · d1 белый ферзь · e1 белый король · f1 белый слон · h1 белая ладья | a8 чёрная ладья · b8 чёрный конь · c8 чёрный слон · d8 чёрный ферзь · e8 чёрный король · f8 чёрный слон · g8 чёрный конь · h8 чёрная ладья · a7 чёрная пешка · b7 чёрная пешка · c7 чёрная пешка · d7 чёрная пешка · f7 чёрная пешка · g7 чёрная пешка · h7 чёрная пешка · e5 чёрная пешка · e4 белая пешка · a2 белая пешка · b2 белая пешка · c2 белая пешка · d2 белая пешка · e2 белый конь · f2 белая пешка · g2 белая пешка · h2 белая пешка · a1 белая ладья · b1 белый конь · c1 белый слон · d1 белый ферзь · e1 белый король · f1 белый слон · h1 белая ладья | a8 чёрная ладья · b8 чёрный конь · c8 чёрный слон · d8 чёрный ферзь · e8 чёрный король · f8 чёрный слон · g8 чёрный конь · h8 чёрная ладья · a7 чёрная пешка · b7 чёрная пешка · c7 чёрная пешка · d7 чёрная пешка · f7 чёрная пешка · g7 чёрная пешка · h7 чёрная пешка · e5 чёрная пешка · e4 белая пешка · a2 белая пешка · b2 белая пешка · c2 белая пешка · d2 белая пешка · e2 белый конь · f2 белая пешка · g2 белая пешка · h2 белая пешка · a1 белая ладья · b1 белый конь · c1 белый слон · d1 белый ферзь · e1 белый король · f1 белый слон · h1 белая ладья | a8 чёрная ладья · b8 чёрный конь · c8 чёрный слон · d8 чёрный ферзь · e8 чёрный король · f8 чёрный слон · g8 чёрный конь · h8 чёрная ладья · a7 чёрная пешка · b7 чёрная пешка · c7 чёрная пешка · d7 чёрная пешка · f7 чёрная пешка · g7 чёрная пешка · h7 чёрная пешка · e5 чёрная пешка · e4 белая пешка · a2 белая пешка · b2 белая пешка · c2 белая пешка · d2 белая пешка · e2 белый конь · f2 белая пешка · g2 белая пешка · h2 белая пешка · a1 белая ладья · b1 белый конь · c1 белый слон · d1 белый ферзь · e1 белый король · f1 белый слон · h1 белая ладья | a8 чёрная ладья · b8 чёрный конь · c8 чёрный слон · d8 чёрный ферзь · e8 чёрный король · f8 чёрный слон · g8 чёрный конь · h8 чёрная ладья · a7 чёрная пешка · b7 чёрная пешка · c7 чёрная пешка · d7 чёрная пешка · f7 чёрная пешка · g7 чёрная пешка · h7 чёрная пешка · e5 чёрная пешка · e4 белая пешка · a2 белая пешка · b2 белая пешка · c2 белая пешка · d2 белая пешка · e2 белый конь · f2 белая пешка · g2 белая пешка · h2 белая пешка · a1 белая ладья · b1 белый конь · c1 белый слон · d1 белый ферзь · e1 белый король · f1 белый слон · h1 белая ладья | a8 чёрная ладья · b8 чёрный конь · c8 чёрный слон · d8 чёрный ферзь · e8 чёрный король · f8 чёрный слон · g8 чёрный конь · h8 чёрная ладья · a7 чёрная пешка · b7 чёрная пешка · c7 чёрная пешка · d7 чёрная пешка · f7 чёрная пешка · g7 чёрная пешка · h7 чёрная пешка · e5 чёрная пешка · e4 белая пешка · a2 белая пешка · b2 белая пешка · c2 белая пешка · d2 белая пешка · e2 белый конь · f2 белая пешка · g2 белая пешка · h2 белая пешка · a1 белая ладья · b1 белый конь · c1 белый слон · d1 белый ферзь · e1 белый король · f1 белый слон · h1 белая ладья | 1 |
|   | a | b | c | d | e | f | g | h |   |

Имя Алапина носит дебют 1. e4 e5 2. Кe2. Данное начало было предложено венским шахматистом Майергофером. В середине XIX века его анализировали В. Ганштейн и Г. Стаунтон. Позже этот дебют систематически начал применять Алапин. Дебют не получил широкого применения, поскольку варианты, имеющие самостоятельное значение, ведут к равной игре. Также на доске с перестановкой ходов могут возникнуть позиции шотландской (после 2... Кc6 3. d4) или венской (если белые сыграют 3. Кbc3 и 4. g3) партий.

### Сицилианская защита
|   | a | b | c | d | e | f | g | h |   |
| - | --- | --- | --- | --- | --- | --- | --- | --- | - |
| 8 | a8 чёрная ладья · b8 чёрный конь · c8 чёрный слон · d8 чёрный ферзь · e8 чёрный король · f8 чёрный слон · g8 чёрный конь · h8 чёрная ладья · a7 чёрная пешка · b7 чёрная пешка · d7 чёрная пешка · e7 чёрная пешка · f7 чёрная пешка · g7 чёрная пешка · h7 чёрная пешка · c5 чёрная пешка · e4 белая пешка · c3 белая пешка · a2 белая пешка · b2 белая пешка · d2 белая пешка · f2 белая пешка · g2 белая пешка · h2 белая пешка · a1 белая ладья · b1 белый конь · c1 белый слон · d1 белый ферзь · e1 белый король · f1 белый слон · g1 белый конь · h1 белая ладья | a8 чёрная ладья · b8 чёрный конь · c8 чёрный слон · d8 чёрный ферзь · e8 чёрный король · f8 чёрный слон · g8 чёрный конь · h8 чёрная ладья · a7 чёрная пешка · b7 чёрная пешка · d7 чёрная пешка · e7 чёрная пешка · f7 чёрная пешка · g7 чёрная пешка · h7 чёрная пешка · c5 чёрная пешка · e4 белая пешка · c3 белая пешка · a2 белая пешка · b2 белая пешка · d2 белая пешка · f2 белая пешка · g2 белая пешка · h2 белая пешка · a1 белая ладья · b1 белый конь · c1 белый слон · d1 белый ферзь · e1 белый король · f1 белый слон · g1 белый конь · h1 белая ладья | a8 чёрная ладья · b8 чёрный конь · c8 чёрный слон · d8 чёрный ферзь · e8 чёрный король · f8 чёрный слон · g8 чёрный конь · h8 чёрная ладья · a7 чёрная пешка · b7 чёрная пешка · d7 чёрная пешка · e7 чёрная пешка · f7 чёрная пешка · g7 чёрная пешка · h7 чёрная пешка · c5 чёрная пешка · e4 белая пешка · c3 белая пешка · a2 белая пешка · b2 белая пешка · d2 белая пешка · f2 белая пешка · g2 белая пешка · h2 белая пешка · a1 белая ладья · b1 белый конь · c1 белый слон · d1 белый ферзь · e1 белый король · f1 белый слон · g1 белый конь · h1 белая ладья | a8 чёрная ладья · b8 чёрный конь · c8 чёрный слон · d8 чёрный ферзь · e8 чёрный король · f8 чёрный слон · g8 чёрный конь · h8 чёрная ладья · a7 чёрная пешка · b7 чёрная пешка · d7 чёрная пешка · e7 чёрная пешка · f7 чёрная пешка · g7 чёрная пешка · h7 чёрная пешка · c5 чёрная пешка · e4 белая пешка · c3 белая пешка · a2 белая пешка · b2 белая пешка · d2 белая пешка · f2 белая пешка · g2 белая пешка · h2 белая пешка · a1 белая ладья · b1 белый конь · c1 белый слон · d1 белый ферзь · e1 белый король · f1 белый слон · g1 белый конь · h1 белая ладья | a8 чёрная ладья · b8 чёрный конь · c8 чёрный слон · d8 чёрный ферзь · e8 чёрный король · f8 чёрный слон · g8 чёрный конь · h8 чёрная ладья · a7 чёрная пешка · b7 чёрная пешка · d7 чёрная пешка · e7 чёрная пешка · f7 чёрная пешка · g7 чёрная пешка · h7 чёрная пешка · c5 чёрная пешка · e4 белая пешка · c3 белая пешка · a2 белая пешка · b2 белая пешка · d2 белая пешка · f2 белая пешка · g2 белая пешка · h2 белая пешка · a1 белая ладья · b1 белый конь · c1 белый слон · d1 белый ферзь · e1 белый король · f1 белый слон · g1 белый конь · h1 белая ладья | a8 чёрная ладья · b8 чёрный конь · c8 чёрный слон · d8 чёрный ферзь · e8 чёрный король · f8 чёрный слон · g8 чёрный конь · h8 чёрная ладья · a7 чёрная пешка · b7 чёрная пешка · d7 чёрная пешка · e7 чёрная пешка · f7 чёрная пешка · g7 чёрная пешка · h7 чёрная пешка · c5 чёрная пешка · e4 белая пешка · c3 белая пешка · a2 белая пешка · b2 белая пешка · d2 белая пешка · f2 белая пешка · g2 белая пешка · h2 белая пешка · a1 белая ладья · b1 белый конь · c1 белый слон · d1 белый ферзь · e1 белый король · f1 белый слон · g1 белый конь · h1 белая ладья | a8 чёрная ладья · b8 чёрный конь · c8 чёрный слон · d8 чёрный ферзь · e8 чёрный король · f8 чёрный слон · g8 чёрный конь · h8 чёрная ладья · a7 чёрная пешка · b7 чёрная пешка · d7 чёрная пешка · e7 чёрная пешка · f7 чёрная пешка · g7 чёрная пешка · h7 чёрная пешка · c5 чёрная пешка · e4 белая пешка · c3 белая пешка · a2 белая пешка · b2 белая пешка · d2 белая пешка · f2 белая пешка · g2 белая пешка · h2 белая пешка · a1 белая ладья · b1 белый конь · c1 белый слон · d1 белый ферзь · e1 белый король · f1 белый слон · g1 белый конь · h1 белая ладья | a8 чёрная ладья · b8 чёрный конь · c8 чёрный слон · d8 чёрный ферзь · e8 чёрный король · f8 чёрный слон · g8 чёрный конь · h8 чёрная ладья · a7 чёрная пешка · b7 чёрная пешка · d7 чёрная пешка · e7 чёрная пешка · f7 чёрная пешка · g7 чёрная пешка · h7 чёрная пешка · c5 чёрная пешка · e4 белая пешка · c3 белая пешка · a2 белая пешка · b2 белая пешка · d2 белая пешка · f2 белая пешка · g2 белая пешка · h2 белая пешка · a1 белая ладья · b1 белый конь · c1 белый слон · d1 белый ферзь · e1 белый король · f1 белый слон · g1 белый конь · h1 белая ладья | 8 |
| 7 | a8 чёрная ладья · b8 чёрный конь · c8 чёрный слон · d8 чёрный ферзь · e8 чёрный король · f8 чёрный слон · g8 чёрный конь · h8 чёрная ладья · a7 чёрная пешка · b7 чёрная пешка · d7 чёрная пешка · e7 чёрная пешка · f7 чёрная пешка · g7 чёрная пешка · h7 чёрная пешка · c5 чёрная пешка · e4 белая пешка · c3 белая пешка · a2 белая пешка · b2 белая пешка · d2 белая пешка · f2 белая пешка · g2 белая пешка · h2 белая пешка · a1 белая ладья · b1 белый конь · c1 белый слон · d1 белый ферзь · e1 белый король · f1 белый слон · g1 белый конь · h1 белая ладья | a8 чёрная ладья · b8 чёрный конь · c8 чёрный слон · d8 чёрный ферзь · e8 чёрный король · f8 чёрный слон · g8 чёрный конь · h8 чёрная ладья · a7 чёрная пешка · b7 чёрная пешка · d7 чёрная пешка · e7 чёрная пешка · f7 чёрная пешка · g7 чёрная пешка · h7 чёрная пешка · c5 чёрная пешка · e4 белая пешка · c3 белая пешка · a2 белая пешка · b2 белая пешка · d2 белая пешка · f2 белая пешка · g2 белая пешка · h2 белая пешка · a1 белая ладья · b1 белый конь · c1 белый слон · d1 белый ферзь · e1 белый король · f1 белый слон · g1 белый конь · h1 белая ладья | a8 чёрная ладья · b8 чёрный конь · c8 чёрный слон · d8 чёрный ферзь · e8 чёрный король · f8 чёрный слон · g8 чёрный конь · h8 чёрная ладья · a7 чёрная пешка · b7 чёрная пешка · d7 чёрная пешка · e7 чёрная пешка · f7 чёрная пешка · g7 чёрная пешка · h7 чёрная пешка · c5 чёрная пешка · e4 белая пешка · c3 белая пешка · a2 белая пешка · b2 белая пешка · d2 белая пешка · f2 белая пешка · g2 белая пешка · h2 белая пешка · a1 белая ладья · b1 белый конь · c1 белый слон · d1 белый ферзь · e1 белый король · f1 белый слон · g1 белый конь · h1 белая ладья | a8 чёрная ладья · b8 чёрный конь · c8 чёрный слон · d8 чёрный ферзь · e8 чёрный король · f8 чёрный слон · g8 чёрный конь · h8 чёрная ладья · a7 чёрная пешка · b7 чёрная пешка · d7 чёрная пешка · e7 чёрная пешка · f7 чёрная пешка · g7 чёрная пешка · h7 чёрная пешка · c5 чёрная пешка · e4 белая пешка · c3 белая пешка · a2 белая пешка · b2 белая пешка · d2 белая пешка · f2 белая пешка · g2 белая пешка · h2 белая пешка · a1 белая ладья · b1 белый конь · c1 белый слон · d1 белый ферзь · e1 белый король · f1 белый слон · g1 белый конь · h1 белая ладья | a8 чёрная ладья · b8 чёрный конь · c8 чёрный слон · d8 чёрный ферзь · e8 чёрный король · f8 чёрный слон · g8 чёрный конь · h8 чёрная ладья · a7 чёрная пешка · b7 чёрная пешка · d7 чёрная пешка · e7 чёрная пешка · f7 чёрная пешка · g7 чёрная пешка · h7 чёрная пешка · c5 чёрная пешка · e4 белая пешка · c3 белая пешка · a2 белая пешка · b2 белая пешка · d2 белая пешка · f2 белая пешка · g2 белая пешка · h2 белая пешка · a1 белая ладья · b1 белый конь · c1 белый слон · d1 белый ферзь · e1 белый король · f1 белый слон · g1 белый конь · h1 белая ладья | a8 чёрная ладья · b8 чёрный конь · c8 чёрный слон · d8 чёрный ферзь · e8 чёрный король · f8 чёрный слон · g8 чёрный конь · h8 чёрная ладья · a7 чёрная пешка · b7 чёрная пешка · d7 чёрная пешка · e7 чёрная пешка · f7 чёрная пешка · g7 чёрная пешка · h7 чёрная пешка · c5 чёрная пешка · e4 белая пешка · c3 белая пешка · a2 белая пешка · b2 белая пешка · d2 белая пешка · f2 белая пешка · g2 белая пешка · h2 белая пешка · a1 белая ладья · b1 белый конь · c1 белый слон · d1 белый ферзь · e1 белый король · f1 белый слон · g1 белый конь · h1 белая ладья | a8 чёрная ладья · b8 чёрный конь · c8 чёрный слон · d8 чёрный ферзь · e8 чёрный король · f8 чёрный слон · g8 чёрный конь · h8 чёрная ладья · a7 чёрная пешка · b7 чёрная пешка · d7 чёрная пешка · e7 чёрная пешка · f7 чёрная пешка · g7 чёрная пешка · h7 чёрная пешка · c5 чёрная пешка · e4 белая пешка · c3 белая пешка · a2 белая пешка · b2 белая пешка · d2 белая пешка · f2 белая пешка · g2 белая пешка · h2 белая пешка · a1 белая ладья · b1 белый конь · c1 белый слон · d1 белый ферзь · e1 белый король · f1 белый слон · g1 белый конь · h1 белая ладья | a8 чёрная ладья · b8 чёрный конь · c8 чёрный слон · d8 чёрный ферзь · e8 чёрный король · f8 чёрный слон · g8 чёрный конь · h8 чёрная ладья · a7 чёрная пешка · b7 чёрная пешка · d7 чёрная пешка · e7 чёрная пешка · f7 чёрная пешка · g7 чёрная пешка · h7 чёрная пешка · c5 чёрная пешка · e4 белая пешка · c3 белая пешка · a2 белая пешка · b2 белая пешка · d2 белая пешка · f2 белая пешка · g2 белая пешка · h2 белая пешка · a1 белая ладья · b1 белый конь · c1 белый слон · d1 белый ферзь · e1 белый король · f1 белый слон · g1 белый конь · h1 белая ладья | 7 |
| 6 | a8 чёрная ладья · b8 чёрный конь · c8 чёрный слон · d8 чёрный ферзь · e8 чёрный король · f8 чёрный слон · g8 чёрный конь · h8 чёрная ладья · a7 чёрная пешка · b7 чёрная пешка · d7 чёрная пешка · e7 чёрная пешка · f7 чёрная пешка · g7 чёрная пешка · h7 чёрная пешка · c5 чёрная пешка · e4 белая пешка · c3 белая пешка · a2 белая пешка · b2 белая пешка · d2 белая пешка · f2 белая пешка · g2 белая пешка · h2 белая пешка · a1 белая ладья · b1 белый конь · c1 белый слон · d1 белый ферзь · e1 белый король · f1 белый слон · g1 белый конь · h1 белая ладья | a8 чёрная ладья · b8 чёрный конь · c8 чёрный слон · d8 чёрный ферзь · e8 чёрный король · f8 чёрный слон · g8 чёрный конь · h8 чёрная ладья · a7 чёрная пешка · b7 чёрная пешка · d7 чёрная пешка · e7 чёрная пешка · f7 чёрная пешка · g7 чёрная пешка · h7 чёрная пешка · c5 чёрная пешка · e4 белая пешка · c3 белая пешка · a2 белая пешка · b2 белая пешка · d2 белая пешка · f2 белая пешка · g2 белая пешка · h2 белая пешка · a1 белая ладья · b1 белый конь · c1 белый слон · d1 белый ферзь · e1 белый король · f1 белый слон · g1 белый конь · h1 белая ладья | a8 чёрная ладья · b8 чёрный конь · c8 чёрный слон · d8 чёрный ферзь · e8 чёрный король · f8 чёрный слон · g8 чёрный конь · h8 чёрная ладья · a7 чёрная пешка · b7 чёрная пешка · d7 чёрная пешка · e7 чёрная пешка · f7 чёрная пешка · g7 чёрная пешка · h7 чёрная пешка · c5 чёрная пешка · e4 белая пешка · c3 белая пешка · a2 белая пешка · b2 белая пешка · d2 белая пешка · f2 белая пешка · g2 белая пешка · h2 белая пешка · a1 белая ладья · b1 белый конь · c1 белый слон · d1 белый ферзь · e1 белый король · f1 белый слон · g1 белый конь · h1 белая ладья | a8 чёрная ладья · b8 чёрный конь · c8 чёрный слон · d8 чёрный ферзь · e8 чёрный король · f8 чёрный слон · g8 чёрный конь · h8 чёрная ладья · a7 чёрная пешка · b7 чёрная пешка · d7 чёрная пешка · e7 чёрная пешка · f7 чёрная пешка · g7 чёрная пешка · h7 чёрная пешка · c5 чёрная пешка · e4 белая пешка · c3 белая пешка · a2 белая пешка · b2 белая пешка · d2 белая пешка · f2 белая пешка · g2 белая пешка · h2 белая пешка · a1 белая ладья · b1 белый конь · c1 белый слон · d1 белый ферзь · e1 белый король · f1 белый слон · g1 белый конь · h1 белая ладья | a8 чёрная ладья · b8 чёрный конь · c8 чёрный слон · d8 чёрный ферзь · e8 чёрный король · f8 чёрный слон · g8 чёрный конь · h8 чёрная ладья · a7 чёрная пешка · b7 чёрная пешка · d7 чёрная пешка · e7 чёрная пешка · f7 чёрная пешка · g7 чёрная пешка · h7 чёрная пешка · c5 чёрная пешка · e4 белая пешка · c3 белая пешка · a2 белая пешка · b2 белая пешка · d2 белая пешка · f2 белая пешка · g2 белая пешка · h2 белая пешка · a1 белая ладья · b1 белый конь · c1 белый слон · d1 белый ферзь · e1 белый король · f1 белый слон · g1 белый конь · h1 белая ладья | a8 чёрная ладья · b8 чёрный конь · c8 чёрный слон · d8 чёрный ферзь · e8 чёрный король · f8 чёрный слон · g8 чёрный конь · h8 чёрная ладья · a7 чёрная пешка · b7 чёрная пешка · d7 чёрная пешка · e7 чёрная пешка · f7 чёрная пешка · g7 чёрная пешка · h7 чёрная пешка · c5 чёрная пешка · e4 белая пешка · c3 белая пешка · a2 белая пешка · b2 белая пешка · d2 белая пешка · f2 белая пешка · g2 белая пешка · h2 белая пешка · a1 белая ладья · b1 белый конь · c1 белый слон · d1 белый ферзь · e1 белый король · f1 белый слон · g1 белый конь · h1 белая ладья | a8 чёрная ладья · b8 чёрный конь · c8 чёрный слон · d8 чёрный ферзь · e8 чёрный король · f8 чёрный слон · g8 чёрный конь · h8 чёрная ладья · a7 чёрная пешка · b7 чёрная пешка · d7 чёрная пешка · e7 чёрная пешка · f7 чёрная пешка · g7 чёрная пешка · h7 чёрная пешка · c5 чёрная пешка · e4 белая пешка · c3 белая пешка · a2 белая пешка · b2 белая пешка · d2 белая пешка · f2 белая пешка · g2 белая пешка · h2 белая пешка · a1 белая ладья · b1 белый конь · c1 белый слон · d1 белый ферзь · e1 белый король · f1 белый слон · g1 белый конь · h1 белая ладья | a8 чёрная ладья · b8 чёрный конь · c8 чёрный слон · d8 чёрный ферзь · e8 чёрный король · f8 чёрный слон · g8 чёрный конь · h8 чёрная ладья · a7 чёрная пешка · b7 чёрная пешка · d7 чёрная пешка · e7 чёрная пешка · f7 чёрная пешка · g7 чёрная пешка · h7 чёрная пешка · c5 чёрная пешка · e4 белая пешка · c3 белая пешка · a2 белая пешка · b2 белая пешка · d2 белая пешка · f2 белая пешка · g2 белая пешка · h2 белая пешка · a1 белая ладья · b1 белый конь · c1 белый слон · d1 белый ферзь · e1 белый король · f1 белый слон · g1 белый конь · h1 белая ладья | 6 |
| 5 | a8 чёрная ладья · b8 чёрный конь · c8 чёрный слон · d8 чёрный ферзь · e8 чёрный король · f8 чёрный слон · g8 чёрный конь · h8 чёрная ладья · a7 чёрная пешка · b7 чёрная пешка · d7 чёрная пешка · e7 чёрная пешка · f7 чёрная пешка · g7 чёрная пешка · h7 чёрная пешка · c5 чёрная пешка · e4 белая пешка · c3 белая пешка · a2 белая пешка · b2 белая пешка · d2 белая пешка · f2 белая пешка · g2 белая пешка · h2 белая пешка · a1 белая ладья · b1 белый конь · c1 белый слон · d1 белый ферзь · e1 белый король · f1 белый слон · g1 белый конь · h1 белая ладья | a8 чёрная ладья · b8 чёрный конь · c8 чёрный слон · d8 чёрный ферзь · e8 чёрный король · f8 чёрный слон · g8 чёрный конь · h8 чёрная ладья · a7 чёрная пешка · b7 чёрная пешка · d7 чёрная пешка · e7 чёрная пешка · f7 чёрная пешка · g7 чёрная пешка · h7 чёрная пешка · c5 чёрная пешка · e4 белая пешка · c3 белая пешка · a2 белая пешка · b2 белая пешка · d2 белая пешка · f2 белая пешка · g2 белая пешка · h2 белая пешка · a1 белая ладья · b1 белый конь · c1 белый слон · d1 белый ферзь · e1 белый король · f1 белый слон · g1 белый конь · h1 белая ладья | a8 чёрная ладья · b8 чёрный конь · c8 чёрный слон · d8 чёрный ферзь · e8 чёрный король · f8 чёрный слон · g8 чёрный конь · h8 чёрная ладья · a7 чёрная пешка · b7 чёрная пешка · d7 чёрная пешка · e7 чёрная пешка · f7 чёрная пешка · g7 чёрная пешка · h7 чёрная пешка · c5 чёрная пешка · e4 белая пешка · c3 белая пешка · a2 белая пешка · b2 белая пешка · d2 белая пешка · f2 белая пешка · g2 белая пешка · h2 белая пешка · a1 белая ладья · b1 белый конь · c1 белый слон · d1 белый ферзь · e1 белый король · f1 белый слон · g1 белый конь · h1 белая ладья | a8 чёрная ладья · b8 чёрный конь · c8 чёрный слон · d8 чёрный ферзь · e8 чёрный король · f8 чёрный слон · g8 чёрный конь · h8 чёрная ладья · a7 чёрная пешка · b7 чёрная пешка · d7 чёрная пешка · e7 чёрная пешка · f7 чёрная пешка · g7 чёрная пешка · h7 чёрная пешка · c5 чёрная пешка · e4 белая пешка · c3 белая пешка · a2 белая пешка · b2 белая пешка · d2 белая пешка · f2 белая пешка · g2 белая пешка · h2 белая пешка · a1 белая ладья · b1 белый конь · c1 белый слон · d1 белый ферзь · e1 белый король · f1 белый слон · g1 белый конь · h1 белая ладья | a8 чёрная ладья · b8 чёрный конь · c8 чёрный слон · d8 чёрный ферзь · e8 чёрный король · f8 чёрный слон · g8 чёрный конь · h8 чёрная ладья · a7 чёрная пешка · b7 чёрная пешка · d7 чёрная пешка · e7 чёрная пешка · f7 чёрная пешка · g7 чёрная пешка · h7 чёрная пешка · c5 чёрная пешка · e4 белая пешка · c3 белая пешка · a2 белая пешка · b2 белая пешка · d2 белая пешка · f2 белая пешка · g2 белая пешка · h2 белая пешка · a1 белая ладья · b1 белый конь · c1 белый слон · d1 белый ферзь · e1 белый король · f1 белый слон · g1 белый конь · h1 белая ладья | a8 чёрная ладья · b8 чёрный конь · c8 чёрный слон · d8 чёрный ферзь · e8 чёрный король · f8 чёрный слон · g8 чёрный конь · h8 чёрная ладья · a7 чёрная пешка · b7 чёрная пешка · d7 чёрная пешка · e7 чёрная пешка · f7 чёрная пешка · g7 чёрная пешка · h7 чёрная пешка · c5 чёрная пешка · e4 белая пешка · c3 белая пешка · a2 белая пешка · b2 белая пешка · d2 белая пешка · f2 белая пешка · g2 белая пешка · h2 белая пешка · a1 белая ладья · b1 белый конь · c1 белый слон · d1 белый ферзь · e1 белый король · f1 белый слон · g1 белый конь · h1 белая ладья | a8 чёрная ладья · b8 чёрный конь · c8 чёрный слон · d8 чёрный ферзь · e8 чёрный король · f8 чёрный слон · g8 чёрный конь · h8 чёрная ладья · a7 чёрная пешка · b7 чёрная пешка · d7 чёрная пешка · e7 чёрная пешка · f7 чёрная пешка · g7 чёрная пешка · h7 чёрная пешка · c5 чёрная пешка · e4 белая пешка · c3 белая пешка · a2 белая пешка · b2 белая пешка · d2 белая пешка · f2 белая пешка · g2 белая пешка · h2 белая пешка · a1 белая ладья · b1 белый конь · c1 белый слон · d1 белый ферзь · e1 белый король · f1 белый слон · g1 белый конь · h1 белая ладья | a8 чёрная ладья · b8 чёрный конь · c8 чёрный слон · d8 чёрный ферзь · e8 чёрный король · f8 чёрный слон · g8 чёрный конь · h8 чёрная ладья · a7 чёрная пешка · b7 чёрная пешка · d7 чёрная пешка · e7 чёрная пешка · f7 чёрная пешка · g7 чёрная пешка · h7 чёрная пешка · c5 чёрная пешка · e4 белая пешка · c3 белая пешка · a2 белая пешка · b2 белая пешка · d2 белая пешка · f2 белая пешка · g2 белая пешка · h2 белая пешка · a1 белая ладья · b1 белый конь · c1 белый слон · d1 белый ферзь · e1 белый король · f1 белый слон · g1 белый конь · h1 белая ладья | 5 |
| 4 | a8 чёрная ладья · b8 чёрный конь · c8 чёрный слон · d8 чёрный ферзь · e8 чёрный король · f8 чёрный слон · g8 чёрный конь · h8 чёрная ладья · a7 чёрная пешка · b7 чёрная пешка · d7 чёрная пешка · e7 чёрная пешка · f7 чёрная пешка · g7 чёрная пешка · h7 чёрная пешка · c5 чёрная пешка · e4 белая пешка · c3 белая пешка · a2 белая пешка · b2 белая пешка · d2 белая пешка · f2 белая пешка · g2 белая пешка · h2 белая пешка · a1 белая ладья · b1 белый конь · c1 белый слон · d1 белый ферзь · e1 белый король · f1 белый слон · g1 белый конь · h1 белая ладья | a8 чёрная ладья · b8 чёрный конь · c8 чёрный слон · d8 чёрный ферзь · e8 чёрный король · f8 чёрный слон · g8 чёрный конь · h8 чёрная ладья · a7 чёрная пешка · b7 чёрная пешка · d7 чёрная пешка · e7 чёрная пешка · f7 чёрная пешка · g7 чёрная пешка · h7 чёрная пешка · c5 чёрная пешка · e4 белая пешка · c3 белая пешка · a2 белая пешка · b2 белая пешка · d2 белая пешка · f2 белая пешка · g2 белая пешка · h2 белая пешка · a1 белая ладья · b1 белый конь · c1 белый слон · d1 белый ферзь · e1 белый король · f1 белый слон · g1 белый конь · h1 белая ладья | a8 чёрная ладья · b8 чёрный конь · c8 чёрный слон · d8 чёрный ферзь · e8 чёрный король · f8 чёрный слон · g8 чёрный конь · h8 чёрная ладья · a7 чёрная пешка · b7 чёрная пешка · d7 чёрная пешка · e7 чёрная пешка · f7 чёрная пешка · g7 чёрная пешка · h7 чёрная пешка · c5 чёрная пешка · e4 белая пешка · c3 белая пешка · a2 белая пешка · b2 белая пешка · d2 белая пешка · f2 белая пешка · g2 белая пешка · h2 белая пешка · a1 белая ладья · b1 белый конь · c1 белый слон · d1 белый ферзь · e1 белый король · f1 белый слон · g1 белый конь · h1 белая ладья | a8 чёрная ладья · b8 чёрный конь · c8 чёрный слон · d8 чёрный ферзь · e8 чёрный король · f8 чёрный слон · g8 чёрный конь · h8 чёрная ладья · a7 чёрная пешка · b7 чёрная пешка · d7 чёрная пешка · e7 чёрная пешка · f7 чёрная пешка · g7 чёрная пешка · h7 чёрная пешка · c5 чёрная пешка · e4 белая пешка · c3 белая пешка · a2 белая пешка · b2 белая пешка · d2 белая пешка · f2 белая пешка · g2 белая пешка · h2 белая пешка · a1 белая ладья · b1 белый конь · c1 белый слон · d1 белый ферзь · e1 белый король · f1 белый слон · g1 белый конь · h1 белая ладья | a8 чёрная ладья · b8 чёрный конь · c8 чёрный слон · d8 чёрный ферзь · e8 чёрный король · f8 чёрный слон · g8 чёрный конь · h8 чёрная ладья · a7 чёрная пешка · b7 чёрная пешка · d7 чёрная пешка · e7 чёрная пешка · f7 чёрная пешка · g7 чёрная пешка · h7 чёрная пешка · c5 чёрная пешка · e4 белая пешка · c3 белая пешка · a2 белая пешка · b2 белая пешка · d2 белая пешка · f2 белая пешка · g2 белая пешка · h2 белая пешка · a1 белая ладья · b1 белый конь · c1 белый слон · d1 белый ферзь · e1 белый король · f1 белый слон · g1 белый конь · h1 белая ладья | a8 чёрная ладья · b8 чёрный конь · c8 чёрный слон · d8 чёрный ферзь · e8 чёрный король · f8 чёрный слон · g8 чёрный конь · h8 чёрная ладья · a7 чёрная пешка · b7 чёрная пешка · d7 чёрная пешка · e7 чёрная пешка · f7 чёрная пешка · g7 чёрная пешка · h7 чёрная пешка · c5 чёрная пешка · e4 белая пешка · c3 белая пешка · a2 белая пешка · b2 белая пешка · d2 белая пешка · f2 белая пешка · g2 белая пешка · h2 белая пешка · a1 белая ладья · b1 белый конь · c1 белый слон · d1 белый ферзь · e1 белый король · f1 белый слон · g1 белый конь · h1 белая ладья | a8 чёрная ладья · b8 чёрный конь · c8 чёрный слон · d8 чёрный ферзь · e8 чёрный король · f8 чёрный слон · g8 чёрный конь · h8 чёрная ладья · a7 чёрная пешка · b7 чёрная пешка · d7 чёрная пешка · e7 чёрная пешка · f7 чёрная пешка · g7 чёрная пешка · h7 чёрная пешка · c5 чёрная пешка · e4 белая пешка · c3 белая пешка · a2 белая пешка · b2 белая пешка · d2 белая пешка · f2 белая пешка · g2 белая пешка · h2 белая пешка · a1 белая ладья · b1 белый конь · c1 белый слон · d1 белый ферзь · e1 белый король · f1 белый слон · g1 белый конь · h1 белая ладья | a8 чёрная ладья · b8 чёрный конь · c8 чёрный слон · d8 чёрный ферзь · e8 чёрный король · f8 чёрный слон · g8 чёрный конь · h8 чёрная ладья · a7 чёрная пешка · b7 чёрная пешка · d7 чёрная пешка · e7 чёрная пешка · f7 чёрная пешка · g7 чёрная пешка · h7 чёрная пешка · c5 чёрная пешка · e4 белая пешка · c3 белая пешка · a2 белая пешка · b2 белая пешка · d2 белая пешка · f2 белая пешка · g2 белая пешка · h2 белая пешка · a1 белая ладья · b1 белый конь · c1 белый слон · d1 белый ферзь · e1 белый король · f1 белый слон · g1 белый конь · h1 белая ладья | 4 |
| 3 | a8 чёрная ладья · b8 чёрный конь · c8 чёрный слон · d8 чёрный ферзь · e8 чёрный король · f8 чёрный слон · g8 чёрный конь · h8 чёрная ладья · a7 чёрная пешка · b7 чёрная пешка · d7 чёрная пешка · e7 чёрная пешка · f7 чёрная пешка · g7 чёрная пешка · h7 чёрная пешка · c5 чёрная пешка · e4 белая пешка · c3 белая пешка · a2 белая пешка · b2 белая пешка · d2 белая пешка · f2 белая пешка · g2 белая пешка · h2 белая пешка · a1 белая ладья · b1 белый конь · c1 белый слон · d1 белый ферзь · e1 белый король · f1 белый слон · g1 белый конь · h1 белая ладья | a8 чёрная ладья · b8 чёрный конь · c8 чёрный слон · d8 чёрный ферзь · e8 чёрный король · f8 чёрный слон · g8 чёрный конь · h8 чёрная ладья · a7 чёрная пешка · b7 чёрная пешка · d7 чёрная пешка · e7 чёрная пешка · f7 чёрная пешка · g7 чёрная пешка · h7 чёрная пешка · c5 чёрная пешка · e4 белая пешка · c3 белая пешка · a2 белая пешка · b2 белая пешка · d2 белая пешка · f2 белая пешка · g2 белая пешка · h2 белая пешка · a1 белая ладья · b1 белый конь · c1 белый слон · d1 белый ферзь · e1 белый король · f1 белый слон · g1 белый конь · h1 белая ладья | a8 чёрная ладья · b8 чёрный конь · c8 чёрный слон · d8 чёрный ферзь · e8 чёрный король · f8 чёрный слон · g8 чёрный конь · h8 чёрная ладья · a7 чёрная пешка · b7 чёрная пешка · d7 чёрная пешка · e7 чёрная пешка · f7 чёрная пешка · g7 чёрная пешка · h7 чёрная пешка · c5 чёрная пешка · e4 белая пешка · c3 белая пешка · a2 белая пешка · b2 белая пешка · d2 белая пешка · f2 белая пешка · g2 белая пешка · h2 белая пешка · a1 белая ладья · b1 белый конь · c1 белый слон · d1 белый ферзь · e1 белый король · f1 белый слон · g1 белый конь · h1 белая ладья | a8 чёрная ладья · b8 чёрный конь · c8 чёрный слон · d8 чёрный ферзь · e8 чёрный король · f8 чёрный слон · g8 чёрный конь · h8 чёрная ладья · a7 чёрная пешка · b7 чёрная пешка · d7 чёрная пешка · e7 чёрная пешка · f7 чёрная пешка · g7 чёрная пешка · h7 чёрная пешка · c5 чёрная пешка · e4 белая пешка · c3 белая пешка · a2 белая пешка · b2 белая пешка · d2 белая пешка · f2 белая пешка · g2 белая пешка · h2 белая пешка · a1 белая ладья · b1 белый конь · c1 белый слон · d1 белый ферзь · e1 белый король · f1 белый слон · g1 белый конь · h1 белая ладья | a8 чёрная ладья · b8 чёрный конь · c8 чёрный слон · d8 чёрный ферзь · e8 чёрный король · f8 чёрный слон · g8 чёрный конь · h8 чёрная ладья · a7 чёрная пешка · b7 чёрная пешка · d7 чёрная пешка · e7 чёрная пешка · f7 чёрная пешка · g7 чёрная пешка · h7 чёрная пешка · c5 чёрная пешка · e4 белая пешка · c3 белая пешка · a2 белая пешка · b2 белая пешка · d2 белая пешка · f2 белая пешка · g2 белая пешка · h2 белая пешка · a1 белая ладья · b1 белый конь · c1 белый слон · d1 белый ферзь · e1 белый король · f1 белый слон · g1 белый конь · h1 белая ладья | a8 чёрная ладья · b8 чёрный конь · c8 чёрный слон · d8 чёрный ферзь · e8 чёрный король · f8 чёрный слон · g8 чёрный конь · h8 чёрная ладья · a7 чёрная пешка · b7 чёрная пешка · d7 чёрная пешка · e7 чёрная пешка · f7 чёрная пешка · g7 чёрная пешка · h7 чёрная пешка · c5 чёрная пешка · e4 белая пешка · c3 белая пешка · a2 белая пешка · b2 белая пешка · d2 белая пешка · f2 белая пешка · g2 белая пешка · h2 белая пешка · a1 белая ладья · b1 белый конь · c1 белый слон · d1 белый ферзь · e1 белый король · f1 белый слон · g1 белый конь · h1 белая ладья | a8 чёрная ладья · b8 чёрный конь · c8 чёрный слон · d8 чёрный ферзь · e8 чёрный король · f8 чёрный слон · g8 чёрный конь · h8 чёрная ладья · a7 чёрная пешка · b7 чёрная пешка · d7 чёрная пешка · e7 чёрная пешка · f7 чёрная пешка · g7 чёрная пешка · h7 чёрная пешка · c5 чёрная пешка · e4 белая пешка · c3 белая пешка · a2 белая пешка · b2 белая пешка · d2 белая пешка · f2 белая пешка · g2 белая пешка · h2 белая пешка · a1 белая ладья · b1 белый конь · c1 белый слон · d1 белый ферзь · e1 белый король · f1 белый слон · g1 белый конь · h1 белая ладья | a8 чёрная ладья · b8 чёрный конь · c8 чёрный слон · d8 чёрный ферзь · e8 чёрный король · f8 чёрный слон · g8 чёрный конь · h8 чёрная ладья · a7 чёрная пешка · b7 чёрная пешка · d7 чёрная пешка · e7 чёрная пешка · f7 чёрная пешка · g7 чёрная пешка · h7 чёрная пешка · c5 чёрная пешка · e4 белая пешка · c3 белая пешка · a2 белая пешка · b2 белая пешка · d2 белая пешка · f2 белая пешка · g2 белая пешка · h2 белая пешка · a1 белая ладья · b1 белый конь · c1 белый слон · d1 белый ферзь · e1 белый король · f1 белый слон · g1 белый конь · h1 белая ладья | 3 |
| 2 | a8 чёрная ладья · b8 чёрный конь · c8 чёрный слон · d8 чёрный ферзь · e8 чёрный король · f8 чёрный слон · g8 чёрный конь · h8 чёрная ладья · a7 чёрная пешка · b7 чёрная пешка · d7 чёрная пешка · e7 чёрная пешка · f7 чёрная пешка · g7 чёрная пешка · h7 чёрная пешка · c5 чёрная пешка · e4 белая пешка · c3 белая пешка · a2 белая пешка · b2 белая пешка · d2 белая пешка · f2 белая пешка · g2 белая пешка · h2 белая пешка · a1 белая ладья · b1 белый конь · c1 белый слон · d1 белый ферзь · e1 белый король · f1 белый слон · g1 белый конь · h1 белая ладья | a8 чёрная ладья · b8 чёрный конь · c8 чёрный слон · d8 чёрный ферзь · e8 чёрный король · f8 чёрный слон · g8 чёрный конь · h8 чёрная ладья · a7 чёрная пешка · b7 чёрная пешка · d7 чёрная пешка · e7 чёрная пешка · f7 чёрная пешка · g7 чёрная пешка · h7 чёрная пешка · c5 чёрная пешка · e4 белая пешка · c3 белая пешка · a2 белая пешка · b2 белая пешка · d2 белая пешка · f2 белая пешка · g2 белая пешка · h2 белая пешка · a1 белая ладья · b1 белый конь · c1 белый слон · d1 белый ферзь · e1 белый король · f1 белый слон · g1 белый конь · h1 белая ладья | a8 чёрная ладья · b8 чёрный конь · c8 чёрный слон · d8 чёрный ферзь · e8 чёрный король · f8 чёрный слон · g8 чёрный конь · h8 чёрная ладья · a7 чёрная пешка · b7 чёрная пешка · d7 чёрная пешка · e7 чёрная пешка · f7 чёрная пешка · g7 чёрная пешка · h7 чёрная пешка · c5 чёрная пешка · e4 белая пешка · c3 белая пешка · a2 белая пешка · b2 белая пешка · d2 белая пешка · f2 белая пешка · g2 белая пешка · h2 белая пешка · a1 белая ладья · b1 белый конь · c1 белый слон · d1 белый ферзь · e1 белый король · f1 белый слон · g1 белый конь · h1 белая ладья | a8 чёрная ладья · b8 чёрный конь · c8 чёрный слон · d8 чёрный ферзь · e8 чёрный король · f8 чёрный слон · g8 чёрный конь · h8 чёрная ладья · a7 чёрная пешка · b7 чёрная пешка · d7 чёрная пешка · e7 чёрная пешка · f7 чёрная пешка · g7 чёрная пешка · h7 чёрная пешка · c5 чёрная пешка · e4 белая пешка · c3 белая пешка · a2 белая пешка · b2 белая пешка · d2 белая пешка · f2 белая пешка · g2 белая пешка · h2 белая пешка · a1 белая ладья · b1 белый конь · c1 белый слон · d1 белый ферзь · e1 белый король · f1 белый слон · g1 белый конь · h1 белая ладья | a8 чёрная ладья · b8 чёрный конь · c8 чёрный слон · d8 чёрный ферзь · e8 чёрный король · f8 чёрный слон · g8 чёрный конь · h8 чёрная ладья · a7 чёрная пешка · b7 чёрная пешка · d7 чёрная пешка · e7 чёрная пешка · f7 чёрная пешка · g7 чёрная пешка · h7 чёрная пешка · c5 чёрная пешка · e4 белая пешка · c3 белая пешка · a2 белая пешка · b2 белая пешка · d2 белая пешка · f2 белая пешка · g2 белая пешка · h2 белая пешка · a1 белая ладья · b1 белый конь · c1 белый слон · d1 белый ферзь · e1 белый король · f1 белый слон · g1 белый конь · h1 белая ладья | a8 чёрная ладья · b8 чёрный конь · c8 чёрный слон · d8 чёрный ферзь · e8 чёрный король · f8 чёрный слон · g8 чёрный конь · h8 чёрная ладья · a7 чёрная пешка · b7 чёрная пешка · d7 чёрная пешка · e7 чёрная пешка · f7 чёрная пешка · g7 чёрная пешка · h7 чёрная пешка · c5 чёрная пешка · e4 белая пешка · c3 белая пешка · a2 белая пешка · b2 белая пешка · d2 белая пешка · f2 белая пешка · g2 белая пешка · h2 белая пешка · a1 белая ладья · b1 белый конь · c1 белый слон · d1 белый ферзь · e1 белый король · f1 белый слон · g1 белый конь · h1 белая ладья | a8 чёрная ладья · b8 чёрный конь · c8 чёрный слон · d8 чёрный ферзь · e8 чёрный король · f8 чёрный слон · g8 чёрный конь · h8 чёрная ладья · a7 чёрная пешка · b7 чёрная пешка · d7 чёрная пешка · e7 чёрная пешка · f7 чёрная пешка · g7 чёрная пешка · h7 чёрная пешка · c5 чёрная пешка · e4 белая пешка · c3 белая пешка · a2 белая пешка · b2 белая пешка · d2 белая пешка · f2 белая пешка · g2 белая пешка · h2 белая пешка · a1 белая ладья · b1 белый конь · c1 белый слон · d1 белый ферзь · e1 белый король · f1 белый слон · g1 белый конь · h1 белая ладья | a8 чёрная ладья · b8 чёрный конь · c8 чёрный слон · d8 чёрный ферзь · e8 чёрный король · f8 чёрный слон · g8 чёрный конь · h8 чёрная ладья · a7 чёрная пешка · b7 чёрная пешка · d7 чёрная пешка · e7 чёрная пешка · f7 чёрная пешка · g7 чёрная пешка · h7 чёрная пешка · c5 чёрная пешка · e4 белая пешка · c3 белая пешка · a2 белая пешка · b2 белая пешка · d2 белая пешка · f2 белая пешка · g2 белая пешка · h2 белая пешка · a1 белая ладья · b1 белый конь · c1 белый слон · d1 белый ферзь · e1 белый король · f1 белый слон · g1 белый конь · h1 белая ладья | 2 |
| 1 | a8 чёрная ладья · b8 чёрный конь · c8 чёрный слон · d8 чёрный ферзь · e8 чёрный король · f8 чёрный слон · g8 чёрный конь · h8 чёрная ладья · a7 чёрная пешка · b7 чёрная пешка · d7 чёрная пешка · e7 чёрная пешка · f7 чёрная пешка · g7 чёрная пешка · h7 чёрная пешка · c5 чёрная пешка · e4 белая пешка · c3 белая пешка · a2 белая пешка · b2 белая пешка · d2 белая пешка · f2 белая пешка · g2 белая пешка · h2 белая пешка · a1 белая ладья · b1 белый конь · c1 белый слон · d1 белый ферзь · e1 белый король · f1 белый слон · g1 белый конь · h1 белая ладья | a8 чёрная ладья · b8 чёрный конь · c8 чёрный слон · d8 чёрный ферзь · e8 чёрный король · f8 чёрный слон · g8 чёрный конь · h8 чёрная ладья · a7 чёрная пешка · b7 чёрная пешка · d7 чёрная пешка · e7 чёрная пешка · f7 чёрная пешка · g7 чёрная пешка · h7 чёрная пешка · c5 чёрная пешка · e4 белая пешка · c3 белая пешка · a2 белая пешка · b2 белая пешка · d2 белая пешка · f2 белая пешка · g2 белая пешка · h2 белая пешка · a1 белая ладья · b1 белый конь · c1 белый слон · d1 белый ферзь · e1 белый король · f1 белый слон · g1 белый конь · h1 белая ладья | a8 чёрная ладья · b8 чёрный конь · c8 чёрный слон · d8 чёрный ферзь · e8 чёрный король · f8 чёрный слон · g8 чёрный конь · h8 чёрная ладья · a7 чёрная пешка · b7 чёрная пешка · d7 чёрная пешка · e7 чёрная пешка · f7 чёрная пешка · g7 чёрная пешка · h7 чёрная пешка · c5 чёрная пешка · e4 белая пешка · c3 белая пешка · a2 белая пешка · b2 белая пешка · d2 белая пешка · f2 белая пешка · g2 белая пешка · h2 белая пешка · a1 белая ладья · b1 белый конь · c1 белый слон · d1 белый ферзь · e1 белый король · f1 белый слон · g1 белый конь · h1 белая ладья | a8 чёрная ладья · b8 чёрный конь · c8 чёрный слон · d8 чёрный ферзь · e8 чёрный король · f8 чёрный слон · g8 чёрный конь · h8 чёрная ладья · a7 чёрная пешка · b7 чёрная пешка · d7 чёрная пешка · e7 чёрная пешка · f7 чёрная пешка · g7 чёрная пешка · h7 чёрная пешка · c5 чёрная пешка · e4 белая пешка · c3 белая пешка · a2 белая пешка · b2 белая пешка · d2 белая пешка · f2 белая пешка · g2 белая пешка · h2 белая пешка · a1 белая ладья · b1 белый конь · c1 белый слон · d1 белый ферзь · e1 белый король · f1 белый слон · g1 белый конь · h1 белая ладья | a8 чёрная ладья · b8 чёрный конь · c8 чёрный слон · d8 чёрный ферзь · e8 чёрный король · f8 чёрный слон · g8 чёрный конь · h8 чёрная ладья · a7 чёрная пешка · b7 чёрная пешка · d7 чёрная пешка · e7 чёрная пешка · f7 чёрная пешка · g7 чёрная пешка · h7 чёрная пешка · c5 чёрная пешка · e4 белая пешка · c3 белая пешка · a2 белая пешка · b2 белая пешка · d2 белая пешка · f2 белая пешка · g2 белая пешка · h2 белая пешка · a1 белая ладья · b1 белый конь · c1 белый слон · d1 белый ферзь · e1 белый король · f1 белый слон · g1 белый конь · h1 белая ладья | a8 чёрная ладья · b8 чёрный конь · c8 чёрный слон · d8 чёрный ферзь · e8 чёрный король · f8 чёрный слон · g8 чёрный конь · h8 чёрная ладья · a7 чёрная пешка · b7 чёрная пешка · d7 чёрная пешка · e7 чёрная пешка · f7 чёрная пешка · g7 чёрная пешка · h7 чёрная пешка · c5 чёрная пешка · e4 белая пешка · c3 белая пешка · a2 белая пешка · b2 белая пешка · d2 белая пешка · f2 белая пешка · g2 белая пешка · h2 белая пешка · a1 белая ладья · b1 белый конь · c1 белый слон · d1 белый ферзь · e1 белый король · f1 белый слон · g1 белый конь · h1 белая ладья | a8 чёрная ладья · b8 чёрный конь · c8 чёрный слон · d8 чёрный ферзь · e8 чёрный король · f8 чёрный слон · g8 чёрный конь · h8 чёрная ладья · a7 чёрная пешка · b7 чёрная пешка · d7 чёрная пешка · e7 чёрная пешка · f7 чёрная пешка · g7 чёрная пешка · h7 чёрная пешка · c5 чёрная пешка · e4 белая пешка · c3 белая пешка · a2 белая пешка · b2 белая пешка · d2 белая пешка · f2 белая пешка · g2 белая пешка · h2 белая пешка · a1 белая ладья · b1 белый конь · c1 белый слон · d1 белый ферзь · e1 белый король · f1 белый слон · g1 белый конь · h1 белая ладья | a8 чёрная ладья · b8 чёрный конь · c8 чёрный слон · d8 чёрный ферзь · e8 чёрный король · f8 чёрный слон · g8 чёрный конь · h8 чёрная ладья · a7 чёрная пешка · b7 чёрная пешка · d7 чёрная пешка · e7 чёрная пешка · f7 чёрная пешка · g7 чёрная пешка · h7 чёрная пешка · c5 чёрная пешка · e4 белая пешка · c3 белая пешка · a2 белая пешка · b2 белая пешка · d2 белая пешка · f2 белая пешка · g2 белая пешка · h2 белая пешка · a1 белая ладья · b1 белый конь · c1 белый слон · d1 белый ферзь · e1 белый король · f1 белый слон · g1 белый конь · h1 белая ладья | 1 |
|   | a | b | c | d | e | f | g | h |   |

На турнире в Вене (1898 г.) Алапин вернул в широкое употребление предложенный В. Попертом ход 2. c3 (после 1. e4 c5). Сейчас данное продолжение является одним из главных в сицилианской защите. Огромный вклад в развитие системы внес Е. Э. Свешников.

### Испанская партия
|   | a | b | c | d | e | f | g | h |   |
| - | --- | --- | --- | --- | --- | --- | --- | --- | - |
| 8 | a8 чёрная ладья · c8 чёрный слон · d8 чёрный ферзь · e8 чёрный король · g8 чёрный конь · h8 чёрная ладья · a7 чёрная пешка · b7 чёрная пешка · c7 чёрная пешка · d7 чёрная пешка · f7 чёрная пешка · g7 чёрная пешка · h7 чёрная пешка · c6 чёрный конь · b5 белый слон · e5 чёрная пешка · b4 чёрный слон · e4 белая пешка · f3 белый конь · a2 белая пешка · b2 белая пешка · c2 белая пешка · d2 белая пешка · f2 белая пешка · g2 белая пешка · h2 белая пешка · a1 белая ладья · b1 белый конь · c1 белый слон · d1 белый ферзь · e1 белый король · h1 белая ладья | a8 чёрная ладья · c8 чёрный слон · d8 чёрный ферзь · e8 чёрный король · g8 чёрный конь · h8 чёрная ладья · a7 чёрная пешка · b7 чёрная пешка · c7 чёрная пешка · d7 чёрная пешка · f7 чёрная пешка · g7 чёрная пешка · h7 чёрная пешка · c6 чёрный конь · b5 белый слон · e5 чёрная пешка · b4 чёрный слон · e4 белая пешка · f3 белый конь · a2 белая пешка · b2 белая пешка · c2 белая пешка · d2 белая пешка · f2 белая пешка · g2 белая пешка · h2 белая пешка · a1 белая ладья · b1 белый конь · c1 белый слон · d1 белый ферзь · e1 белый король · h1 белая ладья | a8 чёрная ладья · c8 чёрный слон · d8 чёрный ферзь · e8 чёрный король · g8 чёрный конь · h8 чёрная ладья · a7 чёрная пешка · b7 чёрная пешка · c7 чёрная пешка · d7 чёрная пешка · f7 чёрная пешка · g7 чёрная пешка · h7 чёрная пешка · c6 чёрный конь · b5 белый слон · e5 чёрная пешка · b4 чёрный слон · e4 белая пешка · f3 белый конь · a2 белая пешка · b2 белая пешка · c2 белая пешка · d2 белая пешка · f2 белая пешка · g2 белая пешка · h2 белая пешка · a1 белая ладья · b1 белый конь · c1 белый слон · d1 белый ферзь · e1 белый король · h1 белая ладья | a8 чёрная ладья · c8 чёрный слон · d8 чёрный ферзь · e8 чёрный король · g8 чёрный конь · h8 чёрная ладья · a7 чёрная пешка · b7 чёрная пешка · c7 чёрная пешка · d7 чёрная пешка · f7 чёрная пешка · g7 чёрная пешка · h7 чёрная пешка · c6 чёрный конь · b5 белый слон · e5 чёрная пешка · b4 чёрный слон · e4 белая пешка · f3 белый конь · a2 белая пешка · b2 белая пешка · c2 белая пешка · d2 белая пешка · f2 белая пешка · g2 белая пешка · h2 белая пешка · a1 белая ладья · b1 белый конь · c1 белый слон · d1 белый ферзь · e1 белый король · h1 белая ладья | a8 чёрная ладья · c8 чёрный слон · d8 чёрный ферзь · e8 чёрный король · g8 чёрный конь · h8 чёрная ладья · a7 чёрная пешка · b7 чёрная пешка · c7 чёрная пешка · d7 чёрная пешка · f7 чёрная пешка · g7 чёрная пешка · h7 чёрная пешка · c6 чёрный конь · b5 белый слон · e5 чёрная пешка · b4 чёрный слон · e4 белая пешка · f3 белый конь · a2 белая пешка · b2 белая пешка · c2 белая пешка · d2 белая пешка · f2 белая пешка · g2 белая пешка · h2 белая пешка · a1 белая ладья · b1 белый конь · c1 белый слон · d1 белый ферзь · e1 белый король · h1 белая ладья | a8 чёрная ладья · c8 чёрный слон · d8 чёрный ферзь · e8 чёрный король · g8 чёрный конь · h8 чёрная ладья · a7 чёрная пешка · b7 чёрная пешка · c7 чёрная пешка · d7 чёрная пешка · f7 чёрная пешка · g7 чёрная пешка · h7 чёрная пешка · c6 чёрный конь · b5 белый слон · e5 чёрная пешка · b4 чёрный слон · e4 белая пешка · f3 белый конь · a2 белая пешка · b2 белая пешка · c2 белая пешка · d2 белая пешка · f2 белая пешка · g2 белая пешка · h2 белая пешка · a1 белая ладья · b1 белый конь · c1 белый слон · d1 белый ферзь · e1 белый король · h1 белая ладья | a8 чёрная ладья · c8 чёрный слон · d8 чёрный ферзь · e8 чёрный король · g8 чёрный конь · h8 чёрная ладья · a7 чёрная пешка · b7 чёрная пешка · c7 чёрная пешка · d7 чёрная пешка · f7 чёрная пешка · g7 чёрная пешка · h7 чёрная пешка · c6 чёрный конь · b5 белый слон · e5 чёрная пешка · b4 чёрный слон · e4 белая пешка · f3 белый конь · a2 белая пешка · b2 белая пешка · c2 белая пешка · d2 белая пешка · f2 белая пешка · g2 белая пешка · h2 белая пешка · a1 белая ладья · b1 белый конь · c1 белый слон · d1 белый ферзь · e1 белый король · h1 белая ладья | a8 чёрная ладья · c8 чёрный слон · d8 чёрный ферзь · e8 чёрный король · g8 чёрный конь · h8 чёрная ладья · a7 чёрная пешка · b7 чёрная пешка · c7 чёрная пешка · d7 чёрная пешка · f7 чёрная пешка · g7 чёрная пешка · h7 чёрная пешка · c6 чёрный конь · b5 белый слон · e5 чёрная пешка · b4 чёрный слон · e4 белая пешка · f3 белый конь · a2 белая пешка · b2 белая пешка · c2 белая пешка · d2 белая пешка · f2 белая пешка · g2 белая пешка · h2 белая пешка · a1 белая ладья · b1 белый конь · c1 белый слон · d1 белый ферзь · e1 белый король · h1 белая ладья | 8 |
| 7 | a8 чёрная ладья · c8 чёрный слон · d8 чёрный ферзь · e8 чёрный король · g8 чёрный конь · h8 чёрная ладья · a7 чёрная пешка · b7 чёрная пешка · c7 чёрная пешка · d7 чёрная пешка · f7 чёрная пешка · g7 чёрная пешка · h7 чёрная пешка · c6 чёрный конь · b5 белый слон · e5 чёрная пешка · b4 чёрный слон · e4 белая пешка · f3 белый конь · a2 белая пешка · b2 белая пешка · c2 белая пешка · d2 белая пешка · f2 белая пешка · g2 белая пешка · h2 белая пешка · a1 белая ладья · b1 белый конь · c1 белый слон · d1 белый ферзь · e1 белый король · h1 белая ладья | a8 чёрная ладья · c8 чёрный слон · d8 чёрный ферзь · e8 чёрный король · g8 чёрный конь · h8 чёрная ладья · a7 чёрная пешка · b7 чёрная пешка · c7 чёрная пешка · d7 чёрная пешка · f7 чёрная пешка · g7 чёрная пешка · h7 чёрная пешка · c6 чёрный конь · b5 белый слон · e5 чёрная пешка · b4 чёрный слон · e4 белая пешка · f3 белый конь · a2 белая пешка · b2 белая пешка · c2 белая пешка · d2 белая пешка · f2 белая пешка · g2 белая пешка · h2 белая пешка · a1 белая ладья · b1 белый конь · c1 белый слон · d1 белый ферзь · e1 белый король · h1 белая ладья | a8 чёрная ладья · c8 чёрный слон · d8 чёрный ферзь · e8 чёрный король · g8 чёрный конь · h8 чёрная ладья · a7 чёрная пешка · b7 чёрная пешка · c7 чёрная пешка · d7 чёрная пешка · f7 чёрная пешка · g7 чёрная пешка · h7 чёрная пешка · c6 чёрный конь · b5 белый слон · e5 чёрная пешка · b4 чёрный слон · e4 белая пешка · f3 белый конь · a2 белая пешка · b2 белая пешка · c2 белая пешка · d2 белая пешка · f2 белая пешка · g2 белая пешка · h2 белая пешка · a1 белая ладья · b1 белый конь · c1 белый слон · d1 белый ферзь · e1 белый король · h1 белая ладья | a8 чёрная ладья · c8 чёрный слон · d8 чёрный ферзь · e8 чёрный король · g8 чёрный конь · h8 чёрная ладья · a7 чёрная пешка · b7 чёрная пешка · c7 чёрная пешка · d7 чёрная пешка · f7 чёрная пешка · g7 чёрная пешка · h7 чёрная пешка · c6 чёрный конь · b5 белый слон · e5 чёрная пешка · b4 чёрный слон · e4 белая пешка · f3 белый конь · a2 белая пешка · b2 белая пешка · c2 белая пешка · d2 белая пешка · f2 белая пешка · g2 белая пешка · h2 белая пешка · a1 белая ладья · b1 белый конь · c1 белый слон · d1 белый ферзь · e1 белый король · h1 белая ладья | a8 чёрная ладья · c8 чёрный слон · d8 чёрный ферзь · e8 чёрный король · g8 чёрный конь · h8 чёрная ладья · a7 чёрная пешка · b7 чёрная пешка · c7 чёрная пешка · d7 чёрная пешка · f7 чёрная пешка · g7 чёрная пешка · h7 чёрная пешка · c6 чёрный конь · b5 белый слон · e5 чёрная пешка · b4 чёрный слон · e4 белая пешка · f3 белый конь · a2 белая пешка · b2 белая пешка · c2 белая пешка · d2 белая пешка · f2 белая пешка · g2 белая пешка · h2 белая пешка · a1 белая ладья · b1 белый конь · c1 белый слон · d1 белый ферзь · e1 белый король · h1 белая ладья | a8 чёрная ладья · c8 чёрный слон · d8 чёрный ферзь · e8 чёрный король · g8 чёрный конь · h8 чёрная ладья · a7 чёрная пешка · b7 чёрная пешка · c7 чёрная пешка · d7 чёрная пешка · f7 чёрная пешка · g7 чёрная пешка · h7 чёрная пешка · c6 чёрный конь · b5 белый слон · e5 чёрная пешка · b4 чёрный слон · e4 белая пешка · f3 белый конь · a2 белая пешка · b2 белая пешка · c2 белая пешка · d2 белая пешка · f2 белая пешка · g2 белая пешка · h2 белая пешка · a1 белая ладья · b1 белый конь · c1 белый слон · d1 белый ферзь · e1 белый король · h1 белая ладья | a8 чёрная ладья · c8 чёрный слон · d8 чёрный ферзь · e8 чёрный король · g8 чёрный конь · h8 чёрная ладья · a7 чёрная пешка · b7 чёрная пешка · c7 чёрная пешка · d7 чёрная пешка · f7 чёрная пешка · g7 чёрная пешка · h7 чёрная пешка · c6 чёрный конь · b5 белый слон · e5 чёрная пешка · b4 чёрный слон · e4 белая пешка · f3 белый конь · a2 белая пешка · b2 белая пешка · c2 белая пешка · d2 белая пешка · f2 белая пешка · g2 белая пешка · h2 белая пешка · a1 белая ладья · b1 белый конь · c1 белый слон · d1 белый ферзь · e1 белый король · h1 белая ладья | a8 чёрная ладья · c8 чёрный слон · d8 чёрный ферзь · e8 чёрный король · g8 чёрный конь · h8 чёрная ладья · a7 чёрная пешка · b7 чёрная пешка · c7 чёрная пешка · d7 чёрная пешка · f7 чёрная пешка · g7 чёрная пешка · h7 чёрная пешка · c6 чёрный конь · b5 белый слон · e5 чёрная пешка · b4 чёрный слон · e4 белая пешка · f3 белый конь · a2 белая пешка · b2 белая пешка · c2 белая пешка · d2 белая пешка · f2 белая пешка · g2 белая пешка · h2 белая пешка · a1 белая ладья · b1 белый конь · c1 белый слон · d1 белый ферзь · e1 белый король · h1 белая ладья | 7 |
| 6 | a8 чёрная ладья · c8 чёрный слон · d8 чёрный ферзь · e8 чёрный король · g8 чёрный конь · h8 чёрная ладья · a7 чёрная пешка · b7 чёрная пешка · c7 чёрная пешка · d7 чёрная пешка · f7 чёрная пешка · g7 чёрная пешка · h7 чёрная пешка · c6 чёрный конь · b5 белый слон · e5 чёрная пешка · b4 чёрный слон · e4 белая пешка · f3 белый конь · a2 белая пешка · b2 белая пешка · c2 белая пешка · d2 белая пешка · f2 белая пешка · g2 белая пешка · h2 белая пешка · a1 белая ладья · b1 белый конь · c1 белый слон · d1 белый ферзь · e1 белый король · h1 белая ладья | a8 чёрная ладья · c8 чёрный слон · d8 чёрный ферзь · e8 чёрный король · g8 чёрный конь · h8 чёрная ладья · a7 чёрная пешка · b7 чёрная пешка · c7 чёрная пешка · d7 чёрная пешка · f7 чёрная пешка · g7 чёрная пешка · h7 чёрная пешка · c6 чёрный конь · b5 белый слон · e5 чёрная пешка · b4 чёрный слон · e4 белая пешка · f3 белый конь · a2 белая пешка · b2 белая пешка · c2 белая пешка · d2 белая пешка · f2 белая пешка · g2 белая пешка · h2 белая пешка · a1 белая ладья · b1 белый конь · c1 белый слон · d1 белый ферзь · e1 белый король · h1 белая ладья | a8 чёрная ладья · c8 чёрный слон · d8 чёрный ферзь · e8 чёрный король · g8 чёрный конь · h8 чёрная ладья · a7 чёрная пешка · b7 чёрная пешка · c7 чёрная пешка · d7 чёрная пешка · f7 чёрная пешка · g7 чёрная пешка · h7 чёрная пешка · c6 чёрный конь · b5 белый слон · e5 чёрная пешка · b4 чёрный слон · e4 белая пешка · f3 белый конь · a2 белая пешка · b2 белая пешка · c2 белая пешка · d2 белая пешка · f2 белая пешка · g2 белая пешка · h2 белая пешка · a1 белая ладья · b1 белый конь · c1 белый слон · d1 белый ферзь · e1 белый король · h1 белая ладья | a8 чёрная ладья · c8 чёрный слон · d8 чёрный ферзь · e8 чёрный король · g8 чёрный конь · h8 чёрная ладья · a7 чёрная пешка · b7 чёрная пешка · c7 чёрная пешка · d7 чёрная пешка · f7 чёрная пешка · g7 чёрная пешка · h7 чёрная пешка · c6 чёрный конь · b5 белый слон · e5 чёрная пешка · b4 чёрный слон · e4 белая пешка · f3 белый конь · a2 белая пешка · b2 белая пешка · c2 белая пешка · d2 белая пешка · f2 белая пешка · g2 белая пешка · h2 белая пешка · a1 белая ладья · b1 белый конь · c1 белый слон · d1 белый ферзь · e1 белый король · h1 белая ладья | a8 чёрная ладья · c8 чёрный слон · d8 чёрный ферзь · e8 чёрный король · g8 чёрный конь · h8 чёрная ладья · a7 чёрная пешка · b7 чёрная пешка · c7 чёрная пешка · d7 чёрная пешка · f7 чёрная пешка · g7 чёрная пешка · h7 чёрная пешка · c6 чёрный конь · b5 белый слон · e5 чёрная пешка · b4 чёрный слон · e4 белая пешка · f3 белый конь · a2 белая пешка · b2 белая пешка · c2 белая пешка · d2 белая пешка · f2 белая пешка · g2 белая пешка · h2 белая пешка · a1 белая ладья · b1 белый конь · c1 белый слон · d1 белый ферзь · e1 белый король · h1 белая ладья | a8 чёрная ладья · c8 чёрный слон · d8 чёрный ферзь · e8 чёрный король · g8 чёрный конь · h8 чёрная ладья · a7 чёрная пешка · b7 чёрная пешка · c7 чёрная пешка · d7 чёрная пешка · f7 чёрная пешка · g7 чёрная пешка · h7 чёрная пешка · c6 чёрный конь · b5 белый слон · e5 чёрная пешка · b4 чёрный слон · e4 белая пешка · f3 белый конь · a2 белая пешка · b2 белая пешка · c2 белая пешка · d2 белая пешка · f2 белая пешка · g2 белая пешка · h2 белая пешка · a1 белая ладья · b1 белый конь · c1 белый слон · d1 белый ферзь · e1 белый король · h1 белая ладья | a8 чёрная ладья · c8 чёрный слон · d8 чёрный ферзь · e8 чёрный король · g8 чёрный конь · h8 чёрная ладья · a7 чёрная пешка · b7 чёрная пешка · c7 чёрная пешка · d7 чёрная пешка · f7 чёрная пешка · g7 чёрная пешка · h7 чёрная пешка · c6 чёрный конь · b5 белый слон · e5 чёрная пешка · b4 чёрный слон · e4 белая пешка · f3 белый конь · a2 белая пешка · b2 белая пешка · c2 белая пешка · d2 белая пешка · f2 белая пешка · g2 белая пешка · h2 белая пешка · a1 белая ладья · b1 белый конь · c1 белый слон · d1 белый ферзь · e1 белый король · h1 белая ладья | a8 чёрная ладья · c8 чёрный слон · d8 чёрный ферзь · e8 чёрный король · g8 чёрный конь · h8 чёрная ладья · a7 чёрная пешка · b7 чёрная пешка · c7 чёрная пешка · d7 чёрная пешка · f7 чёрная пешка · g7 чёрная пешка · h7 чёрная пешка · c6 чёрный конь · b5 белый слон · e5 чёрная пешка · b4 чёрный слон · e4 белая пешка · f3 белый конь · a2 белая пешка · b2 белая пешка · c2 белая пешка · d2 белая пешка · f2 белая пешка · g2 белая пешка · h2 белая пешка · a1 белая ладья · b1 белый конь · c1 белый слон · d1 белый ферзь · e1 белый король · h1 белая ладья | 6 |
| 5 | a8 чёрная ладья · c8 чёрный слон · d8 чёрный ферзь · e8 чёрный король · g8 чёрный конь · h8 чёрная ладья · a7 чёрная пешка · b7 чёрная пешка · c7 чёрная пешка · d7 чёрная пешка · f7 чёрная пешка · g7 чёрная пешка · h7 чёрная пешка · c6 чёрный конь · b5 белый слон · e5 чёрная пешка · b4 чёрный слон · e4 белая пешка · f3 белый конь · a2 белая пешка · b2 белая пешка · c2 белая пешка · d2 белая пешка · f2 белая пешка · g2 белая пешка · h2 белая пешка · a1 белая ладья · b1 белый конь · c1 белый слон · d1 белый ферзь · e1 белый король · h1 белая ладья | a8 чёрная ладья · c8 чёрный слон · d8 чёрный ферзь · e8 чёрный король · g8 чёрный конь · h8 чёрная ладья · a7 чёрная пешка · b7 чёрная пешка · c7 чёрная пешка · d7 чёрная пешка · f7 чёрная пешка · g7 чёрная пешка · h7 чёрная пешка · c6 чёрный конь · b5 белый слон · e5 чёрная пешка · b4 чёрный слон · e4 белая пешка · f3 белый конь · a2 белая пешка · b2 белая пешка · c2 белая пешка · d2 белая пешка · f2 белая пешка · g2 белая пешка · h2 белая пешка · a1 белая ладья · b1 белый конь · c1 белый слон · d1 белый ферзь · e1 белый король · h1 белая ладья | a8 чёрная ладья · c8 чёрный слон · d8 чёрный ферзь · e8 чёрный король · g8 чёрный конь · h8 чёрная ладья · a7 чёрная пешка · b7 чёрная пешка · c7 чёрная пешка · d7 чёрная пешка · f7 чёрная пешка · g7 чёрная пешка · h7 чёрная пешка · c6 чёрный конь · b5 белый слон · e5 чёрная пешка · b4 чёрный слон · e4 белая пешка · f3 белый конь · a2 белая пешка · b2 белая пешка · c2 белая пешка · d2 белая пешка · f2 белая пешка · g2 белая пешка · h2 белая пешка · a1 белая ладья · b1 белый конь · c1 белый слон · d1 белый ферзь · e1 белый король · h1 белая ладья | a8 чёрная ладья · c8 чёрный слон · d8 чёрный ферзь · e8 чёрный король · g8 чёрный конь · h8 чёрная ладья · a7 чёрная пешка · b7 чёрная пешка · c7 чёрная пешка · d7 чёрная пешка · f7 чёрная пешка · g7 чёрная пешка · h7 чёрная пешка · c6 чёрный конь · b5 белый слон · e5 чёрная пешка · b4 чёрный слон · e4 белая пешка · f3 белый конь · a2 белая пешка · b2 белая пешка · c2 белая пешка · d2 белая пешка · f2 белая пешка · g2 белая пешка · h2 белая пешка · a1 белая ладья · b1 белый конь · c1 белый слон · d1 белый ферзь · e1 белый король · h1 белая ладья | a8 чёрная ладья · c8 чёрный слон · d8 чёрный ферзь · e8 чёрный король · g8 чёрный конь · h8 чёрная ладья · a7 чёрная пешка · b7 чёрная пешка · c7 чёрная пешка · d7 чёрная пешка · f7 чёрная пешка · g7 чёрная пешка · h7 чёрная пешка · c6 чёрный конь · b5 белый слон · e5 чёрная пешка · b4 чёрный слон · e4 белая пешка · f3 белый конь · a2 белая пешка · b2 белая пешка · c2 белая пешка · d2 белая пешка · f2 белая пешка · g2 белая пешка · h2 белая пешка · a1 белая ладья · b1 белый конь · c1 белый слон · d1 белый ферзь · e1 белый король · h1 белая ладья | a8 чёрная ладья · c8 чёрный слон · d8 чёрный ферзь · e8 чёрный король · g8 чёрный конь · h8 чёрная ладья · a7 чёрная пешка · b7 чёрная пешка · c7 чёрная пешка · d7 чёрная пешка · f7 чёрная пешка · g7 чёрная пешка · h7 чёрная пешка · c6 чёрный конь · b5 белый слон · e5 чёрная пешка · b4 чёрный слон · e4 белая пешка · f3 белый конь · a2 белая пешка · b2 белая пешка · c2 белая пешка · d2 белая пешка · f2 белая пешка · g2 белая пешка · h2 белая пешка · a1 белая ладья · b1 белый конь · c1 белый слон · d1 белый ферзь · e1 белый король · h1 белая ладья | a8 чёрная ладья · c8 чёрный слон · d8 чёрный ферзь · e8 чёрный король · g8 чёрный конь · h8 чёрная ладья · a7 чёрная пешка · b7 чёрная пешка · c7 чёрная пешка · d7 чёрная пешка · f7 чёрная пешка · g7 чёрная пешка · h7 чёрная пешка · c6 чёрный конь · b5 белый слон · e5 чёрная пешка · b4 чёрный слон · e4 белая пешка · f3 белый конь · a2 белая пешка · b2 белая пешка · c2 белая пешка · d2 белая пешка · f2 белая пешка · g2 белая пешка · h2 белая пешка · a1 белая ладья · b1 белый конь · c1 белый слон · d1 белый ферзь · e1 белый король · h1 белая ладья | a8 чёрная ладья · c8 чёрный слон · d8 чёрный ферзь · e8 чёрный король · g8 чёрный конь · h8 чёрная ладья · a7 чёрная пешка · b7 чёрная пешка · c7 чёрная пешка · d7 чёрная пешка · f7 чёрная пешка · g7 чёрная пешка · h7 чёрная пешка · c6 чёрный конь · b5 белый слон · e5 чёрная пешка · b4 чёрный слон · e4 белая пешка · f3 белый конь · a2 белая пешка · b2 белая пешка · c2 белая пешка · d2 белая пешка · f2 белая пешка · g2 белая пешка · h2 белая пешка · a1 белая ладья · b1 белый конь · c1 белый слон · d1 белый ферзь · e1 белый король · h1 белая ладья | 5 |
| 4 | a8 чёрная ладья · c8 чёрный слон · d8 чёрный ферзь · e8 чёрный король · g8 чёрный конь · h8 чёрная ладья · a7 чёрная пешка · b7 чёрная пешка · c7 чёрная пешка · d7 чёрная пешка · f7 чёрная пешка · g7 чёрная пешка · h7 чёрная пешка · c6 чёрный конь · b5 белый слон · e5 чёрная пешка · b4 чёрный слон · e4 белая пешка · f3 белый конь · a2 белая пешка · b2 белая пешка · c2 белая пешка · d2 белая пешка · f2 белая пешка · g2 белая пешка · h2 белая пешка · a1 белая ладья · b1 белый конь · c1 белый слон · d1 белый ферзь · e1 белый король · h1 белая ладья | a8 чёрная ладья · c8 чёрный слон · d8 чёрный ферзь · e8 чёрный король · g8 чёрный конь · h8 чёрная ладья · a7 чёрная пешка · b7 чёрная пешка · c7 чёрная пешка · d7 чёрная пешка · f7 чёрная пешка · g7 чёрная пешка · h7 чёрная пешка · c6 чёрный конь · b5 белый слон · e5 чёрная пешка · b4 чёрный слон · e4 белая пешка · f3 белый конь · a2 белая пешка · b2 белая пешка · c2 белая пешка · d2 белая пешка · f2 белая пешка · g2 белая пешка · h2 белая пешка · a1 белая ладья · b1 белый конь · c1 белый слон · d1 белый ферзь · e1 белый король · h1 белая ладья | a8 чёрная ладья · c8 чёрный слон · d8 чёрный ферзь · e8 чёрный король · g8 чёрный конь · h8 чёрная ладья · a7 чёрная пешка · b7 чёрная пешка · c7 чёрная пешка · d7 чёрная пешка · f7 чёрная пешка · g7 чёрная пешка · h7 чёрная пешка · c6 чёрный конь · b5 белый слон · e5 чёрная пешка · b4 чёрный слон · e4 белая пешка · f3 белый конь · a2 белая пешка · b2 белая пешка · c2 белая пешка · d2 белая пешка · f2 белая пешка · g2 белая пешка · h2 белая пешка · a1 белая ладья · b1 белый конь · c1 белый слон · d1 белый ферзь · e1 белый король · h1 белая ладья | a8 чёрная ладья · c8 чёрный слон · d8 чёрный ферзь · e8 чёрный король · g8 чёрный конь · h8 чёрная ладья · a7 чёрная пешка · b7 чёрная пешка · c7 чёрная пешка · d7 чёрная пешка · f7 чёрная пешка · g7 чёрная пешка · h7 чёрная пешка · c6 чёрный конь · b5 белый слон · e5 чёрная пешка · b4 чёрный слон · e4 белая пешка · f3 белый конь · a2 белая пешка · b2 белая пешка · c2 белая пешка · d2 белая пешка · f2 белая пешка · g2 белая пешка · h2 белая пешка · a1 белая ладья · b1 белый конь · c1 белый слон · d1 белый ферзь · e1 белый король · h1 белая ладья | a8 чёрная ладья · c8 чёрный слон · d8 чёрный ферзь · e8 чёрный король · g8 чёрный конь · h8 чёрная ладья · a7 чёрная пешка · b7 чёрная пешка · c7 чёрная пешка · d7 чёрная пешка · f7 чёрная пешка · g7 чёрная пешка · h7 чёрная пешка · c6 чёрный конь · b5 белый слон · e5 чёрная пешка · b4 чёрный слон · e4 белая пешка · f3 белый конь · a2 белая пешка · b2 белая пешка · c2 белая пешка · d2 белая пешка · f2 белая пешка · g2 белая пешка · h2 белая пешка · a1 белая ладья · b1 белый конь · c1 белый слон · d1 белый ферзь · e1 белый король · h1 белая ладья | a8 чёрная ладья · c8 чёрный слон · d8 чёрный ферзь · e8 чёрный король · g8 чёрный конь · h8 чёрная ладья · a7 чёрная пешка · b7 чёрная пешка · c7 чёрная пешка · d7 чёрная пешка · f7 чёрная пешка · g7 чёрная пешка · h7 чёрная пешка · c6 чёрный конь · b5 белый слон · e5 чёрная пешка · b4 чёрный слон · e4 белая пешка · f3 белый конь · a2 белая пешка · b2 белая пешка · c2 белая пешка · d2 белая пешка · f2 белая пешка · g2 белая пешка · h2 белая пешка · a1 белая ладья · b1 белый конь · c1 белый слон · d1 белый ферзь · e1 белый король · h1 белая ладья | a8 чёрная ладья · c8 чёрный слон · d8 чёрный ферзь · e8 чёрный король · g8 чёрный конь · h8 чёрная ладья · a7 чёрная пешка · b7 чёрная пешка · c7 чёрная пешка · d7 чёрная пешка · f7 чёрная пешка · g7 чёрная пешка · h7 чёрная пешка · c6 чёрный конь · b5 белый слон · e5 чёрная пешка · b4 чёрный слон · e4 белая пешка · f3 белый конь · a2 белая пешка · b2 белая пешка · c2 белая пешка · d2 белая пешка · f2 белая пешка · g2 белая пешка · h2 белая пешка · a1 белая ладья · b1 белый конь · c1 белый слон · d1 белый ферзь · e1 белый король · h1 белая ладья | a8 чёрная ладья · c8 чёрный слон · d8 чёрный ферзь · e8 чёрный король · g8 чёрный конь · h8 чёрная ладья · a7 чёрная пешка · b7 чёрная пешка · c7 чёрная пешка · d7 чёрная пешка · f7 чёрная пешка · g7 чёрная пешка · h7 чёрная пешка · c6 чёрный конь · b5 белый слон · e5 чёрная пешка · b4 чёрный слон · e4 белая пешка · f3 белый конь · a2 белая пешка · b2 белая пешка · c2 белая пешка · d2 белая пешка · f2 белая пешка · g2 белая пешка · h2 белая пешка · a1 белая ладья · b1 белый конь · c1 белый слон · d1 белый ферзь · e1 белый король · h1 белая ладья | 4 |
| 3 | a8 чёрная ладья · c8 чёрный слон · d8 чёрный ферзь · e8 чёрный король · g8 чёрный конь · h8 чёрная ладья · a7 чёрная пешка · b7 чёрная пешка · c7 чёрная пешка · d7 чёрная пешка · f7 чёрная пешка · g7 чёрная пешка · h7 чёрная пешка · c6 чёрный конь · b5 белый слон · e5 чёрная пешка · b4 чёрный слон · e4 белая пешка · f3 белый конь · a2 белая пешка · b2 белая пешка · c2 белая пешка · d2 белая пешка · f2 белая пешка · g2 белая пешка · h2 белая пешка · a1 белая ладья · b1 белый конь · c1 белый слон · d1 белый ферзь · e1 белый король · h1 белая ладья | a8 чёрная ладья · c8 чёрный слон · d8 чёрный ферзь · e8 чёрный король · g8 чёрный конь · h8 чёрная ладья · a7 чёрная пешка · b7 чёрная пешка · c7 чёрная пешка · d7 чёрная пешка · f7 чёрная пешка · g7 чёрная пешка · h7 чёрная пешка · c6 чёрный конь · b5 белый слон · e5 чёрная пешка · b4 чёрный слон · e4 белая пешка · f3 белый конь · a2 белая пешка · b2 белая пешка · c2 белая пешка · d2 белая пешка · f2 белая пешка · g2 белая пешка · h2 белая пешка · a1 белая ладья · b1 белый конь · c1 белый слон · d1 белый ферзь · e1 белый король · h1 белая ладья | a8 чёрная ладья · c8 чёрный слон · d8 чёрный ферзь · e8 чёрный король · g8 чёрный конь · h8 чёрная ладья · a7 чёрная пешка · b7 чёрная пешка · c7 чёрная пешка · d7 чёрная пешка · f7 чёрная пешка · g7 чёрная пешка · h7 чёрная пешка · c6 чёрный конь · b5 белый слон · e5 чёрная пешка · b4 чёрный слон · e4 белая пешка · f3 белый конь · a2 белая пешка · b2 белая пешка · c2 белая пешка · d2 белая пешка · f2 белая пешка · g2 белая пешка · h2 белая пешка · a1 белая ладья · b1 белый конь · c1 белый слон · d1 белый ферзь · e1 белый король · h1 белая ладья | a8 чёрная ладья · c8 чёрный слон · d8 чёрный ферзь · e8 чёрный король · g8 чёрный конь · h8 чёрная ладья · a7 чёрная пешка · b7 чёрная пешка · c7 чёрная пешка · d7 чёрная пешка · f7 чёрная пешка · g7 чёрная пешка · h7 чёрная пешка · c6 чёрный конь · b5 белый слон · e5 чёрная пешка · b4 чёрный слон · e4 белая пешка · f3 белый конь · a2 белая пешка · b2 белая пешка · c2 белая пешка · d2 белая пешка · f2 белая пешка · g2 белая пешка · h2 белая пешка · a1 белая ладья · b1 белый конь · c1 белый слон · d1 белый ферзь · e1 белый король · h1 белая ладья | a8 чёрная ладья · c8 чёрный слон · d8 чёрный ферзь · e8 чёрный король · g8 чёрный конь · h8 чёрная ладья · a7 чёрная пешка · b7 чёрная пешка · c7 чёрная пешка · d7 чёрная пешка · f7 чёрная пешка · g7 чёрная пешка · h7 чёрная пешка · c6 чёрный конь · b5 белый слон · e5 чёрная пешка · b4 чёрный слон · e4 белая пешка · f3 белый конь · a2 белая пешка · b2 белая пешка · c2 белая пешка · d2 белая пешка · f2 белая пешка · g2 белая пешка · h2 белая пешка · a1 белая ладья · b1 белый конь · c1 белый слон · d1 белый ферзь · e1 белый король · h1 белая ладья | a8 чёрная ладья · c8 чёрный слон · d8 чёрный ферзь · e8 чёрный король · g8 чёрный конь · h8 чёрная ладья · a7 чёрная пешка · b7 чёрная пешка · c7 чёрная пешка · d7 чёрная пешка · f7 чёрная пешка · g7 чёрная пешка · h7 чёрная пешка · c6 чёрный конь · b5 белый слон · e5 чёрная пешка · b4 чёрный слон · e4 белая пешка · f3 белый конь · a2 белая пешка · b2 белая пешка · c2 белая пешка · d2 белая пешка · f2 белая пешка · g2 белая пешка · h2 белая пешка · a1 белая ладья · b1 белый конь · c1 белый слон · d1 белый ферзь · e1 белый король · h1 белая ладья | a8 чёрная ладья · c8 чёрный слон · d8 чёрный ферзь · e8 чёрный король · g8 чёрный конь · h8 чёрная ладья · a7 чёрная пешка · b7 чёрная пешка · c7 чёрная пешка · d7 чёрная пешка · f7 чёрная пешка · g7 чёрная пешка · h7 чёрная пешка · c6 чёрный конь · b5 белый слон · e5 чёрная пешка · b4 чёрный слон · e4 белая пешка · f3 белый конь · a2 белая пешка · b2 белая пешка · c2 белая пешка · d2 белая пешка · f2 белая пешка · g2 белая пешка · h2 белая пешка · a1 белая ладья · b1 белый конь · c1 белый слон · d1 белый ферзь · e1 белый король · h1 белая ладья | a8 чёрная ладья · c8 чёрный слон · d8 чёрный ферзь · e8 чёрный король · g8 чёрный конь · h8 чёрная ладья · a7 чёрная пешка · b7 чёрная пешка · c7 чёрная пешка · d7 чёрная пешка · f7 чёрная пешка · g7 чёрная пешка · h7 чёрная пешка · c6 чёрный конь · b5 белый слон · e5 чёрная пешка · b4 чёрный слон · e4 белая пешка · f3 белый конь · a2 белая пешка · b2 белая пешка · c2 белая пешка · d2 белая пешка · f2 белая пешка · g2 белая пешка · h2 белая пешка · a1 белая ладья · b1 белый конь · c1 белый слон · d1 белый ферзь · e1 белый король · h1 белая ладья | 3 |
| 2 | a8 чёрная ладья · c8 чёрный слон · d8 чёрный ферзь · e8 чёрный король · g8 чёрный конь · h8 чёрная ладья · a7 чёрная пешка · b7 чёрная пешка · c7 чёрная пешка · d7 чёрная пешка · f7 чёрная пешка · g7 чёрная пешка · h7 чёрная пешка · c6 чёрный конь · b5 белый слон · e5 чёрная пешка · b4 чёрный слон · e4 белая пешка · f3 белый конь · a2 белая пешка · b2 белая пешка · c2 белая пешка · d2 белая пешка · f2 белая пешка · g2 белая пешка · h2 белая пешка · a1 белая ладья · b1 белый конь · c1 белый слон · d1 белый ферзь · e1 белый король · h1 белая ладья | a8 чёрная ладья · c8 чёрный слон · d8 чёрный ферзь · e8 чёрный король · g8 чёрный конь · h8 чёрная ладья · a7 чёрная пешка · b7 чёрная пешка · c7 чёрная пешка · d7 чёрная пешка · f7 чёрная пешка · g7 чёрная пешка · h7 чёрная пешка · c6 чёрный конь · b5 белый слон · e5 чёрная пешка · b4 чёрный слон · e4 белая пешка · f3 белый конь · a2 белая пешка · b2 белая пешка · c2 белая пешка · d2 белая пешка · f2 белая пешка · g2 белая пешка · h2 белая пешка · a1 белая ладья · b1 белый конь · c1 белый слон · d1 белый ферзь · e1 белый король · h1 белая ладья | a8 чёрная ладья · c8 чёрный слон · d8 чёрный ферзь · e8 чёрный король · g8 чёрный конь · h8 чёрная ладья · a7 чёрная пешка · b7 чёрная пешка · c7 чёрная пешка · d7 чёрная пешка · f7 чёрная пешка · g7 чёрная пешка · h7 чёрная пешка · c6 чёрный конь · b5 белый слон · e5 чёрная пешка · b4 чёрный слон · e4 белая пешка · f3 белый конь · a2 белая пешка · b2 белая пешка · c2 белая пешка · d2 белая пешка · f2 белая пешка · g2 белая пешка · h2 белая пешка · a1 белая ладья · b1 белый конь · c1 белый слон · d1 белый ферзь · e1 белый король · h1 белая ладья | a8 чёрная ладья · c8 чёрный слон · d8 чёрный ферзь · e8 чёрный король · g8 чёрный конь · h8 чёрная ладья · a7 чёрная пешка · b7 чёрная пешка · c7 чёрная пешка · d7 чёрная пешка · f7 чёрная пешка · g7 чёрная пешка · h7 чёрная пешка · c6 чёрный конь · b5 белый слон · e5 чёрная пешка · b4 чёрный слон · e4 белая пешка · f3 белый конь · a2 белая пешка · b2 белая пешка · c2 белая пешка · d2 белая пешка · f2 белая пешка · g2 белая пешка · h2 белая пешка · a1 белая ладья · b1 белый конь · c1 белый слон · d1 белый ферзь · e1 белый король · h1 белая ладья | a8 чёрная ладья · c8 чёрный слон · d8 чёрный ферзь · e8 чёрный король · g8 чёрный конь · h8 чёрная ладья · a7 чёрная пешка · b7 чёрная пешка · c7 чёрная пешка · d7 чёрная пешка · f7 чёрная пешка · g7 чёрная пешка · h7 чёрная пешка · c6 чёрный конь · b5 белый слон · e5 чёрная пешка · b4 чёрный слон · e4 белая пешка · f3 белый конь · a2 белая пешка · b2 белая пешка · c2 белая пешка · d2 белая пешка · f2 белая пешка · g2 белая пешка · h2 белая пешка · a1 белая ладья · b1 белый конь · c1 белый слон · d1 белый ферзь · e1 белый король · h1 белая ладья | a8 чёрная ладья · c8 чёрный слон · d8 чёрный ферзь · e8 чёрный король · g8 чёрный конь · h8 чёрная ладья · a7 чёрная пешка · b7 чёрная пешка · c7 чёрная пешка · d7 чёрная пешка · f7 чёрная пешка · g7 чёрная пешка · h7 чёрная пешка · c6 чёрный конь · b5 белый слон · e5 чёрная пешка · b4 чёрный слон · e4 белая пешка · f3 белый конь · a2 белая пешка · b2 белая пешка · c2 белая пешка · d2 белая пешка · f2 белая пешка · g2 белая пешка · h2 белая пешка · a1 белая ладья · b1 белый конь · c1 белый слон · d1 белый ферзь · e1 белый король · h1 белая ладья | a8 чёрная ладья · c8 чёрный слон · d8 чёрный ферзь · e8 чёрный король · g8 чёрный конь · h8 чёрная ладья · a7 чёрная пешка · b7 чёрная пешка · c7 чёрная пешка · d7 чёрная пешка · f7 чёрная пешка · g7 чёрная пешка · h7 чёрная пешка · c6 чёрный конь · b5 белый слон · e5 чёрная пешка · b4 чёрный слон · e4 белая пешка · f3 белый конь · a2 белая пешка · b2 белая пешка · c2 белая пешка · d2 белая пешка · f2 белая пешка · g2 белая пешка · h2 белая пешка · a1 белая ладья · b1 белый конь · c1 белый слон · d1 белый ферзь · e1 белый король · h1 белая ладья | a8 чёрная ладья · c8 чёрный слон · d8 чёрный ферзь · e8 чёрный король · g8 чёрный конь · h8 чёрная ладья · a7 чёрная пешка · b7 чёрная пешка · c7 чёрная пешка · d7 чёрная пешка · f7 чёрная пешка · g7 чёрная пешка · h7 чёрная пешка · c6 чёрный конь · b5 белый слон · e5 чёрная пешка · b4 чёрный слон · e4 белая пешка · f3 белый конь · a2 белая пешка · b2 белая пешка · c2 белая пешка · d2 белая пешка · f2 белая пешка · g2 белая пешка · h2 белая пешка · a1 белая ладья · b1 белый конь · c1 белый слон · d1 белый ферзь · e1 белый король · h1 белая ладья | 2 |
| 1 | a8 чёрная ладья · c8 чёрный слон · d8 чёрный ферзь · e8 чёрный король · g8 чёрный конь · h8 чёрная ладья · a7 чёрная пешка · b7 чёрная пешка · c7 чёрная пешка · d7 чёрная пешка · f7 чёрная пешка · g7 чёрная пешка · h7 чёрная пешка · c6 чёрный конь · b5 белый слон · e5 чёрная пешка · b4 чёрный слон · e4 белая пешка · f3 белый конь · a2 белая пешка · b2 белая пешка · c2 белая пешка · d2 белая пешка · f2 белая пешка · g2 белая пешка · h2 белая пешка · a1 белая ладья · b1 белый конь · c1 белый слон · d1 белый ферзь · e1 белый король · h1 белая ладья | a8 чёрная ладья · c8 чёрный слон · d8 чёрный ферзь · e8 чёрный король · g8 чёрный конь · h8 чёрная ладья · a7 чёрная пешка · b7 чёрная пешка · c7 чёрная пешка · d7 чёрная пешка · f7 чёрная пешка · g7 чёрная пешка · h7 чёрная пешка · c6 чёрный конь · b5 белый слон · e5 чёрная пешка · b4 чёрный слон · e4 белая пешка · f3 белый конь · a2 белая пешка · b2 белая пешка · c2 белая пешка · d2 белая пешка · f2 белая пешка · g2 белая пешка · h2 белая пешка · a1 белая ладья · b1 белый конь · c1 белый слон · d1 белый ферзь · e1 белый король · h1 белая ладья | a8 чёрная ладья · c8 чёрный слон · d8 чёрный ферзь · e8 чёрный король · g8 чёрный конь · h8 чёрная ладья · a7 чёрная пешка · b7 чёрная пешка · c7 чёрная пешка · d7 чёрная пешка · f7 чёрная пешка · g7 чёрная пешка · h7 чёрная пешка · c6 чёрный конь · b5 белый слон · e5 чёрная пешка · b4 чёрный слон · e4 белая пешка · f3 белый конь · a2 белая пешка · b2 белая пешка · c2 белая пешка · d2 белая пешка · f2 белая пешка · g2 белая пешка · h2 белая пешка · a1 белая ладья · b1 белый конь · c1 белый слон · d1 белый ферзь · e1 белый король · h1 белая ладья | a8 чёрная ладья · c8 чёрный слон · d8 чёрный ферзь · e8 чёрный король · g8 чёрный конь · h8 чёрная ладья · a7 чёрная пешка · b7 чёрная пешка · c7 чёрная пешка · d7 чёрная пешка · f7 чёрная пешка · g7 чёрная пешка · h7 чёрная пешка · c6 чёрный конь · b5 белый слон · e5 чёрная пешка · b4 чёрный слон · e4 белая пешка · f3 белый конь · a2 белая пешка · b2 белая пешка · c2 белая пешка · d2 белая пешка · f2 белая пешка · g2 белая пешка · h2 белая пешка · a1 белая ладья · b1 белый конь · c1 белый слон · d1 белый ферзь · e1 белый король · h1 белая ладья | a8 чёрная ладья · c8 чёрный слон · d8 чёрный ферзь · e8 чёрный король · g8 чёрный конь · h8 чёрная ладья · a7 чёрная пешка · b7 чёрная пешка · c7 чёрная пешка · d7 чёрная пешка · f7 чёрная пешка · g7 чёрная пешка · h7 чёрная пешка · c6 чёрный конь · b5 белый слон · e5 чёрная пешка · b4 чёрный слон · e4 белая пешка · f3 белый конь · a2 белая пешка · b2 белая пешка · c2 белая пешка · d2 белая пешка · f2 белая пешка · g2 белая пешка · h2 белая пешка · a1 белая ладья · b1 белый конь · c1 белый слон · d1 белый ферзь · e1 белый король · h1 белая ладья | a8 чёрная ладья · c8 чёрный слон · d8 чёрный ферзь · e8 чёрный король · g8 чёрный конь · h8 чёрная ладья · a7 чёрная пешка · b7 чёрная пешка · c7 чёрная пешка · d7 чёрная пешка · f7 чёрная пешка · g7 чёрная пешка · h7 чёрная пешка · c6 чёрный конь · b5 белый слон · e5 чёрная пешка · b4 чёрный слон · e4 белая пешка · f3 белый конь · a2 белая пешка · b2 белая пешка · c2 белая пешка · d2 белая пешка · f2 белая пешка · g2 белая пешка · h2 белая пешка · a1 белая ладья · b1 белый конь · c1 белый слон · d1 белый ферзь · e1 белый король · h1 белая ладья | a8 чёрная ладья · c8 чёрный слон · d8 чёрный ферзь · e8 чёрный король · g8 чёрный конь · h8 чёрная ладья · a7 чёрная пешка · b7 чёрная пешка · c7 чёрная пешка · d7 чёрная пешка · f7 чёрная пешка · g7 чёрная пешка · h7 чёрная пешка · c6 чёрный конь · b5 белый слон · e5 чёрная пешка · b4 чёрный слон · e4 белая пешка · f3 белый конь · a2 белая пешка · b2 белая пешка · c2 белая пешка · d2 белая пешка · f2 белая пешка · g2 белая пешка · h2 белая пешка · a1 белая ладья · b1 белый конь · c1 белый слон · d1 белый ферзь · e1 белый король · h1 белая ладья | a8 чёрная ладья · c8 чёрный слон · d8 чёрный ферзь · e8 чёрный король · g8 чёрный конь · h8 чёрная ладья · a7 чёрная пешка · b7 чёрная пешка · c7 чёрная пешка · d7 чёрная пешка · f7 чёрная пешка · g7 чёрная пешка · h7 чёрная пешка · c6 чёрный конь · b5 белый слон · e5 чёрная пешка · b4 чёрный слон · e4 белая пешка · f3 белый конь · a2 белая пешка · b2 белая пешка · c2 белая пешка · d2 белая пешка · f2 белая пешка · g2 белая пешка · h2 белая пешка · a1 белая ладья · b1 белый конь · c1 белый слон · d1 белый ферзь · e1 белый король · h1 белая ладья | 1 |
|   | a | b | c | d | e | f | g | h |   |

В испанской партии Алапин предложил после 1. e4 e5 2. Кf3 Кc6 3. Сb5 делать ход 3... Сb4 (или 3... a6 4. Сa4 Сb4). Его идея обусловливалась тем, что в другом варианте испанской партии (1. e4 e5 2. Кf3 Кc6 3. Сb5 a6 4. Сa4 Кf6 5. Кc3), по мнению теоретиков XIX века, к равной игре ведет ход 5... Сb4 (сейчас основным считается продолжение 5... b5 6. Сb3 Сe7). Защита Алапина не получила широкого распространения и является малоизученным продолжением. Основной недостаток этой системы — плохое положение черного слона, который подвергается немедленной атаке. Интерес к защите Алапина ненадолго вернулся в 1953 г., когда М. Е. Тайманов применил ее против Е. П. Геллера в турнире претендентов. В 1970-е гг. систему частично реабилитировал московский мастер Ю. С. Гусев, регулярно применявший ее в то время. Все же теоретики пришли к выводу, что черным не удается уравнять игру. После 4. c3 Сa5 5. Кa3! d6 6. Кc4 Сb6 7. d4 «у белых неприятное давление в центре».

### Французская защита
|   | a | b | c | d | e | f | g | h |   |
| - | --- | --- | --- | --- | --- | --- | --- | --- | - |
| 8 | a8 чёрная ладья · b8 чёрный конь · c8 чёрный слон · d8 чёрный ферзь · e8 чёрный король · f8 чёрный слон · g8 чёрный конь · h8 чёрная ладья · a7 чёрная пешка · b7 чёрная пешка · c7 чёрная пешка · f7 чёрная пешка · g7 чёрная пешка · h7 чёрная пешка · e6 чёрная пешка · d5 чёрная пешка · d4 белая пешка · e4 белая пешка · e3 белый слон · a2 белая пешка · b2 белая пешка · c2 белая пешка · f2 белая пешка · g2 белая пешка · h2 белая пешка · a1 белая ладья · b1 белый конь · d1 белый ферзь · e1 белый король · f1 белый слон · g1 белый конь · h1 белая ладья | a8 чёрная ладья · b8 чёрный конь · c8 чёрный слон · d8 чёрный ферзь · e8 чёрный король · f8 чёрный слон · g8 чёрный конь · h8 чёрная ладья · a7 чёрная пешка · b7 чёрная пешка · c7 чёрная пешка · f7 чёрная пешка · g7 чёрная пешка · h7 чёрная пешка · e6 чёрная пешка · d5 чёрная пешка · d4 белая пешка · e4 белая пешка · e3 белый слон · a2 белая пешка · b2 белая пешка · c2 белая пешка · f2 белая пешка · g2 белая пешка · h2 белая пешка · a1 белая ладья · b1 белый конь · d1 белый ферзь · e1 белый король · f1 белый слон · g1 белый конь · h1 белая ладья | a8 чёрная ладья · b8 чёрный конь · c8 чёрный слон · d8 чёрный ферзь · e8 чёрный король · f8 чёрный слон · g8 чёрный конь · h8 чёрная ладья · a7 чёрная пешка · b7 чёрная пешка · c7 чёрная пешка · f7 чёрная пешка · g7 чёрная пешка · h7 чёрная пешка · e6 чёрная пешка · d5 чёрная пешка · d4 белая пешка · e4 белая пешка · e3 белый слон · a2 белая пешка · b2 белая пешка · c2 белая пешка · f2 белая пешка · g2 белая пешка · h2 белая пешка · a1 белая ладья · b1 белый конь · d1 белый ферзь · e1 белый король · f1 белый слон · g1 белый конь · h1 белая ладья | a8 чёрная ладья · b8 чёрный конь · c8 чёрный слон · d8 чёрный ферзь · e8 чёрный король · f8 чёрный слон · g8 чёрный конь · h8 чёрная ладья · a7 чёрная пешка · b7 чёрная пешка · c7 чёрная пешка · f7 чёрная пешка · g7 чёрная пешка · h7 чёрная пешка · e6 чёрная пешка · d5 чёрная пешка · d4 белая пешка · e4 белая пешка · e3 белый слон · a2 белая пешка · b2 белая пешка · c2 белая пешка · f2 белая пешка · g2 белая пешка · h2 белая пешка · a1 белая ладья · b1 белый конь · d1 белый ферзь · e1 белый король · f1 белый слон · g1 белый конь · h1 белая ладья | a8 чёрная ладья · b8 чёрный конь · c8 чёрный слон · d8 чёрный ферзь · e8 чёрный король · f8 чёрный слон · g8 чёрный конь · h8 чёрная ладья · a7 чёрная пешка · b7 чёрная пешка · c7 чёрная пешка · f7 чёрная пешка · g7 чёрная пешка · h7 чёрная пешка · e6 чёрная пешка · d5 чёрная пешка · d4 белая пешка · e4 белая пешка · e3 белый слон · a2 белая пешка · b2 белая пешка · c2 белая пешка · f2 белая пешка · g2 белая пешка · h2 белая пешка · a1 белая ладья · b1 белый конь · d1 белый ферзь · e1 белый король · f1 белый слон · g1 белый конь · h1 белая ладья | a8 чёрная ладья · b8 чёрный конь · c8 чёрный слон · d8 чёрный ферзь · e8 чёрный король · f8 чёрный слон · g8 чёрный конь · h8 чёрная ладья · a7 чёрная пешка · b7 чёрная пешка · c7 чёрная пешка · f7 чёрная пешка · g7 чёрная пешка · h7 чёрная пешка · e6 чёрная пешка · d5 чёрная пешка · d4 белая пешка · e4 белая пешка · e3 белый слон · a2 белая пешка · b2 белая пешка · c2 белая пешка · f2 белая пешка · g2 белая пешка · h2 белая пешка · a1 белая ладья · b1 белый конь · d1 белый ферзь · e1 белый король · f1 белый слон · g1 белый конь · h1 белая ладья | a8 чёрная ладья · b8 чёрный конь · c8 чёрный слон · d8 чёрный ферзь · e8 чёрный король · f8 чёрный слон · g8 чёрный конь · h8 чёрная ладья · a7 чёрная пешка · b7 чёрная пешка · c7 чёрная пешка · f7 чёрная пешка · g7 чёрная пешка · h7 чёрная пешка · e6 чёрная пешка · d5 чёрная пешка · d4 белая пешка · e4 белая пешка · e3 белый слон · a2 белая пешка · b2 белая пешка · c2 белая пешка · f2 белая пешка · g2 белая пешка · h2 белая пешка · a1 белая ладья · b1 белый конь · d1 белый ферзь · e1 белый король · f1 белый слон · g1 белый конь · h1 белая ладья | a8 чёрная ладья · b8 чёрный конь · c8 чёрный слон · d8 чёрный ферзь · e8 чёрный король · f8 чёрный слон · g8 чёрный конь · h8 чёрная ладья · a7 чёрная пешка · b7 чёрная пешка · c7 чёрная пешка · f7 чёрная пешка · g7 чёрная пешка · h7 чёрная пешка · e6 чёрная пешка · d5 чёрная пешка · d4 белая пешка · e4 белая пешка · e3 белый слон · a2 белая пешка · b2 белая пешка · c2 белая пешка · f2 белая пешка · g2 белая пешка · h2 белая пешка · a1 белая ладья · b1 белый конь · d1 белый ферзь · e1 белый король · f1 белый слон · g1 белый конь · h1 белая ладья | 8 |
| 7 | a8 чёрная ладья · b8 чёрный конь · c8 чёрный слон · d8 чёрный ферзь · e8 чёрный король · f8 чёрный слон · g8 чёрный конь · h8 чёрная ладья · a7 чёрная пешка · b7 чёрная пешка · c7 чёрная пешка · f7 чёрная пешка · g7 чёрная пешка · h7 чёрная пешка · e6 чёрная пешка · d5 чёрная пешка · d4 белая пешка · e4 белая пешка · e3 белый слон · a2 белая пешка · b2 белая пешка · c2 белая пешка · f2 белая пешка · g2 белая пешка · h2 белая пешка · a1 белая ладья · b1 белый конь · d1 белый ферзь · e1 белый король · f1 белый слон · g1 белый конь · h1 белая ладья | a8 чёрная ладья · b8 чёрный конь · c8 чёрный слон · d8 чёрный ферзь · e8 чёрный король · f8 чёрный слон · g8 чёрный конь · h8 чёрная ладья · a7 чёрная пешка · b7 чёрная пешка · c7 чёрная пешка · f7 чёрная пешка · g7 чёрная пешка · h7 чёрная пешка · e6 чёрная пешка · d5 чёрная пешка · d4 белая пешка · e4 белая пешка · e3 белый слон · a2 белая пешка · b2 белая пешка · c2 белая пешка · f2 белая пешка · g2 белая пешка · h2 белая пешка · a1 белая ладья · b1 белый конь · d1 белый ферзь · e1 белый король · f1 белый слон · g1 белый конь · h1 белая ладья | a8 чёрная ладья · b8 чёрный конь · c8 чёрный слон · d8 чёрный ферзь · e8 чёрный король · f8 чёрный слон · g8 чёрный конь · h8 чёрная ладья · a7 чёрная пешка · b7 чёрная пешка · c7 чёрная пешка · f7 чёрная пешка · g7 чёрная пешка · h7 чёрная пешка · e6 чёрная пешка · d5 чёрная пешка · d4 белая пешка · e4 белая пешка · e3 белый слон · a2 белая пешка · b2 белая пешка · c2 белая пешка · f2 белая пешка · g2 белая пешка · h2 белая пешка · a1 белая ладья · b1 белый конь · d1 белый ферзь · e1 белый король · f1 белый слон · g1 белый конь · h1 белая ладья | a8 чёрная ладья · b8 чёрный конь · c8 чёрный слон · d8 чёрный ферзь · e8 чёрный король · f8 чёрный слон · g8 чёрный конь · h8 чёрная ладья · a7 чёрная пешка · b7 чёрная пешка · c7 чёрная пешка · f7 чёрная пешка · g7 чёрная пешка · h7 чёрная пешка · e6 чёрная пешка · d5 чёрная пешка · d4 белая пешка · e4 белая пешка · e3 белый слон · a2 белая пешка · b2 белая пешка · c2 белая пешка · f2 белая пешка · g2 белая пешка · h2 белая пешка · a1 белая ладья · b1 белый конь · d1 белый ферзь · e1 белый король · f1 белый слон · g1 белый конь · h1 белая ладья | a8 чёрная ладья · b8 чёрный конь · c8 чёрный слон · d8 чёрный ферзь · e8 чёрный король · f8 чёрный слон · g8 чёрный конь · h8 чёрная ладья · a7 чёрная пешка · b7 чёрная пешка · c7 чёрная пешка · f7 чёрная пешка · g7 чёрная пешка · h7 чёрная пешка · e6 чёрная пешка · d5 чёрная пешка · d4 белая пешка · e4 белая пешка · e3 белый слон · a2 белая пешка · b2 белая пешка · c2 белая пешка · f2 белая пешка · g2 белая пешка · h2 белая пешка · a1 белая ладья · b1 белый конь · d1 белый ферзь · e1 белый король · f1 белый слон · g1 белый конь · h1 белая ладья | a8 чёрная ладья · b8 чёрный конь · c8 чёрный слон · d8 чёрный ферзь · e8 чёрный король · f8 чёрный слон · g8 чёрный конь · h8 чёрная ладья · a7 чёрная пешка · b7 чёрная пешка · c7 чёрная пешка · f7 чёрная пешка · g7 чёрная пешка · h7 чёрная пешка · e6 чёрная пешка · d5 чёрная пешка · d4 белая пешка · e4 белая пешка · e3 белый слон · a2 белая пешка · b2 белая пешка · c2 белая пешка · f2 белая пешка · g2 белая пешка · h2 белая пешка · a1 белая ладья · b1 белый конь · d1 белый ферзь · e1 белый король · f1 белый слон · g1 белый конь · h1 белая ладья | a8 чёрная ладья · b8 чёрный конь · c8 чёрный слон · d8 чёрный ферзь · e8 чёрный король · f8 чёрный слон · g8 чёрный конь · h8 чёрная ладья · a7 чёрная пешка · b7 чёрная пешка · c7 чёрная пешка · f7 чёрная пешка · g7 чёрная пешка · h7 чёрная пешка · e6 чёрная пешка · d5 чёрная пешка · d4 белая пешка · e4 белая пешка · e3 белый слон · a2 белая пешка · b2 белая пешка · c2 белая пешка · f2 белая пешка · g2 белая пешка · h2 белая пешка · a1 белая ладья · b1 белый конь · d1 белый ферзь · e1 белый король · f1 белый слон · g1 белый конь · h1 белая ладья | a8 чёрная ладья · b8 чёрный конь · c8 чёрный слон · d8 чёрный ферзь · e8 чёрный король · f8 чёрный слон · g8 чёрный конь · h8 чёрная ладья · a7 чёрная пешка · b7 чёрная пешка · c7 чёрная пешка · f7 чёрная пешка · g7 чёрная пешка · h7 чёрная пешка · e6 чёрная пешка · d5 чёрная пешка · d4 белая пешка · e4 белая пешка · e3 белый слон · a2 белая пешка · b2 белая пешка · c2 белая пешка · f2 белая пешка · g2 белая пешка · h2 белая пешка · a1 белая ладья · b1 белый конь · d1 белый ферзь · e1 белый король · f1 белый слон · g1 белый конь · h1 белая ладья | 7 |
| 6 | a8 чёрная ладья · b8 чёрный конь · c8 чёрный слон · d8 чёрный ферзь · e8 чёрный король · f8 чёрный слон · g8 чёрный конь · h8 чёрная ладья · a7 чёрная пешка · b7 чёрная пешка · c7 чёрная пешка · f7 чёрная пешка · g7 чёрная пешка · h7 чёрная пешка · e6 чёрная пешка · d5 чёрная пешка · d4 белая пешка · e4 белая пешка · e3 белый слон · a2 белая пешка · b2 белая пешка · c2 белая пешка · f2 белая пешка · g2 белая пешка · h2 белая пешка · a1 белая ладья · b1 белый конь · d1 белый ферзь · e1 белый король · f1 белый слон · g1 белый конь · h1 белая ладья | a8 чёрная ладья · b8 чёрный конь · c8 чёрный слон · d8 чёрный ферзь · e8 чёрный король · f8 чёрный слон · g8 чёрный конь · h8 чёрная ладья · a7 чёрная пешка · b7 чёрная пешка · c7 чёрная пешка · f7 чёрная пешка · g7 чёрная пешка · h7 чёрная пешка · e6 чёрная пешка · d5 чёрная пешка · d4 белая пешка · e4 белая пешка · e3 белый слон · a2 белая пешка · b2 белая пешка · c2 белая пешка · f2 белая пешка · g2 белая пешка · h2 белая пешка · a1 белая ладья · b1 белый конь · d1 белый ферзь · e1 белый король · f1 белый слон · g1 белый конь · h1 белая ладья | a8 чёрная ладья · b8 чёрный конь · c8 чёрный слон · d8 чёрный ферзь · e8 чёрный король · f8 чёрный слон · g8 чёрный конь · h8 чёрная ладья · a7 чёрная пешка · b7 чёрная пешка · c7 чёрная пешка · f7 чёрная пешка · g7 чёрная пешка · h7 чёрная пешка · e6 чёрная пешка · d5 чёрная пешка · d4 белая пешка · e4 белая пешка · e3 белый слон · a2 белая пешка · b2 белая пешка · c2 белая пешка · f2 белая пешка · g2 белая пешка · h2 белая пешка · a1 белая ладья · b1 белый конь · d1 белый ферзь · e1 белый король · f1 белый слон · g1 белый конь · h1 белая ладья | a8 чёрная ладья · b8 чёрный конь · c8 чёрный слон · d8 чёрный ферзь · e8 чёрный король · f8 чёрный слон · g8 чёрный конь · h8 чёрная ладья · a7 чёрная пешка · b7 чёрная пешка · c7 чёрная пешка · f7 чёрная пешка · g7 чёрная пешка · h7 чёрная пешка · e6 чёрная пешка · d5 чёрная пешка · d4 белая пешка · e4 белая пешка · e3 белый слон · a2 белая пешка · b2 белая пешка · c2 белая пешка · f2 белая пешка · g2 белая пешка · h2 белая пешка · a1 белая ладья · b1 белый конь · d1 белый ферзь · e1 белый король · f1 белый слон · g1 белый конь · h1 белая ладья | a8 чёрная ладья · b8 чёрный конь · c8 чёрный слон · d8 чёрный ферзь · e8 чёрный король · f8 чёрный слон · g8 чёрный конь · h8 чёрная ладья · a7 чёрная пешка · b7 чёрная пешка · c7 чёрная пешка · f7 чёрная пешка · g7 чёрная пешка · h7 чёрная пешка · e6 чёрная пешка · d5 чёрная пешка · d4 белая пешка · e4 белая пешка · e3 белый слон · a2 белая пешка · b2 белая пешка · c2 белая пешка · f2 белая пешка · g2 белая пешка · h2 белая пешка · a1 белая ладья · b1 белый конь · d1 белый ферзь · e1 белый король · f1 белый слон · g1 белый конь · h1 белая ладья | a8 чёрная ладья · b8 чёрный конь · c8 чёрный слон · d8 чёрный ферзь · e8 чёрный король · f8 чёрный слон · g8 чёрный конь · h8 чёрная ладья · a7 чёрная пешка · b7 чёрная пешка · c7 чёрная пешка · f7 чёрная пешка · g7 чёрная пешка · h7 чёрная пешка · e6 чёрная пешка · d5 чёрная пешка · d4 белая пешка · e4 белая пешка · e3 белый слон · a2 белая пешка · b2 белая пешка · c2 белая пешка · f2 белая пешка · g2 белая пешка · h2 белая пешка · a1 белая ладья · b1 белый конь · d1 белый ферзь · e1 белый король · f1 белый слон · g1 белый конь · h1 белая ладья | a8 чёрная ладья · b8 чёрный конь · c8 чёрный слон · d8 чёрный ферзь · e8 чёрный король · f8 чёрный слон · g8 чёрный конь · h8 чёрная ладья · a7 чёрная пешка · b7 чёрная пешка · c7 чёрная пешка · f7 чёрная пешка · g7 чёрная пешка · h7 чёрная пешка · e6 чёрная пешка · d5 чёрная пешка · d4 белая пешка · e4 белая пешка · e3 белый слон · a2 белая пешка · b2 белая пешка · c2 белая пешка · f2 белая пешка · g2 белая пешка · h2 белая пешка · a1 белая ладья · b1 белый конь · d1 белый ферзь · e1 белый король · f1 белый слон · g1 белый конь · h1 белая ладья | a8 чёрная ладья · b8 чёрный конь · c8 чёрный слон · d8 чёрный ферзь · e8 чёрный король · f8 чёрный слон · g8 чёрный конь · h8 чёрная ладья · a7 чёрная пешка · b7 чёрная пешка · c7 чёрная пешка · f7 чёрная пешка · g7 чёрная пешка · h7 чёрная пешка · e6 чёрная пешка · d5 чёрная пешка · d4 белая пешка · e4 белая пешка · e3 белый слон · a2 белая пешка · b2 белая пешка · c2 белая пешка · f2 белая пешка · g2 белая пешка · h2 белая пешка · a1 белая ладья · b1 белый конь · d1 белый ферзь · e1 белый король · f1 белый слон · g1 белый конь · h1 белая ладья | 6 |
| 5 | a8 чёрная ладья · b8 чёрный конь · c8 чёрный слон · d8 чёрный ферзь · e8 чёрный король · f8 чёрный слон · g8 чёрный конь · h8 чёрная ладья · a7 чёрная пешка · b7 чёрная пешка · c7 чёрная пешка · f7 чёрная пешка · g7 чёрная пешка · h7 чёрная пешка · e6 чёрная пешка · d5 чёрная пешка · d4 белая пешка · e4 белая пешка · e3 белый слон · a2 белая пешка · b2 белая пешка · c2 белая пешка · f2 белая пешка · g2 белая пешка · h2 белая пешка · a1 белая ладья · b1 белый конь · d1 белый ферзь · e1 белый король · f1 белый слон · g1 белый конь · h1 белая ладья | a8 чёрная ладья · b8 чёрный конь · c8 чёрный слон · d8 чёрный ферзь · e8 чёрный король · f8 чёрный слон · g8 чёрный конь · h8 чёрная ладья · a7 чёрная пешка · b7 чёрная пешка · c7 чёрная пешка · f7 чёрная пешка · g7 чёрная пешка · h7 чёрная пешка · e6 чёрная пешка · d5 чёрная пешка · d4 белая пешка · e4 белая пешка · e3 белый слон · a2 белая пешка · b2 белая пешка · c2 белая пешка · f2 белая пешка · g2 белая пешка · h2 белая пешка · a1 белая ладья · b1 белый конь · d1 белый ферзь · e1 белый король · f1 белый слон · g1 белый конь · h1 белая ладья | a8 чёрная ладья · b8 чёрный конь · c8 чёрный слон · d8 чёрный ферзь · e8 чёрный король · f8 чёрный слон · g8 чёрный конь · h8 чёрная ладья · a7 чёрная пешка · b7 чёрная пешка · c7 чёрная пешка · f7 чёрная пешка · g7 чёрная пешка · h7 чёрная пешка · e6 чёрная пешка · d5 чёрная пешка · d4 белая пешка · e4 белая пешка · e3 белый слон · a2 белая пешка · b2 белая пешка · c2 белая пешка · f2 белая пешка · g2 белая пешка · h2 белая пешка · a1 белая ладья · b1 белый конь · d1 белый ферзь · e1 белый король · f1 белый слон · g1 белый конь · h1 белая ладья | a8 чёрная ладья · b8 чёрный конь · c8 чёрный слон · d8 чёрный ферзь · e8 чёрный король · f8 чёрный слон · g8 чёрный конь · h8 чёрная ладья · a7 чёрная пешка · b7 чёрная пешка · c7 чёрная пешка · f7 чёрная пешка · g7 чёрная пешка · h7 чёрная пешка · e6 чёрная пешка · d5 чёрная пешка · d4 белая пешка · e4 белая пешка · e3 белый слон · a2 белая пешка · b2 белая пешка · c2 белая пешка · f2 белая пешка · g2 белая пешка · h2 белая пешка · a1 белая ладья · b1 белый конь · d1 белый ферзь · e1 белый король · f1 белый слон · g1 белый конь · h1 белая ладья | a8 чёрная ладья · b8 чёрный конь · c8 чёрный слон · d8 чёрный ферзь · e8 чёрный король · f8 чёрный слон · g8 чёрный конь · h8 чёрная ладья · a7 чёрная пешка · b7 чёрная пешка · c7 чёрная пешка · f7 чёрная пешка · g7 чёрная пешка · h7 чёрная пешка · e6 чёрная пешка · d5 чёрная пешка · d4 белая пешка · e4 белая пешка · e3 белый слон · a2 белая пешка · b2 белая пешка · c2 белая пешка · f2 белая пешка · g2 белая пешка · h2 белая пешка · a1 белая ладья · b1 белый конь · d1 белый ферзь · e1 белый король · f1 белый слон · g1 белый конь · h1 белая ладья | a8 чёрная ладья · b8 чёрный конь · c8 чёрный слон · d8 чёрный ферзь · e8 чёрный король · f8 чёрный слон · g8 чёрный конь · h8 чёрная ладья · a7 чёрная пешка · b7 чёрная пешка · c7 чёрная пешка · f7 чёрная пешка · g7 чёрная пешка · h7 чёрная пешка · e6 чёрная пешка · d5 чёрная пешка · d4 белая пешка · e4 белая пешка · e3 белый слон · a2 белая пешка · b2 белая пешка · c2 белая пешка · f2 белая пешка · g2 белая пешка · h2 белая пешка · a1 белая ладья · b1 белый конь · d1 белый ферзь · e1 белый король · f1 белый слон · g1 белый конь · h1 белая ладья | a8 чёрная ладья · b8 чёрный конь · c8 чёрный слон · d8 чёрный ферзь · e8 чёрный король · f8 чёрный слон · g8 чёрный конь · h8 чёрная ладья · a7 чёрная пешка · b7 чёрная пешка · c7 чёрная пешка · f7 чёрная пешка · g7 чёрная пешка · h7 чёрная пешка · e6 чёрная пешка · d5 чёрная пешка · d4 белая пешка · e4 белая пешка · e3 белый слон · a2 белая пешка · b2 белая пешка · c2 белая пешка · f2 белая пешка · g2 белая пешка · h2 белая пешка · a1 белая ладья · b1 белый конь · d1 белый ферзь · e1 белый король · f1 белый слон · g1 белый конь · h1 белая ладья | a8 чёрная ладья · b8 чёрный конь · c8 чёрный слон · d8 чёрный ферзь · e8 чёрный король · f8 чёрный слон · g8 чёрный конь · h8 чёрная ладья · a7 чёрная пешка · b7 чёрная пешка · c7 чёрная пешка · f7 чёрная пешка · g7 чёрная пешка · h7 чёрная пешка · e6 чёрная пешка · d5 чёрная пешка · d4 белая пешка · e4 белая пешка · e3 белый слон · a2 белая пешка · b2 белая пешка · c2 белая пешка · f2 белая пешка · g2 белая пешка · h2 белая пешка · a1 белая ладья · b1 белый конь · d1 белый ферзь · e1 белый король · f1 белый слон · g1 белый конь · h1 белая ладья | 5 |
| 4 | a8 чёрная ладья · b8 чёрный конь · c8 чёрный слон · d8 чёрный ферзь · e8 чёрный король · f8 чёрный слон · g8 чёрный конь · h8 чёрная ладья · a7 чёрная пешка · b7 чёрная пешка · c7 чёрная пешка · f7 чёрная пешка · g7 чёрная пешка · h7 чёрная пешка · e6 чёрная пешка · d5 чёрная пешка · d4 белая пешка · e4 белая пешка · e3 белый слон · a2 белая пешка · b2 белая пешка · c2 белая пешка · f2 белая пешка · g2 белая пешка · h2 белая пешка · a1 белая ладья · b1 белый конь · d1 белый ферзь · e1 белый король · f1 белый слон · g1 белый конь · h1 белая ладья | a8 чёрная ладья · b8 чёрный конь · c8 чёрный слон · d8 чёрный ферзь · e8 чёрный король · f8 чёрный слон · g8 чёрный конь · h8 чёрная ладья · a7 чёрная пешка · b7 чёрная пешка · c7 чёрная пешка · f7 чёрная пешка · g7 чёрная пешка · h7 чёрная пешка · e6 чёрная пешка · d5 чёрная пешка · d4 белая пешка · e4 белая пешка · e3 белый слон · a2 белая пешка · b2 белая пешка · c2 белая пешка · f2 белая пешка · g2 белая пешка · h2 белая пешка · a1 белая ладья · b1 белый конь · d1 белый ферзь · e1 белый король · f1 белый слон · g1 белый конь · h1 белая ладья | a8 чёрная ладья · b8 чёрный конь · c8 чёрный слон · d8 чёрный ферзь · e8 чёрный король · f8 чёрный слон · g8 чёрный конь · h8 чёрная ладья · a7 чёрная пешка · b7 чёрная пешка · c7 чёрная пешка · f7 чёрная пешка · g7 чёрная пешка · h7 чёрная пешка · e6 чёрная пешка · d5 чёрная пешка · d4 белая пешка · e4 белая пешка · e3 белый слон · a2 белая пешка · b2 белая пешка · c2 белая пешка · f2 белая пешка · g2 белая пешка · h2 белая пешка · a1 белая ладья · b1 белый конь · d1 белый ферзь · e1 белый король · f1 белый слон · g1 белый конь · h1 белая ладья | a8 чёрная ладья · b8 чёрный конь · c8 чёрный слон · d8 чёрный ферзь · e8 чёрный король · f8 чёрный слон · g8 чёрный конь · h8 чёрная ладья · a7 чёрная пешка · b7 чёрная пешка · c7 чёрная пешка · f7 чёрная пешка · g7 чёрная пешка · h7 чёрная пешка · e6 чёрная пешка · d5 чёрная пешка · d4 белая пешка · e4 белая пешка · e3 белый слон · a2 белая пешка · b2 белая пешка · c2 белая пешка · f2 белая пешка · g2 белая пешка · h2 белая пешка · a1 белая ладья · b1 белый конь · d1 белый ферзь · e1 белый король · f1 белый слон · g1 белый конь · h1 белая ладья | a8 чёрная ладья · b8 чёрный конь · c8 чёрный слон · d8 чёрный ферзь · e8 чёрный король · f8 чёрный слон · g8 чёрный конь · h8 чёрная ладья · a7 чёрная пешка · b7 чёрная пешка · c7 чёрная пешка · f7 чёрная пешка · g7 чёрная пешка · h7 чёрная пешка · e6 чёрная пешка · d5 чёрная пешка · d4 белая пешка · e4 белая пешка · e3 белый слон · a2 белая пешка · b2 белая пешка · c2 белая пешка · f2 белая пешка · g2 белая пешка · h2 белая пешка · a1 белая ладья · b1 белый конь · d1 белый ферзь · e1 белый король · f1 белый слон · g1 белый конь · h1 белая ладья | a8 чёрная ладья · b8 чёрный конь · c8 чёрный слон · d8 чёрный ферзь · e8 чёрный король · f8 чёрный слон · g8 чёрный конь · h8 чёрная ладья · a7 чёрная пешка · b7 чёрная пешка · c7 чёрная пешка · f7 чёрная пешка · g7 чёрная пешка · h7 чёрная пешка · e6 чёрная пешка · d5 чёрная пешка · d4 белая пешка · e4 белая пешка · e3 белый слон · a2 белая пешка · b2 белая пешка · c2 белая пешка · f2 белая пешка · g2 белая пешка · h2 белая пешка · a1 белая ладья · b1 белый конь · d1 белый ферзь · e1 белый король · f1 белый слон · g1 белый конь · h1 белая ладья | a8 чёрная ладья · b8 чёрный конь · c8 чёрный слон · d8 чёрный ферзь · e8 чёрный король · f8 чёрный слон · g8 чёрный конь · h8 чёрная ладья · a7 чёрная пешка · b7 чёрная пешка · c7 чёрная пешка · f7 чёрная пешка · g7 чёрная пешка · h7 чёрная пешка · e6 чёрная пешка · d5 чёрная пешка · d4 белая пешка · e4 белая пешка · e3 белый слон · a2 белая пешка · b2 белая пешка · c2 белая пешка · f2 белая пешка · g2 белая пешка · h2 белая пешка · a1 белая ладья · b1 белый конь · d1 белый ферзь · e1 белый король · f1 белый слон · g1 белый конь · h1 белая ладья | a8 чёрная ладья · b8 чёрный конь · c8 чёрный слон · d8 чёрный ферзь · e8 чёрный король · f8 чёрный слон · g8 чёрный конь · h8 чёрная ладья · a7 чёрная пешка · b7 чёрная пешка · c7 чёрная пешка · f7 чёрная пешка · g7 чёрная пешка · h7 чёрная пешка · e6 чёрная пешка · d5 чёрная пешка · d4 белая пешка · e4 белая пешка · e3 белый слон · a2 белая пешка · b2 белая пешка · c2 белая пешка · f2 белая пешка · g2 белая пешка · h2 белая пешка · a1 белая ладья · b1 белый конь · d1 белый ферзь · e1 белый король · f1 белый слон · g1 белый конь · h1 белая ладья | 4 |
| 3 | a8 чёрная ладья · b8 чёрный конь · c8 чёрный слон · d8 чёрный ферзь · e8 чёрный король · f8 чёрный слон · g8 чёрный конь · h8 чёрная ладья · a7 чёрная пешка · b7 чёрная пешка · c7 чёрная пешка · f7 чёрная пешка · g7 чёрная пешка · h7 чёрная пешка · e6 чёрная пешка · d5 чёрная пешка · d4 белая пешка · e4 белая пешка · e3 белый слон · a2 белая пешка · b2 белая пешка · c2 белая пешка · f2 белая пешка · g2 белая пешка · h2 белая пешка · a1 белая ладья · b1 белый конь · d1 белый ферзь · e1 белый король · f1 белый слон · g1 белый конь · h1 белая ладья | a8 чёрная ладья · b8 чёрный конь · c8 чёрный слон · d8 чёрный ферзь · e8 чёрный король · f8 чёрный слон · g8 чёрный конь · h8 чёрная ладья · a7 чёрная пешка · b7 чёрная пешка · c7 чёрная пешка · f7 чёрная пешка · g7 чёрная пешка · h7 чёрная пешка · e6 чёрная пешка · d5 чёрная пешка · d4 белая пешка · e4 белая пешка · e3 белый слон · a2 белая пешка · b2 белая пешка · c2 белая пешка · f2 белая пешка · g2 белая пешка · h2 белая пешка · a1 белая ладья · b1 белый конь · d1 белый ферзь · e1 белый король · f1 белый слон · g1 белый конь · h1 белая ладья | a8 чёрная ладья · b8 чёрный конь · c8 чёрный слон · d8 чёрный ферзь · e8 чёрный король · f8 чёрный слон · g8 чёрный конь · h8 чёрная ладья · a7 чёрная пешка · b7 чёрная пешка · c7 чёрная пешка · f7 чёрная пешка · g7 чёрная пешка · h7 чёрная пешка · e6 чёрная пешка · d5 чёрная пешка · d4 белая пешка · e4 белая пешка · e3 белый слон · a2 белая пешка · b2 белая пешка · c2 белая пешка · f2 белая пешка · g2 белая пешка · h2 белая пешка · a1 белая ладья · b1 белый конь · d1 белый ферзь · e1 белый король · f1 белый слон · g1 белый конь · h1 белая ладья | a8 чёрная ладья · b8 чёрный конь · c8 чёрный слон · d8 чёрный ферзь · e8 чёрный король · f8 чёрный слон · g8 чёрный конь · h8 чёрная ладья · a7 чёрная пешка · b7 чёрная пешка · c7 чёрная пешка · f7 чёрная пешка · g7 чёрная пешка · h7 чёрная пешка · e6 чёрная пешка · d5 чёрная пешка · d4 белая пешка · e4 белая пешка · e3 белый слон · a2 белая пешка · b2 белая пешка · c2 белая пешка · f2 белая пешка · g2 белая пешка · h2 белая пешка · a1 белая ладья · b1 белый конь · d1 белый ферзь · e1 белый король · f1 белый слон · g1 белый конь · h1 белая ладья | a8 чёрная ладья · b8 чёрный конь · c8 чёрный слон · d8 чёрный ферзь · e8 чёрный король · f8 чёрный слон · g8 чёрный конь · h8 чёрная ладья · a7 чёрная пешка · b7 чёрная пешка · c7 чёрная пешка · f7 чёрная пешка · g7 чёрная пешка · h7 чёрная пешка · e6 чёрная пешка · d5 чёрная пешка · d4 белая пешка · e4 белая пешка · e3 белый слон · a2 белая пешка · b2 белая пешка · c2 белая пешка · f2 белая пешка · g2 белая пешка · h2 белая пешка · a1 белая ладья · b1 белый конь · d1 белый ферзь · e1 белый король · f1 белый слон · g1 белый конь · h1 белая ладья | a8 чёрная ладья · b8 чёрный конь · c8 чёрный слон · d8 чёрный ферзь · e8 чёрный король · f8 чёрный слон · g8 чёрный конь · h8 чёрная ладья · a7 чёрная пешка · b7 чёрная пешка · c7 чёрная пешка · f7 чёрная пешка · g7 чёрная пешка · h7 чёрная пешка · e6 чёрная пешка · d5 чёрная пешка · d4 белая пешка · e4 белая пешка · e3 белый слон · a2 белая пешка · b2 белая пешка · c2 белая пешка · f2 белая пешка · g2 белая пешка · h2 белая пешка · a1 белая ладья · b1 белый конь · d1 белый ферзь · e1 белый король · f1 белый слон · g1 белый конь · h1 белая ладья | a8 чёрная ладья · b8 чёрный конь · c8 чёрный слон · d8 чёрный ферзь · e8 чёрный король · f8 чёрный слон · g8 чёрный конь · h8 чёрная ладья · a7 чёрная пешка · b7 чёрная пешка · c7 чёрная пешка · f7 чёрная пешка · g7 чёрная пешка · h7 чёрная пешка · e6 чёрная пешка · d5 чёрная пешка · d4 белая пешка · e4 белая пешка · e3 белый слон · a2 белая пешка · b2 белая пешка · c2 белая пешка · f2 белая пешка · g2 белая пешка · h2 белая пешка · a1 белая ладья · b1 белый конь · d1 белый ферзь · e1 белый король · f1 белый слон · g1 белый конь · h1 белая ладья | a8 чёрная ладья · b8 чёрный конь · c8 чёрный слон · d8 чёрный ферзь · e8 чёрный король · f8 чёрный слон · g8 чёрный конь · h8 чёрная ладья · a7 чёрная пешка · b7 чёрная пешка · c7 чёрная пешка · f7 чёрная пешка · g7 чёрная пешка · h7 чёрная пешка · e6 чёрная пешка · d5 чёрная пешка · d4 белая пешка · e4 белая пешка · e3 белый слон · a2 белая пешка · b2 белая пешка · c2 белая пешка · f2 белая пешка · g2 белая пешка · h2 белая пешка · a1 белая ладья · b1 белый конь · d1 белый ферзь · e1 белый король · f1 белый слон · g1 белый конь · h1 белая ладья | 3 |
| 2 | a8 чёрная ладья · b8 чёрный конь · c8 чёрный слон · d8 чёрный ферзь · e8 чёрный король · f8 чёрный слон · g8 чёрный конь · h8 чёрная ладья · a7 чёрная пешка · b7 чёрная пешка · c7 чёрная пешка · f7 чёрная пешка · g7 чёрная пешка · h7 чёрная пешка · e6 чёрная пешка · d5 чёрная пешка · d4 белая пешка · e4 белая пешка · e3 белый слон · a2 белая пешка · b2 белая пешка · c2 белая пешка · f2 белая пешка · g2 белая пешка · h2 белая пешка · a1 белая ладья · b1 белый конь · d1 белый ферзь · e1 белый король · f1 белый слон · g1 белый конь · h1 белая ладья | a8 чёрная ладья · b8 чёрный конь · c8 чёрный слон · d8 чёрный ферзь · e8 чёрный король · f8 чёрный слон · g8 чёрный конь · h8 чёрная ладья · a7 чёрная пешка · b7 чёрная пешка · c7 чёрная пешка · f7 чёрная пешка · g7 чёрная пешка · h7 чёрная пешка · e6 чёрная пешка · d5 чёрная пешка · d4 белая пешка · e4 белая пешка · e3 белый слон · a2 белая пешка · b2 белая пешка · c2 белая пешка · f2 белая пешка · g2 белая пешка · h2 белая пешка · a1 белая ладья · b1 белый конь · d1 белый ферзь · e1 белый король · f1 белый слон · g1 белый конь · h1 белая ладья | a8 чёрная ладья · b8 чёрный конь · c8 чёрный слон · d8 чёрный ферзь · e8 чёрный король · f8 чёрный слон · g8 чёрный конь · h8 чёрная ладья · a7 чёрная пешка · b7 чёрная пешка · c7 чёрная пешка · f7 чёрная пешка · g7 чёрная пешка · h7 чёрная пешка · e6 чёрная пешка · d5 чёрная пешка · d4 белая пешка · e4 белая пешка · e3 белый слон · a2 белая пешка · b2 белая пешка · c2 белая пешка · f2 белая пешка · g2 белая пешка · h2 белая пешка · a1 белая ладья · b1 белый конь · d1 белый ферзь · e1 белый король · f1 белый слон · g1 белый конь · h1 белая ладья | a8 чёрная ладья · b8 чёрный конь · c8 чёрный слон · d8 чёрный ферзь · e8 чёрный король · f8 чёрный слон · g8 чёрный конь · h8 чёрная ладья · a7 чёрная пешка · b7 чёрная пешка · c7 чёрная пешка · f7 чёрная пешка · g7 чёрная пешка · h7 чёрная пешка · e6 чёрная пешка · d5 чёрная пешка · d4 белая пешка · e4 белая пешка · e3 белый слон · a2 белая пешка · b2 белая пешка · c2 белая пешка · f2 белая пешка · g2 белая пешка · h2 белая пешка · a1 белая ладья · b1 белый конь · d1 белый ферзь · e1 белый король · f1 белый слон · g1 белый конь · h1 белая ладья | a8 чёрная ладья · b8 чёрный конь · c8 чёрный слон · d8 чёрный ферзь · e8 чёрный король · f8 чёрный слон · g8 чёрный конь · h8 чёрная ладья · a7 чёрная пешка · b7 чёрная пешка · c7 чёрная пешка · f7 чёрная пешка · g7 чёрная пешка · h7 чёрная пешка · e6 чёрная пешка · d5 чёрная пешка · d4 белая пешка · e4 белая пешка · e3 белый слон · a2 белая пешка · b2 белая пешка · c2 белая пешка · f2 белая пешка · g2 белая пешка · h2 белая пешка · a1 белая ладья · b1 белый конь · d1 белый ферзь · e1 белый король · f1 белый слон · g1 белый конь · h1 белая ладья | a8 чёрная ладья · b8 чёрный конь · c8 чёрный слон · d8 чёрный ферзь · e8 чёрный король · f8 чёрный слон · g8 чёрный конь · h8 чёрная ладья · a7 чёрная пешка · b7 чёрная пешка · c7 чёрная пешка · f7 чёрная пешка · g7 чёрная пешка · h7 чёрная пешка · e6 чёрная пешка · d5 чёрная пешка · d4 белая пешка · e4 белая пешка · e3 белый слон · a2 белая пешка · b2 белая пешка · c2 белая пешка · f2 белая пешка · g2 белая пешка · h2 белая пешка · a1 белая ладья · b1 белый конь · d1 белый ферзь · e1 белый король · f1 белый слон · g1 белый конь · h1 белая ладья | a8 чёрная ладья · b8 чёрный конь · c8 чёрный слон · d8 чёрный ферзь · e8 чёрный король · f8 чёрный слон · g8 чёрный конь · h8 чёрная ладья · a7 чёрная пешка · b7 чёрная пешка · c7 чёрная пешка · f7 чёрная пешка · g7 чёрная пешка · h7 чёрная пешка · e6 чёрная пешка · d5 чёрная пешка · d4 белая пешка · e4 белая пешка · e3 белый слон · a2 белая пешка · b2 белая пешка · c2 белая пешка · f2 белая пешка · g2 белая пешка · h2 белая пешка · a1 белая ладья · b1 белый конь · d1 белый ферзь · e1 белый король · f1 белый слон · g1 белый конь · h1 белая ладья | a8 чёрная ладья · b8 чёрный конь · c8 чёрный слон · d8 чёрный ферзь · e8 чёрный король · f8 чёрный слон · g8 чёрный конь · h8 чёрная ладья · a7 чёрная пешка · b7 чёрная пешка · c7 чёрная пешка · f7 чёрная пешка · g7 чёрная пешка · h7 чёрная пешка · e6 чёрная пешка · d5 чёрная пешка · d4 белая пешка · e4 белая пешка · e3 белый слон · a2 белая пешка · b2 белая пешка · c2 белая пешка · f2 белая пешка · g2 белая пешка · h2 белая пешка · a1 белая ладья · b1 белый конь · d1 белый ферзь · e1 белый король · f1 белый слон · g1 белый конь · h1 белая ладья | 2 |
| 1 | a8 чёрная ладья · b8 чёрный конь · c8 чёрный слон · d8 чёрный ферзь · e8 чёрный король · f8 чёрный слон · g8 чёрный конь · h8 чёрная ладья · a7 чёрная пешка · b7 чёрная пешка · c7 чёрная пешка · f7 чёрная пешка · g7 чёрная пешка · h7 чёрная пешка · e6 чёрная пешка · d5 чёрная пешка · d4 белая пешка · e4 белая пешка · e3 белый слон · a2 белая пешка · b2 белая пешка · c2 белая пешка · f2 белая пешка · g2 белая пешка · h2 белая пешка · a1 белая ладья · b1 белый конь · d1 белый ферзь · e1 белый король · f1 белый слон · g1 белый конь · h1 белая ладья | a8 чёрная ладья · b8 чёрный конь · c8 чёрный слон · d8 чёрный ферзь · e8 чёрный король · f8 чёрный слон · g8 чёрный конь · h8 чёрная ладья · a7 чёрная пешка · b7 чёрная пешка · c7 чёрная пешка · f7 чёрная пешка · g7 чёрная пешка · h7 чёрная пешка · e6 чёрная пешка · d5 чёрная пешка · d4 белая пешка · e4 белая пешка · e3 белый слон · a2 белая пешка · b2 белая пешка · c2 белая пешка · f2 белая пешка · g2 белая пешка · h2 белая пешка · a1 белая ладья · b1 белый конь · d1 белый ферзь · e1 белый король · f1 белый слон · g1 белый конь · h1 белая ладья | a8 чёрная ладья · b8 чёрный конь · c8 чёрный слон · d8 чёрный ферзь · e8 чёрный король · f8 чёрный слон · g8 чёрный конь · h8 чёрная ладья · a7 чёрная пешка · b7 чёрная пешка · c7 чёрная пешка · f7 чёрная пешка · g7 чёрная пешка · h7 чёрная пешка · e6 чёрная пешка · d5 чёрная пешка · d4 белая пешка · e4 белая пешка · e3 белый слон · a2 белая пешка · b2 белая пешка · c2 белая пешка · f2 белая пешка · g2 белая пешка · h2 белая пешка · a1 белая ладья · b1 белый конь · d1 белый ферзь · e1 белый король · f1 белый слон · g1 белый конь · h1 белая ладья | a8 чёрная ладья · b8 чёрный конь · c8 чёрный слон · d8 чёрный ферзь · e8 чёрный король · f8 чёрный слон · g8 чёрный конь · h8 чёрная ладья · a7 чёрная пешка · b7 чёрная пешка · c7 чёрная пешка · f7 чёрная пешка · g7 чёрная пешка · h7 чёрная пешка · e6 чёрная пешка · d5 чёрная пешка · d4 белая пешка · e4 белая пешка · e3 белый слон · a2 белая пешка · b2 белая пешка · c2 белая пешка · f2 белая пешка · g2 белая пешка · h2 белая пешка · a1 белая ладья · b1 белый конь · d1 белый ферзь · e1 белый король · f1 белый слон · g1 белый конь · h1 белая ладья | a8 чёрная ладья · b8 чёрный конь · c8 чёрный слон · d8 чёрный ферзь · e8 чёрный король · f8 чёрный слон · g8 чёрный конь · h8 чёрная ладья · a7 чёрная пешка · b7 чёрная пешка · c7 чёрная пешка · f7 чёрная пешка · g7 чёрная пешка · h7 чёрная пешка · e6 чёрная пешка · d5 чёрная пешка · d4 белая пешка · e4 белая пешка · e3 белый слон · a2 белая пешка · b2 белая пешка · c2 белая пешка · f2 белая пешка · g2 белая пешка · h2 белая пешка · a1 белая ладья · b1 белый конь · d1 белый ферзь · e1 белый король · f1 белый слон · g1 белый конь · h1 белая ладья | a8 чёрная ладья · b8 чёрный конь · c8 чёрный слон · d8 чёрный ферзь · e8 чёрный король · f8 чёрный слон · g8 чёрный конь · h8 чёрная ладья · a7 чёрная пешка · b7 чёрная пешка · c7 чёрная пешка · f7 чёрная пешка · g7 чёрная пешка · h7 чёрная пешка · e6 чёрная пешка · d5 чёрная пешка · d4 белая пешка · e4 белая пешка · e3 белый слон · a2 белая пешка · b2 белая пешка · c2 белая пешка · f2 белая пешка · g2 белая пешка · h2 белая пешка · a1 белая ладья · b1 белый конь · d1 белый ферзь · e1 белый король · f1 белый слон · g1 белый конь · h1 белая ладья | a8 чёрная ладья · b8 чёрный конь · c8 чёрный слон · d8 чёрный ферзь · e8 чёрный король · f8 чёрный слон · g8 чёрный конь · h8 чёрная ладья · a7 чёрная пешка · b7 чёрная пешка · c7 чёрная пешка · f7 чёрная пешка · g7 чёрная пешка · h7 чёрная пешка · e6 чёрная пешка · d5 чёрная пешка · d4 белая пешка · e4 белая пешка · e3 белый слон · a2 белая пешка · b2 белая пешка · c2 белая пешка · f2 белая пешка · g2 белая пешка · h2 белая пешка · a1 белая ладья · b1 белый конь · d1 белый ферзь · e1 белый король · f1 белый слон · g1 белый конь · h1 белая ладья | a8 чёрная ладья · b8 чёрный конь · c8 чёрный слон · d8 чёрный ферзь · e8 чёрный король · f8 чёрный слон · g8 чёрный конь · h8 чёрная ладья · a7 чёрная пешка · b7 чёрная пешка · c7 чёрная пешка · f7 чёрная пешка · g7 чёрная пешка · h7 чёрная пешка · e6 чёрная пешка · d5 чёрная пешка · d4 белая пешка · e4 белая пешка · e3 белый слон · a2 белая пешка · b2 белая пешка · c2 белая пешка · f2 белая пешка · g2 белая пешка · h2 белая пешка · a1 белая ладья · b1 белый конь · d1 белый ферзь · e1 белый король · f1 белый слон · g1 белый конь · h1 белая ладья | 1 |
|   | a | b | c | d | e | f | g | h |   |

|   | a | b | c | d | e | f | g | h |   |
| - | --- | --- | --- | --- | --- | --- | --- | --- | - |
| 8 | a8 чёрная ладья · c8 чёрный слон · d8 чёрный ферзь · e8 чёрный король · f8 чёрный слон · g8 чёрный конь · h8 чёрная ладья · a7 чёрная пешка · b7 чёрная пешка · c7 чёрная пешка · f7 чёрная пешка · g7 чёрная пешка · h7 чёрная пешка · c6 чёрный конь · e6 чёрная пешка · d5 чёрная пешка · d4 белая пешка · e4 белая пешка · c3 белый конь · a2 белая пешка · b2 белая пешка · c2 белая пешка · f2 белая пешка · g2 белая пешка · h2 белая пешка · a1 белая ладья · c1 белый слон · d1 белый ферзь · e1 белый король · f1 белый слон · g1 белый конь · h1 белая ладья | a8 чёрная ладья · c8 чёрный слон · d8 чёрный ферзь · e8 чёрный король · f8 чёрный слон · g8 чёрный конь · h8 чёрная ладья · a7 чёрная пешка · b7 чёрная пешка · c7 чёрная пешка · f7 чёрная пешка · g7 чёрная пешка · h7 чёрная пешка · c6 чёрный конь · e6 чёрная пешка · d5 чёрная пешка · d4 белая пешка · e4 белая пешка · c3 белый конь · a2 белая пешка · b2 белая пешка · c2 белая пешка · f2 белая пешка · g2 белая пешка · h2 белая пешка · a1 белая ладья · c1 белый слон · d1 белый ферзь · e1 белый король · f1 белый слон · g1 белый конь · h1 белая ладья | a8 чёрная ладья · c8 чёрный слон · d8 чёрный ферзь · e8 чёрный король · f8 чёрный слон · g8 чёрный конь · h8 чёрная ладья · a7 чёрная пешка · b7 чёрная пешка · c7 чёрная пешка · f7 чёрная пешка · g7 чёрная пешка · h7 чёрная пешка · c6 чёрный конь · e6 чёрная пешка · d5 чёрная пешка · d4 белая пешка · e4 белая пешка · c3 белый конь · a2 белая пешка · b2 белая пешка · c2 белая пешка · f2 белая пешка · g2 белая пешка · h2 белая пешка · a1 белая ладья · c1 белый слон · d1 белый ферзь · e1 белый король · f1 белый слон · g1 белый конь · h1 белая ладья | a8 чёрная ладья · c8 чёрный слон · d8 чёрный ферзь · e8 чёрный король · f8 чёрный слон · g8 чёрный конь · h8 чёрная ладья · a7 чёрная пешка · b7 чёрная пешка · c7 чёрная пешка · f7 чёрная пешка · g7 чёрная пешка · h7 чёрная пешка · c6 чёрный конь · e6 чёрная пешка · d5 чёрная пешка · d4 белая пешка · e4 белая пешка · c3 белый конь · a2 белая пешка · b2 белая пешка · c2 белая пешка · f2 белая пешка · g2 белая пешка · h2 белая пешка · a1 белая ладья · c1 белый слон · d1 белый ферзь · e1 белый король · f1 белый слон · g1 белый конь · h1 белая ладья | a8 чёрная ладья · c8 чёрный слон · d8 чёрный ферзь · e8 чёрный король · f8 чёрный слон · g8 чёрный конь · h8 чёрная ладья · a7 чёрная пешка · b7 чёрная пешка · c7 чёрная пешка · f7 чёрная пешка · g7 чёрная пешка · h7 чёрная пешка · c6 чёрный конь · e6 чёрная пешка · d5 чёрная пешка · d4 белая пешка · e4 белая пешка · c3 белый конь · a2 белая пешка · b2 белая пешка · c2 белая пешка · f2 белая пешка · g2 белая пешка · h2 белая пешка · a1 белая ладья · c1 белый слон · d1 белый ферзь · e1 белый король · f1 белый слон · g1 белый конь · h1 белая ладья | a8 чёрная ладья · c8 чёрный слон · d8 чёрный ферзь · e8 чёрный король · f8 чёрный слон · g8 чёрный конь · h8 чёрная ладья · a7 чёрная пешка · b7 чёрная пешка · c7 чёрная пешка · f7 чёрная пешка · g7 чёрная пешка · h7 чёрная пешка · c6 чёрный конь · e6 чёрная пешка · d5 чёрная пешка · d4 белая пешка · e4 белая пешка · c3 белый конь · a2 белая пешка · b2 белая пешка · c2 белая пешка · f2 белая пешка · g2 белая пешка · h2 белая пешка · a1 белая ладья · c1 белый слон · d1 белый ферзь · e1 белый король · f1 белый слон · g1 белый конь · h1 белая ладья | a8 чёрная ладья · c8 чёрный слон · d8 чёрный ферзь · e8 чёрный король · f8 чёрный слон · g8 чёрный конь · h8 чёрная ладья · a7 чёрная пешка · b7 чёрная пешка · c7 чёрная пешка · f7 чёрная пешка · g7 чёрная пешка · h7 чёрная пешка · c6 чёрный конь · e6 чёрная пешка · d5 чёрная пешка · d4 белая пешка · e4 белая пешка · c3 белый конь · a2 белая пешка · b2 белая пешка · c2 белая пешка · f2 белая пешка · g2 белая пешка · h2 белая пешка · a1 белая ладья · c1 белый слон · d1 белый ферзь · e1 белый король · f1 белый слон · g1 белый конь · h1 белая ладья | a8 чёрная ладья · c8 чёрный слон · d8 чёрный ферзь · e8 чёрный король · f8 чёрный слон · g8 чёрный конь · h8 чёрная ладья · a7 чёрная пешка · b7 чёрная пешка · c7 чёрная пешка · f7 чёрная пешка · g7 чёрная пешка · h7 чёрная пешка · c6 чёрный конь · e6 чёрная пешка · d5 чёрная пешка · d4 белая пешка · e4 белая пешка · c3 белый конь · a2 белая пешка · b2 белая пешка · c2 белая пешка · f2 белая пешка · g2 белая пешка · h2 белая пешка · a1 белая ладья · c1 белый слон · d1 белый ферзь · e1 белый король · f1 белый слон · g1 белый конь · h1 белая ладья | 8 |
| 7 | a8 чёрная ладья · c8 чёрный слон · d8 чёрный ферзь · e8 чёрный король · f8 чёрный слон · g8 чёрный конь · h8 чёрная ладья · a7 чёрная пешка · b7 чёрная пешка · c7 чёрная пешка · f7 чёрная пешка · g7 чёрная пешка · h7 чёрная пешка · c6 чёрный конь · e6 чёрная пешка · d5 чёрная пешка · d4 белая пешка · e4 белая пешка · c3 белый конь · a2 белая пешка · b2 белая пешка · c2 белая пешка · f2 белая пешка · g2 белая пешка · h2 белая пешка · a1 белая ладья · c1 белый слон · d1 белый ферзь · e1 белый король · f1 белый слон · g1 белый конь · h1 белая ладья | a8 чёрная ладья · c8 чёрный слон · d8 чёрный ферзь · e8 чёрный король · f8 чёрный слон · g8 чёрный конь · h8 чёрная ладья · a7 чёрная пешка · b7 чёрная пешка · c7 чёрная пешка · f7 чёрная пешка · g7 чёрная пешка · h7 чёрная пешка · c6 чёрный конь · e6 чёрная пешка · d5 чёрная пешка · d4 белая пешка · e4 белая пешка · c3 белый конь · a2 белая пешка · b2 белая пешка · c2 белая пешка · f2 белая пешка · g2 белая пешка · h2 белая пешка · a1 белая ладья · c1 белый слон · d1 белый ферзь · e1 белый король · f1 белый слон · g1 белый конь · h1 белая ладья | a8 чёрная ладья · c8 чёрный слон · d8 чёрный ферзь · e8 чёрный король · f8 чёрный слон · g8 чёрный конь · h8 чёрная ладья · a7 чёрная пешка · b7 чёрная пешка · c7 чёрная пешка · f7 чёрная пешка · g7 чёрная пешка · h7 чёрная пешка · c6 чёрный конь · e6 чёрная пешка · d5 чёрная пешка · d4 белая пешка · e4 белая пешка · c3 белый конь · a2 белая пешка · b2 белая пешка · c2 белая пешка · f2 белая пешка · g2 белая пешка · h2 белая пешка · a1 белая ладья · c1 белый слон · d1 белый ферзь · e1 белый король · f1 белый слон · g1 белый конь · h1 белая ладья | a8 чёрная ладья · c8 чёрный слон · d8 чёрный ферзь · e8 чёрный король · f8 чёрный слон · g8 чёрный конь · h8 чёрная ладья · a7 чёрная пешка · b7 чёрная пешка · c7 чёрная пешка · f7 чёрная пешка · g7 чёрная пешка · h7 чёрная пешка · c6 чёрный конь · e6 чёрная пешка · d5 чёрная пешка · d4 белая пешка · e4 белая пешка · c3 белый конь · a2 белая пешка · b2 белая пешка · c2 белая пешка · f2 белая пешка · g2 белая пешка · h2 белая пешка · a1 белая ладья · c1 белый слон · d1 белый ферзь · e1 белый король · f1 белый слон · g1 белый конь · h1 белая ладья | a8 чёрная ладья · c8 чёрный слон · d8 чёрный ферзь · e8 чёрный король · f8 чёрный слон · g8 чёрный конь · h8 чёрная ладья · a7 чёрная пешка · b7 чёрная пешка · c7 чёрная пешка · f7 чёрная пешка · g7 чёрная пешка · h7 чёрная пешка · c6 чёрный конь · e6 чёрная пешка · d5 чёрная пешка · d4 белая пешка · e4 белая пешка · c3 белый конь · a2 белая пешка · b2 белая пешка · c2 белая пешка · f2 белая пешка · g2 белая пешка · h2 белая пешка · a1 белая ладья · c1 белый слон · d1 белый ферзь · e1 белый король · f1 белый слон · g1 белый конь · h1 белая ладья | a8 чёрная ладья · c8 чёрный слон · d8 чёрный ферзь · e8 чёрный король · f8 чёрный слон · g8 чёрный конь · h8 чёрная ладья · a7 чёрная пешка · b7 чёрная пешка · c7 чёрная пешка · f7 чёрная пешка · g7 чёрная пешка · h7 чёрная пешка · c6 чёрный конь · e6 чёрная пешка · d5 чёрная пешка · d4 белая пешка · e4 белая пешка · c3 белый конь · a2 белая пешка · b2 белая пешка · c2 белая пешка · f2 белая пешка · g2 белая пешка · h2 белая пешка · a1 белая ладья · c1 белый слон · d1 белый ферзь · e1 белый король · f1 белый слон · g1 белый конь · h1 белая ладья | a8 чёрная ладья · c8 чёрный слон · d8 чёрный ферзь · e8 чёрный король · f8 чёрный слон · g8 чёрный конь · h8 чёрная ладья · a7 чёрная пешка · b7 чёрная пешка · c7 чёрная пешка · f7 чёрная пешка · g7 чёрная пешка · h7 чёрная пешка · c6 чёрный конь · e6 чёрная пешка · d5 чёрная пешка · d4 белая пешка · e4 белая пешка · c3 белый конь · a2 белая пешка · b2 белая пешка · c2 белая пешка · f2 белая пешка · g2 белая пешка · h2 белая пешка · a1 белая ладья · c1 белый слон · d1 белый ферзь · e1 белый король · f1 белый слон · g1 белый конь · h1 белая ладья | a8 чёрная ладья · c8 чёрный слон · d8 чёрный ферзь · e8 чёрный король · f8 чёрный слон · g8 чёрный конь · h8 чёрная ладья · a7 чёрная пешка · b7 чёрная пешка · c7 чёрная пешка · f7 чёрная пешка · g7 чёрная пешка · h7 чёрная пешка · c6 чёрный конь · e6 чёрная пешка · d5 чёрная пешка · d4 белая пешка · e4 белая пешка · c3 белый конь · a2 белая пешка · b2 белая пешка · c2 белая пешка · f2 белая пешка · g2 белая пешка · h2 белая пешка · a1 белая ладья · c1 белый слон · d1 белый ферзь · e1 белый король · f1 белый слон · g1 белый конь · h1 белая ладья | 7 |
| 6 | a8 чёрная ладья · c8 чёрный слон · d8 чёрный ферзь · e8 чёрный король · f8 чёрный слон · g8 чёрный конь · h8 чёрная ладья · a7 чёрная пешка · b7 чёрная пешка · c7 чёрная пешка · f7 чёрная пешка · g7 чёрная пешка · h7 чёрная пешка · c6 чёрный конь · e6 чёрная пешка · d5 чёрная пешка · d4 белая пешка · e4 белая пешка · c3 белый конь · a2 белая пешка · b2 белая пешка · c2 белая пешка · f2 белая пешка · g2 белая пешка · h2 белая пешка · a1 белая ладья · c1 белый слон · d1 белый ферзь · e1 белый король · f1 белый слон · g1 белый конь · h1 белая ладья | a8 чёрная ладья · c8 чёрный слон · d8 чёрный ферзь · e8 чёрный король · f8 чёрный слон · g8 чёрный конь · h8 чёрная ладья · a7 чёрная пешка · b7 чёрная пешка · c7 чёрная пешка · f7 чёрная пешка · g7 чёрная пешка · h7 чёрная пешка · c6 чёрный конь · e6 чёрная пешка · d5 чёрная пешка · d4 белая пешка · e4 белая пешка · c3 белый конь · a2 белая пешка · b2 белая пешка · c2 белая пешка · f2 белая пешка · g2 белая пешка · h2 белая пешка · a1 белая ладья · c1 белый слон · d1 белый ферзь · e1 белый король · f1 белый слон · g1 белый конь · h1 белая ладья | a8 чёрная ладья · c8 чёрный слон · d8 чёрный ферзь · e8 чёрный король · f8 чёрный слон · g8 чёрный конь · h8 чёрная ладья · a7 чёрная пешка · b7 чёрная пешка · c7 чёрная пешка · f7 чёрная пешка · g7 чёрная пешка · h7 чёрная пешка · c6 чёрный конь · e6 чёрная пешка · d5 чёрная пешка · d4 белая пешка · e4 белая пешка · c3 белый конь · a2 белая пешка · b2 белая пешка · c2 белая пешка · f2 белая пешка · g2 белая пешка · h2 белая пешка · a1 белая ладья · c1 белый слон · d1 белый ферзь · e1 белый король · f1 белый слон · g1 белый конь · h1 белая ладья | a8 чёрная ладья · c8 чёрный слон · d8 чёрный ферзь · e8 чёрный король · f8 чёрный слон · g8 чёрный конь · h8 чёрная ладья · a7 чёрная пешка · b7 чёрная пешка · c7 чёрная пешка · f7 чёрная пешка · g7 чёрная пешка · h7 чёрная пешка · c6 чёрный конь · e6 чёрная пешка · d5 чёрная пешка · d4 белая пешка · e4 белая пешка · c3 белый конь · a2 белая пешка · b2 белая пешка · c2 белая пешка · f2 белая пешка · g2 белая пешка · h2 белая пешка · a1 белая ладья · c1 белый слон · d1 белый ферзь · e1 белый король · f1 белый слон · g1 белый конь · h1 белая ладья | a8 чёрная ладья · c8 чёрный слон · d8 чёрный ферзь · e8 чёрный король · f8 чёрный слон · g8 чёрный конь · h8 чёрная ладья · a7 чёрная пешка · b7 чёрная пешка · c7 чёрная пешка · f7 чёрная пешка · g7 чёрная пешка · h7 чёрная пешка · c6 чёрный конь · e6 чёрная пешка · d5 чёрная пешка · d4 белая пешка · e4 белая пешка · c3 белый конь · a2 белая пешка · b2 белая пешка · c2 белая пешка · f2 белая пешка · g2 белая пешка · h2 белая пешка · a1 белая ладья · c1 белый слон · d1 белый ферзь · e1 белый король · f1 белый слон · g1 белый конь · h1 белая ладья | a8 чёрная ладья · c8 чёрный слон · d8 чёрный ферзь · e8 чёрный король · f8 чёрный слон · g8 чёрный конь · h8 чёрная ладья · a7 чёрная пешка · b7 чёрная пешка · c7 чёрная пешка · f7 чёрная пешка · g7 чёрная пешка · h7 чёрная пешка · c6 чёрный конь · e6 чёрная пешка · d5 чёрная пешка · d4 белая пешка · e4 белая пешка · c3 белый конь · a2 белая пешка · b2 белая пешка · c2 белая пешка · f2 белая пешка · g2 белая пешка · h2 белая пешка · a1 белая ладья · c1 белый слон · d1 белый ферзь · e1 белый король · f1 белый слон · g1 белый конь · h1 белая ладья | a8 чёрная ладья · c8 чёрный слон · d8 чёрный ферзь · e8 чёрный король · f8 чёрный слон · g8 чёрный конь · h8 чёрная ладья · a7 чёрная пешка · b7 чёрная пешка · c7 чёрная пешка · f7 чёрная пешка · g7 чёрная пешка · h7 чёрная пешка · c6 чёрный конь · e6 чёрная пешка · d5 чёрная пешка · d4 белая пешка · e4 белая пешка · c3 белый конь · a2 белая пешка · b2 белая пешка · c2 белая пешка · f2 белая пешка · g2 белая пешка · h2 белая пешка · a1 белая ладья · c1 белый слон · d1 белый ферзь · e1 белый король · f1 белый слон · g1 белый конь · h1 белая ладья | a8 чёрная ладья · c8 чёрный слон · d8 чёрный ферзь · e8 чёрный король · f8 чёрный слон · g8 чёрный конь · h8 чёрная ладья · a7 чёрная пешка · b7 чёрная пешка · c7 чёрная пешка · f7 чёрная пешка · g7 чёрная пешка · h7 чёрная пешка · c6 чёрный конь · e6 чёрная пешка · d5 чёрная пешка · d4 белая пешка · e4 белая пешка · c3 белый конь · a2 белая пешка · b2 белая пешка · c2 белая пешка · f2 белая пешка · g2 белая пешка · h2 белая пешка · a1 белая ладья · c1 белый слон · d1 белый ферзь · e1 белый король · f1 белый слон · g1 белый конь · h1 белая ладья | 6 |
| 5 | a8 чёрная ладья · c8 чёрный слон · d8 чёрный ферзь · e8 чёрный король · f8 чёрный слон · g8 чёрный конь · h8 чёрная ладья · a7 чёрная пешка · b7 чёрная пешка · c7 чёрная пешка · f7 чёрная пешка · g7 чёрная пешка · h7 чёрная пешка · c6 чёрный конь · e6 чёрная пешка · d5 чёрная пешка · d4 белая пешка · e4 белая пешка · c3 белый конь · a2 белая пешка · b2 белая пешка · c2 белая пешка · f2 белая пешка · g2 белая пешка · h2 белая пешка · a1 белая ладья · c1 белый слон · d1 белый ферзь · e1 белый король · f1 белый слон · g1 белый конь · h1 белая ладья | a8 чёрная ладья · c8 чёрный слон · d8 чёрный ферзь · e8 чёрный король · f8 чёрный слон · g8 чёрный конь · h8 чёрная ладья · a7 чёрная пешка · b7 чёрная пешка · c7 чёрная пешка · f7 чёрная пешка · g7 чёрная пешка · h7 чёрная пешка · c6 чёрный конь · e6 чёрная пешка · d5 чёрная пешка · d4 белая пешка · e4 белая пешка · c3 белый конь · a2 белая пешка · b2 белая пешка · c2 белая пешка · f2 белая пешка · g2 белая пешка · h2 белая пешка · a1 белая ладья · c1 белый слон · d1 белый ферзь · e1 белый король · f1 белый слон · g1 белый конь · h1 белая ладья | a8 чёрная ладья · c8 чёрный слон · d8 чёрный ферзь · e8 чёрный король · f8 чёрный слон · g8 чёрный конь · h8 чёрная ладья · a7 чёрная пешка · b7 чёрная пешка · c7 чёрная пешка · f7 чёрная пешка · g7 чёрная пешка · h7 чёрная пешка · c6 чёрный конь · e6 чёрная пешка · d5 чёрная пешка · d4 белая пешка · e4 белая пешка · c3 белый конь · a2 белая пешка · b2 белая пешка · c2 белая пешка · f2 белая пешка · g2 белая пешка · h2 белая пешка · a1 белая ладья · c1 белый слон · d1 белый ферзь · e1 белый король · f1 белый слон · g1 белый конь · h1 белая ладья | a8 чёрная ладья · c8 чёрный слон · d8 чёрный ферзь · e8 чёрный король · f8 чёрный слон · g8 чёрный конь · h8 чёрная ладья · a7 чёрная пешка · b7 чёрная пешка · c7 чёрная пешка · f7 чёрная пешка · g7 чёрная пешка · h7 чёрная пешка · c6 чёрный конь · e6 чёрная пешка · d5 чёрная пешка · d4 белая пешка · e4 белая пешка · c3 белый конь · a2 белая пешка · b2 белая пешка · c2 белая пешка · f2 белая пешка · g2 белая пешка · h2 белая пешка · a1 белая ладья · c1 белый слон · d1 белый ферзь · e1 белый король · f1 белый слон · g1 белый конь · h1 белая ладья | a8 чёрная ладья · c8 чёрный слон · d8 чёрный ферзь · e8 чёрный король · f8 чёрный слон · g8 чёрный конь · h8 чёрная ладья · a7 чёрная пешка · b7 чёрная пешка · c7 чёрная пешка · f7 чёрная пешка · g7 чёрная пешка · h7 чёрная пешка · c6 чёрный конь · e6 чёрная пешка · d5 чёрная пешка · d4 белая пешка · e4 белая пешка · c3 белый конь · a2 белая пешка · b2 белая пешка · c2 белая пешка · f2 белая пешка · g2 белая пешка · h2 белая пешка · a1 белая ладья · c1 белый слон · d1 белый ферзь · e1 белый король · f1 белый слон · g1 белый конь · h1 белая ладья | a8 чёрная ладья · c8 чёрный слон · d8 чёрный ферзь · e8 чёрный король · f8 чёрный слон · g8 чёрный конь · h8 чёрная ладья · a7 чёрная пешка · b7 чёрная пешка · c7 чёрная пешка · f7 чёрная пешка · g7 чёрная пешка · h7 чёрная пешка · c6 чёрный конь · e6 чёрная пешка · d5 чёрная пешка · d4 белая пешка · e4 белая пешка · c3 белый конь · a2 белая пешка · b2 белая пешка · c2 белая пешка · f2 белая пешка · g2 белая пешка · h2 белая пешка · a1 белая ладья · c1 белый слон · d1 белый ферзь · e1 белый король · f1 белый слон · g1 белый конь · h1 белая ладья | a8 чёрная ладья · c8 чёрный слон · d8 чёрный ферзь · e8 чёрный король · f8 чёрный слон · g8 чёрный конь · h8 чёрная ладья · a7 чёрная пешка · b7 чёрная пешка · c7 чёрная пешка · f7 чёрная пешка · g7 чёрная пешка · h7 чёрная пешка · c6 чёрный конь · e6 чёрная пешка · d5 чёрная пешка · d4 белая пешка · e4 белая пешка · c3 белый конь · a2 белая пешка · b2 белая пешка · c2 белая пешка · f2 белая пешка · g2 белая пешка · h2 белая пешка · a1 белая ладья · c1 белый слон · d1 белый ферзь · e1 белый король · f1 белый слон · g1 белый конь · h1 белая ладья | a8 чёрная ладья · c8 чёрный слон · d8 чёрный ферзь · e8 чёрный король · f8 чёрный слон · g8 чёрный конь · h8 чёрная ладья · a7 чёрная пешка · b7 чёрная пешка · c7 чёрная пешка · f7 чёрная пешка · g7 чёрная пешка · h7 чёрная пешка · c6 чёрный конь · e6 чёрная пешка · d5 чёрная пешка · d4 белая пешка · e4 белая пешка · c3 белый конь · a2 белая пешка · b2 белая пешка · c2 белая пешка · f2 белая пешка · g2 белая пешка · h2 белая пешка · a1 белая ладья · c1 белый слон · d1 белый ферзь · e1 белый король · f1 белый слон · g1 белый конь · h1 белая ладья | 5 |
| 4 | a8 чёрная ладья · c8 чёрный слон · d8 чёрный ферзь · e8 чёрный король · f8 чёрный слон · g8 чёрный конь · h8 чёрная ладья · a7 чёрная пешка · b7 чёрная пешка · c7 чёрная пешка · f7 чёрная пешка · g7 чёрная пешка · h7 чёрная пешка · c6 чёрный конь · e6 чёрная пешка · d5 чёрная пешка · d4 белая пешка · e4 белая пешка · c3 белый конь · a2 белая пешка · b2 белая пешка · c2 белая пешка · f2 белая пешка · g2 белая пешка · h2 белая пешка · a1 белая ладья · c1 белый слон · d1 белый ферзь · e1 белый король · f1 белый слон · g1 белый конь · h1 белая ладья | a8 чёрная ладья · c8 чёрный слон · d8 чёрный ферзь · e8 чёрный король · f8 чёрный слон · g8 чёрный конь · h8 чёрная ладья · a7 чёрная пешка · b7 чёрная пешка · c7 чёрная пешка · f7 чёрная пешка · g7 чёрная пешка · h7 чёрная пешка · c6 чёрный конь · e6 чёрная пешка · d5 чёрная пешка · d4 белая пешка · e4 белая пешка · c3 белый конь · a2 белая пешка · b2 белая пешка · c2 белая пешка · f2 белая пешка · g2 белая пешка · h2 белая пешка · a1 белая ладья · c1 белый слон · d1 белый ферзь · e1 белый король · f1 белый слон · g1 белый конь · h1 белая ладья | a8 чёрная ладья · c8 чёрный слон · d8 чёрный ферзь · e8 чёрный король · f8 чёрный слон · g8 чёрный конь · h8 чёрная ладья · a7 чёрная пешка · b7 чёрная пешка · c7 чёрная пешка · f7 чёрная пешка · g7 чёрная пешка · h7 чёрная пешка · c6 чёрный конь · e6 чёрная пешка · d5 чёрная пешка · d4 белая пешка · e4 белая пешка · c3 белый конь · a2 белая пешка · b2 белая пешка · c2 белая пешка · f2 белая пешка · g2 белая пешка · h2 белая пешка · a1 белая ладья · c1 белый слон · d1 белый ферзь · e1 белый король · f1 белый слон · g1 белый конь · h1 белая ладья | a8 чёрная ладья · c8 чёрный слон · d8 чёрный ферзь · e8 чёрный король · f8 чёрный слон · g8 чёрный конь · h8 чёрная ладья · a7 чёрная пешка · b7 чёрная пешка · c7 чёрная пешка · f7 чёрная пешка · g7 чёрная пешка · h7 чёрная пешка · c6 чёрный конь · e6 чёрная пешка · d5 чёрная пешка · d4 белая пешка · e4 белая пешка · c3 белый конь · a2 белая пешка · b2 белая пешка · c2 белая пешка · f2 белая пешка · g2 белая пешка · h2 белая пешка · a1 белая ладья · c1 белый слон · d1 белый ферзь · e1 белый король · f1 белый слон · g1 белый конь · h1 белая ладья | a8 чёрная ладья · c8 чёрный слон · d8 чёрный ферзь · e8 чёрный король · f8 чёрный слон · g8 чёрный конь · h8 чёрная ладья · a7 чёрная пешка · b7 чёрная пешка · c7 чёрная пешка · f7 чёрная пешка · g7 чёрная пешка · h7 чёрная пешка · c6 чёрный конь · e6 чёрная пешка · d5 чёрная пешка · d4 белая пешка · e4 белая пешка · c3 белый конь · a2 белая пешка · b2 белая пешка · c2 белая пешка · f2 белая пешка · g2 белая пешка · h2 белая пешка · a1 белая ладья · c1 белый слон · d1 белый ферзь · e1 белый король · f1 белый слон · g1 белый конь · h1 белая ладья | a8 чёрная ладья · c8 чёрный слон · d8 чёрный ферзь · e8 чёрный король · f8 чёрный слон · g8 чёрный конь · h8 чёрная ладья · a7 чёрная пешка · b7 чёрная пешка · c7 чёрная пешка · f7 чёрная пешка · g7 чёрная пешка · h7 чёрная пешка · c6 чёрный конь · e6 чёрная пешка · d5 чёрная пешка · d4 белая пешка · e4 белая пешка · c3 белый конь · a2 белая пешка · b2 белая пешка · c2 белая пешка · f2 белая пешка · g2 белая пешка · h2 белая пешка · a1 белая ладья · c1 белый слон · d1 белый ферзь · e1 белый король · f1 белый слон · g1 белый конь · h1 белая ладья | a8 чёрная ладья · c8 чёрный слон · d8 чёрный ферзь · e8 чёрный король · f8 чёрный слон · g8 чёрный конь · h8 чёрная ладья · a7 чёрная пешка · b7 чёрная пешка · c7 чёрная пешка · f7 чёрная пешка · g7 чёрная пешка · h7 чёрная пешка · c6 чёрный конь · e6 чёрная пешка · d5 чёрная пешка · d4 белая пешка · e4 белая пешка · c3 белый конь · a2 белая пешка · b2 белая пешка · c2 белая пешка · f2 белая пешка · g2 белая пешка · h2 белая пешка · a1 белая ладья · c1 белый слон · d1 белый ферзь · e1 белый король · f1 белый слон · g1 белый конь · h1 белая ладья | a8 чёрная ладья · c8 чёрный слон · d8 чёрный ферзь · e8 чёрный король · f8 чёрный слон · g8 чёрный конь · h8 чёрная ладья · a7 чёрная пешка · b7 чёрная пешка · c7 чёрная пешка · f7 чёрная пешка · g7 чёрная пешка · h7 чёрная пешка · c6 чёрный конь · e6 чёрная пешка · d5 чёрная пешка · d4 белая пешка · e4 белая пешка · c3 белый конь · a2 белая пешка · b2 белая пешка · c2 белая пешка · f2 белая пешка · g2 белая пешка · h2 белая пешка · a1 белая ладья · c1 белый слон · d1 белый ферзь · e1 белый король · f1 белый слон · g1 белый конь · h1 белая ладья | 4 |
| 3 | a8 чёрная ладья · c8 чёрный слон · d8 чёрный ферзь · e8 чёрный король · f8 чёрный слон · g8 чёрный конь · h8 чёрная ладья · a7 чёрная пешка · b7 чёрная пешка · c7 чёрная пешка · f7 чёрная пешка · g7 чёрная пешка · h7 чёрная пешка · c6 чёрный конь · e6 чёрная пешка · d5 чёрная пешка · d4 белая пешка · e4 белая пешка · c3 белый конь · a2 белая пешка · b2 белая пешка · c2 белая пешка · f2 белая пешка · g2 белая пешка · h2 белая пешка · a1 белая ладья · c1 белый слон · d1 белый ферзь · e1 белый король · f1 белый слон · g1 белый конь · h1 белая ладья | a8 чёрная ладья · c8 чёрный слон · d8 чёрный ферзь · e8 чёрный король · f8 чёрный слон · g8 чёрный конь · h8 чёрная ладья · a7 чёрная пешка · b7 чёрная пешка · c7 чёрная пешка · f7 чёрная пешка · g7 чёрная пешка · h7 чёрная пешка · c6 чёрный конь · e6 чёрная пешка · d5 чёрная пешка · d4 белая пешка · e4 белая пешка · c3 белый конь · a2 белая пешка · b2 белая пешка · c2 белая пешка · f2 белая пешка · g2 белая пешка · h2 белая пешка · a1 белая ладья · c1 белый слон · d1 белый ферзь · e1 белый король · f1 белый слон · g1 белый конь · h1 белая ладья | a8 чёрная ладья · c8 чёрный слон · d8 чёрный ферзь · e8 чёрный король · f8 чёрный слон · g8 чёрный конь · h8 чёрная ладья · a7 чёрная пешка · b7 чёрная пешка · c7 чёрная пешка · f7 чёрная пешка · g7 чёрная пешка · h7 чёрная пешка · c6 чёрный конь · e6 чёрная пешка · d5 чёрная пешка · d4 белая пешка · e4 белая пешка · c3 белый конь · a2 белая пешка · b2 белая пешка · c2 белая пешка · f2 белая пешка · g2 белая пешка · h2 белая пешка · a1 белая ладья · c1 белый слон · d1 белый ферзь · e1 белый король · f1 белый слон · g1 белый конь · h1 белая ладья | a8 чёрная ладья · c8 чёрный слон · d8 чёрный ферзь · e8 чёрный король · f8 чёрный слон · g8 чёрный конь · h8 чёрная ладья · a7 чёрная пешка · b7 чёрная пешка · c7 чёрная пешка · f7 чёрная пешка · g7 чёрная пешка · h7 чёрная пешка · c6 чёрный конь · e6 чёрная пешка · d5 чёрная пешка · d4 белая пешка · e4 белая пешка · c3 белый конь · a2 белая пешка · b2 белая пешка · c2 белая пешка · f2 белая пешка · g2 белая пешка · h2 белая пешка · a1 белая ладья · c1 белый слон · d1 белый ферзь · e1 белый король · f1 белый слон · g1 белый конь · h1 белая ладья | a8 чёрная ладья · c8 чёрный слон · d8 чёрный ферзь · e8 чёрный король · f8 чёрный слон · g8 чёрный конь · h8 чёрная ладья · a7 чёрная пешка · b7 чёрная пешка · c7 чёрная пешка · f7 чёрная пешка · g7 чёрная пешка · h7 чёрная пешка · c6 чёрный конь · e6 чёрная пешка · d5 чёрная пешка · d4 белая пешка · e4 белая пешка · c3 белый конь · a2 белая пешка · b2 белая пешка · c2 белая пешка · f2 белая пешка · g2 белая пешка · h2 белая пешка · a1 белая ладья · c1 белый слон · d1 белый ферзь · e1 белый король · f1 белый слон · g1 белый конь · h1 белая ладья | a8 чёрная ладья · c8 чёрный слон · d8 чёрный ферзь · e8 чёрный король · f8 чёрный слон · g8 чёрный конь · h8 чёрная ладья · a7 чёрная пешка · b7 чёрная пешка · c7 чёрная пешка · f7 чёрная пешка · g7 чёрная пешка · h7 чёрная пешка · c6 чёрный конь · e6 чёрная пешка · d5 чёрная пешка · d4 белая пешка · e4 белая пешка · c3 белый конь · a2 белая пешка · b2 белая пешка · c2 белая пешка · f2 белая пешка · g2 белая пешка · h2 белая пешка · a1 белая ладья · c1 белый слон · d1 белый ферзь · e1 белый король · f1 белый слон · g1 белый конь · h1 белая ладья | a8 чёрная ладья · c8 чёрный слон · d8 чёрный ферзь · e8 чёрный король · f8 чёрный слон · g8 чёрный конь · h8 чёрная ладья · a7 чёрная пешка · b7 чёрная пешка · c7 чёрная пешка · f7 чёрная пешка · g7 чёрная пешка · h7 чёрная пешка · c6 чёрный конь · e6 чёрная пешка · d5 чёрная пешка · d4 белая пешка · e4 белая пешка · c3 белый конь · a2 белая пешка · b2 белая пешка · c2 белая пешка · f2 белая пешка · g2 белая пешка · h2 белая пешка · a1 белая ладья · c1 белый слон · d1 белый ферзь · e1 белый король · f1 белый слон · g1 белый конь · h1 белая ладья | a8 чёрная ладья · c8 чёрный слон · d8 чёрный ферзь · e8 чёрный король · f8 чёрный слон · g8 чёрный конь · h8 чёрная ладья · a7 чёрная пешка · b7 чёрная пешка · c7 чёрная пешка · f7 чёрная пешка · g7 чёрная пешка · h7 чёрная пешка · c6 чёрный конь · e6 чёрная пешка · d5 чёрная пешка · d4 белая пешка · e4 белая пешка · c3 белый конь · a2 белая пешка · b2 белая пешка · c2 белая пешка · f2 белая пешка · g2 белая пешка · h2 белая пешка · a1 белая ладья · c1 белый слон · d1 белый ферзь · e1 белый король · f1 белый слон · g1 белый конь · h1 белая ладья | 3 |
| 2 | a8 чёрная ладья · c8 чёрный слон · d8 чёрный ферзь · e8 чёрный король · f8 чёрный слон · g8 чёрный конь · h8 чёрная ладья · a7 чёрная пешка · b7 чёрная пешка · c7 чёрная пешка · f7 чёрная пешка · g7 чёрная пешка · h7 чёрная пешка · c6 чёрный конь · e6 чёрная пешка · d5 чёрная пешка · d4 белая пешка · e4 белая пешка · c3 белый конь · a2 белая пешка · b2 белая пешка · c2 белая пешка · f2 белая пешка · g2 белая пешка · h2 белая пешка · a1 белая ладья · c1 белый слон · d1 белый ферзь · e1 белый король · f1 белый слон · g1 белый конь · h1 белая ладья | a8 чёрная ладья · c8 чёрный слон · d8 чёрный ферзь · e8 чёрный король · f8 чёрный слон · g8 чёрный конь · h8 чёрная ладья · a7 чёрная пешка · b7 чёрная пешка · c7 чёрная пешка · f7 чёрная пешка · g7 чёрная пешка · h7 чёрная пешка · c6 чёрный конь · e6 чёрная пешка · d5 чёрная пешка · d4 белая пешка · e4 белая пешка · c3 белый конь · a2 белая пешка · b2 белая пешка · c2 белая пешка · f2 белая пешка · g2 белая пешка · h2 белая пешка · a1 белая ладья · c1 белый слон · d1 белый ферзь · e1 белый король · f1 белый слон · g1 белый конь · h1 белая ладья | a8 чёрная ладья · c8 чёрный слон · d8 чёрный ферзь · e8 чёрный король · f8 чёрный слон · g8 чёрный конь · h8 чёрная ладья · a7 чёрная пешка · b7 чёрная пешка · c7 чёрная пешка · f7 чёрная пешка · g7 чёрная пешка · h7 чёрная пешка · c6 чёрный конь · e6 чёрная пешка · d5 чёрная пешка · d4 белая пешка · e4 белая пешка · c3 белый конь · a2 белая пешка · b2 белая пешка · c2 белая пешка · f2 белая пешка · g2 белая пешка · h2 белая пешка · a1 белая ладья · c1 белый слон · d1 белый ферзь · e1 белый король · f1 белый слон · g1 белый конь · h1 белая ладья | a8 чёрная ладья · c8 чёрный слон · d8 чёрный ферзь · e8 чёрный король · f8 чёрный слон · g8 чёрный конь · h8 чёрная ладья · a7 чёрная пешка · b7 чёрная пешка · c7 чёрная пешка · f7 чёрная пешка · g7 чёрная пешка · h7 чёрная пешка · c6 чёрный конь · e6 чёрная пешка · d5 чёрная пешка · d4 белая пешка · e4 белая пешка · c3 белый конь · a2 белая пешка · b2 белая пешка · c2 белая пешка · f2 белая пешка · g2 белая пешка · h2 белая пешка · a1 белая ладья · c1 белый слон · d1 белый ферзь · e1 белый король · f1 белый слон · g1 белый конь · h1 белая ладья | a8 чёрная ладья · c8 чёрный слон · d8 чёрный ферзь · e8 чёрный король · f8 чёрный слон · g8 чёрный конь · h8 чёрная ладья · a7 чёрная пешка · b7 чёрная пешка · c7 чёрная пешка · f7 чёрная пешка · g7 чёрная пешка · h7 чёрная пешка · c6 чёрный конь · e6 чёрная пешка · d5 чёрная пешка · d4 белая пешка · e4 белая пешка · c3 белый конь · a2 белая пешка · b2 белая пешка · c2 белая пешка · f2 белая пешка · g2 белая пешка · h2 белая пешка · a1 белая ладья · c1 белый слон · d1 белый ферзь · e1 белый король · f1 белый слон · g1 белый конь · h1 белая ладья | a8 чёрная ладья · c8 чёрный слон · d8 чёрный ферзь · e8 чёрный король · f8 чёрный слон · g8 чёрный конь · h8 чёрная ладья · a7 чёрная пешка · b7 чёрная пешка · c7 чёрная пешка · f7 чёрная пешка · g7 чёрная пешка · h7 чёрная пешка · c6 чёрный конь · e6 чёрная пешка · d5 чёрная пешка · d4 белая пешка · e4 белая пешка · c3 белый конь · a2 белая пешка · b2 белая пешка · c2 белая пешка · f2 белая пешка · g2 белая пешка · h2 белая пешка · a1 белая ладья · c1 белый слон · d1 белый ферзь · e1 белый король · f1 белый слон · g1 белый конь · h1 белая ладья | a8 чёрная ладья · c8 чёрный слон · d8 чёрный ферзь · e8 чёрный король · f8 чёрный слон · g8 чёрный конь · h8 чёрная ладья · a7 чёрная пешка · b7 чёрная пешка · c7 чёрная пешка · f7 чёрная пешка · g7 чёрная пешка · h7 чёрная пешка · c6 чёрный конь · e6 чёрная пешка · d5 чёрная пешка · d4 белая пешка · e4 белая пешка · c3 белый конь · a2 белая пешка · b2 белая пешка · c2 белая пешка · f2 белая пешка · g2 белая пешка · h2 белая пешка · a1 белая ладья · c1 белый слон · d1 белый ферзь · e1 белый король · f1 белый слон · g1 белый конь · h1 белая ладья | a8 чёрная ладья · c8 чёрный слон · d8 чёрный ферзь · e8 чёрный король · f8 чёрный слон · g8 чёрный конь · h8 чёрная ладья · a7 чёрная пешка · b7 чёрная пешка · c7 чёрная пешка · f7 чёрная пешка · g7 чёрная пешка · h7 чёрная пешка · c6 чёрный конь · e6 чёрная пешка · d5 чёрная пешка · d4 белая пешка · e4 белая пешка · c3 белый конь · a2 белая пешка · b2 белая пешка · c2 белая пешка · f2 белая пешка · g2 белая пешка · h2 белая пешка · a1 белая ладья · c1 белый слон · d1 белый ферзь · e1 белый король · f1 белый слон · g1 белый конь · h1 белая ладья | 2 |
| 1 | a8 чёрная ладья · c8 чёрный слон · d8 чёрный ферзь · e8 чёрный король · f8 чёрный слон · g8 чёрный конь · h8 чёрная ладья · a7 чёрная пешка · b7 чёрная пешка · c7 чёрная пешка · f7 чёрная пешка · g7 чёрная пешка · h7 чёрная пешка · c6 чёрный конь · e6 чёрная пешка · d5 чёрная пешка · d4 белая пешка · e4 белая пешка · c3 белый конь · a2 белая пешка · b2 белая пешка · c2 белая пешка · f2 белая пешка · g2 белая пешка · h2 белая пешка · a1 белая ладья · c1 белый слон · d1 белый ферзь · e1 белый король · f1 белый слон · g1 белый конь · h1 белая ладья | a8 чёрная ладья · c8 чёрный слон · d8 чёрный ферзь · e8 чёрный король · f8 чёрный слон · g8 чёрный конь · h8 чёрная ладья · a7 чёрная пешка · b7 чёрная пешка · c7 чёрная пешка · f7 чёрная пешка · g7 чёрная пешка · h7 чёрная пешка · c6 чёрный конь · e6 чёрная пешка · d5 чёрная пешка · d4 белая пешка · e4 белая пешка · c3 белый конь · a2 белая пешка · b2 белая пешка · c2 белая пешка · f2 белая пешка · g2 белая пешка · h2 белая пешка · a1 белая ладья · c1 белый слон · d1 белый ферзь · e1 белый король · f1 белый слон · g1 белый конь · h1 белая ладья | a8 чёрная ладья · c8 чёрный слон · d8 чёрный ферзь · e8 чёрный король · f8 чёрный слон · g8 чёрный конь · h8 чёрная ладья · a7 чёрная пешка · b7 чёрная пешка · c7 чёрная пешка · f7 чёрная пешка · g7 чёрная пешка · h7 чёрная пешка · c6 чёрный конь · e6 чёрная пешка · d5 чёрная пешка · d4 белая пешка · e4 белая пешка · c3 белый конь · a2 белая пешка · b2 белая пешка · c2 белая пешка · f2 белая пешка · g2 белая пешка · h2 белая пешка · a1 белая ладья · c1 белый слон · d1 белый ферзь · e1 белый король · f1 белый слон · g1 белый конь · h1 белая ладья | a8 чёрная ладья · c8 чёрный слон · d8 чёрный ферзь · e8 чёрный король · f8 чёрный слон · g8 чёрный конь · h8 чёрная ладья · a7 чёрная пешка · b7 чёрная пешка · c7 чёрная пешка · f7 чёрная пешка · g7 чёрная пешка · h7 чёрная пешка · c6 чёрный конь · e6 чёрная пешка · d5 чёрная пешка · d4 белая пешка · e4 белая пешка · c3 белый конь · a2 белая пешка · b2 белая пешка · c2 белая пешка · f2 белая пешка · g2 белая пешка · h2 белая пешка · a1 белая ладья · c1 белый слон · d1 белый ферзь · e1 белый король · f1 белый слон · g1 белый конь · h1 белая ладья | a8 чёрная ладья · c8 чёрный слон · d8 чёрный ферзь · e8 чёрный король · f8 чёрный слон · g8 чёрный конь · h8 чёрная ладья · a7 чёрная пешка · b7 чёрная пешка · c7 чёрная пешка · f7 чёрная пешка · g7 чёрная пешка · h7 чёрная пешка · c6 чёрный конь · e6 чёрная пешка · d5 чёрная пешка · d4 белая пешка · e4 белая пешка · c3 белый конь · a2 белая пешка · b2 белая пешка · c2 белая пешка · f2 белая пешка · g2 белая пешка · h2 белая пешка · a1 белая ладья · c1 белый слон · d1 белый ферзь · e1 белый король · f1 белый слон · g1 белый конь · h1 белая ладья | a8 чёрная ладья · c8 чёрный слон · d8 чёрный ферзь · e8 чёрный король · f8 чёрный слон · g8 чёрный конь · h8 чёрная ладья · a7 чёрная пешка · b7 чёрная пешка · c7 чёрная пешка · f7 чёрная пешка · g7 чёрная пешка · h7 чёрная пешка · c6 чёрный конь · e6 чёрная пешка · d5 чёрная пешка · d4 белая пешка · e4 белая пешка · c3 белый конь · a2 белая пешка · b2 белая пешка · c2 белая пешка · f2 белая пешка · g2 белая пешка · h2 белая пешка · a1 белая ладья · c1 белый слон · d1 белый ферзь · e1 белый король · f1 белый слон · g1 белый конь · h1 белая ладья | a8 чёрная ладья · c8 чёрный слон · d8 чёрный ферзь · e8 чёрный король · f8 чёрный слон · g8 чёрный конь · h8 чёрная ладья · a7 чёрная пешка · b7 чёрная пешка · c7 чёрная пешка · f7 чёрная пешка · g7 чёрная пешка · h7 чёрная пешка · c6 чёрный конь · e6 чёрная пешка · d5 чёрная пешка · d4 белая пешка · e4 белая пешка · c3 белый конь · a2 белая пешка · b2 белая пешка · c2 белая пешка · f2 белая пешка · g2 белая пешка · h2 белая пешка · a1 белая ладья · c1 белый слон · d1 белый ферзь · e1 белый король · f1 белый слон · g1 белый конь · h1 белая ладья | a8 чёрная ладья · c8 чёрный слон · d8 чёрный ферзь · e8 чёрный король · f8 чёрный слон · g8 чёрный конь · h8 чёрная ладья · a7 чёрная пешка · b7 чёрная пешка · c7 чёрная пешка · f7 чёрная пешка · g7 чёрная пешка · h7 чёрная пешка · c6 чёрный конь · e6 чёрная пешка · d5 чёрная пешка · d4 белая пешка · e4 белая пешка · c3 белый конь · a2 белая пешка · b2 белая пешка · c2 белая пешка · f2 белая пешка · g2 белая пешка · h2 белая пешка · a1 белая ладья · c1 белый слон · d1 белый ферзь · e1 белый король · f1 белый слон · g1 белый конь · h1 белая ладья | 1 |
|   | a | b | c | d | e | f | g | h |   |

За белых Алапин предложил гамбитный вариант 1. e4 e6 2. d4 d5 3. Сe3. Гамбит имеет сомнительную репутацию, хотя время от времени применяется сильными шахматистами. Например, в юности так иногда играл П. П. Керес.
После ходов 1. e4 e6 2. d4 d5 3. Кc3 Кf6 4. Сg5 Сe7 5. e5 Кfd7 6. С:e7 Ф:e7 Алапин и О. Краузе предложили агрессивный план с выпадом коня 7. Кb5. Если черные играют пассивно 7... Фd8, то путем 8. c3 a6 9. Кa3 c5 10. f4 белые сохраняют пространственный перевес. Однако сам же Алапин нашел ход 7... Кb6!, с помощью которого уравнял игру в партиях с Г. Фарни (Мюнхен, 1909) и дважды с Р. Шпильманом (Мюнхен, 1909 и Карлсбад, 1911). Поэтому сейчас основным продолжением в этом варианте французской защиты является не 7. Кb5, а 7. f4.
За черных Алапин ввел в практику защиту 1. e4 e6 2. d4 d5 3. Кc3 Кc6. Эту систему нередко и с успехом применял А. И. Нимцович (позиция возникала после 1. e4 Кc6 2. d4 d5 3. Кc3 e6). Черные испытывают некоторые трудности с развитием фигур и организацией подрыва центра белых, однако закрытый характер позиции позволяет им рассчитывать на получение полноправной игры.

### Гамбит Эванса
|   | a | b | c | d | e | f | g | h |   |
| - | --- | --- | --- | --- | --- | --- | --- | --- | - |
| 8 | a8 чёрная ладья · c8 чёрный слон · d8 чёрный ферзь · f8 чёрная ладья · g8 чёрный король · a7 чёрная пешка · b7 чёрная пешка · c7 чёрная пешка · d7 чёрная пешка · f7 чёрная пешка · g7 чёрная пешка · h7 чёрная пешка · c6 чёрный конь · f6 чёрный конь · a5 чёрный слон · e5 чёрная пешка · c4 белый слон · d4 белая пешка · e4 белая пешка · c3 белая пешка · f3 белый конь · a2 белая пешка · g2 белая пешка · h2 белая пешка · a1 белая ладья · b1 белый конь · c1 белый слон · d1 белый ферзь · f1 белая ладья · g1 белый король | a8 чёрная ладья · c8 чёрный слон · d8 чёрный ферзь · f8 чёрная ладья · g8 чёрный король · a7 чёрная пешка · b7 чёрная пешка · c7 чёрная пешка · d7 чёрная пешка · f7 чёрная пешка · g7 чёрная пешка · h7 чёрная пешка · c6 чёрный конь · f6 чёрный конь · a5 чёрный слон · e5 чёрная пешка · c4 белый слон · d4 белая пешка · e4 белая пешка · c3 белая пешка · f3 белый конь · a2 белая пешка · g2 белая пешка · h2 белая пешка · a1 белая ладья · b1 белый конь · c1 белый слон · d1 белый ферзь · f1 белая ладья · g1 белый король | a8 чёрная ладья · c8 чёрный слон · d8 чёрный ферзь · f8 чёрная ладья · g8 чёрный король · a7 чёрная пешка · b7 чёрная пешка · c7 чёрная пешка · d7 чёрная пешка · f7 чёрная пешка · g7 чёрная пешка · h7 чёрная пешка · c6 чёрный конь · f6 чёрный конь · a5 чёрный слон · e5 чёрная пешка · c4 белый слон · d4 белая пешка · e4 белая пешка · c3 белая пешка · f3 белый конь · a2 белая пешка · g2 белая пешка · h2 белая пешка · a1 белая ладья · b1 белый конь · c1 белый слон · d1 белый ферзь · f1 белая ладья · g1 белый король | a8 чёрная ладья · c8 чёрный слон · d8 чёрный ферзь · f8 чёрная ладья · g8 чёрный король · a7 чёрная пешка · b7 чёрная пешка · c7 чёрная пешка · d7 чёрная пешка · f7 чёрная пешка · g7 чёрная пешка · h7 чёрная пешка · c6 чёрный конь · f6 чёрный конь · a5 чёрный слон · e5 чёрная пешка · c4 белый слон · d4 белая пешка · e4 белая пешка · c3 белая пешка · f3 белый конь · a2 белая пешка · g2 белая пешка · h2 белая пешка · a1 белая ладья · b1 белый конь · c1 белый слон · d1 белый ферзь · f1 белая ладья · g1 белый король | a8 чёрная ладья · c8 чёрный слон · d8 чёрный ферзь · f8 чёрная ладья · g8 чёрный король · a7 чёрная пешка · b7 чёрная пешка · c7 чёрная пешка · d7 чёрная пешка · f7 чёрная пешка · g7 чёрная пешка · h7 чёрная пешка · c6 чёрный конь · f6 чёрный конь · a5 чёрный слон · e5 чёрная пешка · c4 белый слон · d4 белая пешка · e4 белая пешка · c3 белая пешка · f3 белый конь · a2 белая пешка · g2 белая пешка · h2 белая пешка · a1 белая ладья · b1 белый конь · c1 белый слон · d1 белый ферзь · f1 белая ладья · g1 белый король | a8 чёрная ладья · c8 чёрный слон · d8 чёрный ферзь · f8 чёрная ладья · g8 чёрный король · a7 чёрная пешка · b7 чёрная пешка · c7 чёрная пешка · d7 чёрная пешка · f7 чёрная пешка · g7 чёрная пешка · h7 чёрная пешка · c6 чёрный конь · f6 чёрный конь · a5 чёрный слон · e5 чёрная пешка · c4 белый слон · d4 белая пешка · e4 белая пешка · c3 белая пешка · f3 белый конь · a2 белая пешка · g2 белая пешка · h2 белая пешка · a1 белая ладья · b1 белый конь · c1 белый слон · d1 белый ферзь · f1 белая ладья · g1 белый король | a8 чёрная ладья · c8 чёрный слон · d8 чёрный ферзь · f8 чёрная ладья · g8 чёрный король · a7 чёрная пешка · b7 чёрная пешка · c7 чёрная пешка · d7 чёрная пешка · f7 чёрная пешка · g7 чёрная пешка · h7 чёрная пешка · c6 чёрный конь · f6 чёрный конь · a5 чёрный слон · e5 чёрная пешка · c4 белый слон · d4 белая пешка · e4 белая пешка · c3 белая пешка · f3 белый конь · a2 белая пешка · g2 белая пешка · h2 белая пешка · a1 белая ладья · b1 белый конь · c1 белый слон · d1 белый ферзь · f1 белая ладья · g1 белый король | a8 чёрная ладья · c8 чёрный слон · d8 чёрный ферзь · f8 чёрная ладья · g8 чёрный король · a7 чёрная пешка · b7 чёрная пешка · c7 чёрная пешка · d7 чёрная пешка · f7 чёрная пешка · g7 чёрная пешка · h7 чёрная пешка · c6 чёрный конь · f6 чёрный конь · a5 чёрный слон · e5 чёрная пешка · c4 белый слон · d4 белая пешка · e4 белая пешка · c3 белая пешка · f3 белый конь · a2 белая пешка · g2 белая пешка · h2 белая пешка · a1 белая ладья · b1 белый конь · c1 белый слон · d1 белый ферзь · f1 белая ладья · g1 белый король | 8 |
| 7 | a8 чёрная ладья · c8 чёрный слон · d8 чёрный ферзь · f8 чёрная ладья · g8 чёрный король · a7 чёрная пешка · b7 чёрная пешка · c7 чёрная пешка · d7 чёрная пешка · f7 чёрная пешка · g7 чёрная пешка · h7 чёрная пешка · c6 чёрный конь · f6 чёрный конь · a5 чёрный слон · e5 чёрная пешка · c4 белый слон · d4 белая пешка · e4 белая пешка · c3 белая пешка · f3 белый конь · a2 белая пешка · g2 белая пешка · h2 белая пешка · a1 белая ладья · b1 белый конь · c1 белый слон · d1 белый ферзь · f1 белая ладья · g1 белый король | a8 чёрная ладья · c8 чёрный слон · d8 чёрный ферзь · f8 чёрная ладья · g8 чёрный король · a7 чёрная пешка · b7 чёрная пешка · c7 чёрная пешка · d7 чёрная пешка · f7 чёрная пешка · g7 чёрная пешка · h7 чёрная пешка · c6 чёрный конь · f6 чёрный конь · a5 чёрный слон · e5 чёрная пешка · c4 белый слон · d4 белая пешка · e4 белая пешка · c3 белая пешка · f3 белый конь · a2 белая пешка · g2 белая пешка · h2 белая пешка · a1 белая ладья · b1 белый конь · c1 белый слон · d1 белый ферзь · f1 белая ладья · g1 белый король | a8 чёрная ладья · c8 чёрный слон · d8 чёрный ферзь · f8 чёрная ладья · g8 чёрный король · a7 чёрная пешка · b7 чёрная пешка · c7 чёрная пешка · d7 чёрная пешка · f7 чёрная пешка · g7 чёрная пешка · h7 чёрная пешка · c6 чёрный конь · f6 чёрный конь · a5 чёрный слон · e5 чёрная пешка · c4 белый слон · d4 белая пешка · e4 белая пешка · c3 белая пешка · f3 белый конь · a2 белая пешка · g2 белая пешка · h2 белая пешка · a1 белая ладья · b1 белый конь · c1 белый слон · d1 белый ферзь · f1 белая ладья · g1 белый король | a8 чёрная ладья · c8 чёрный слон · d8 чёрный ферзь · f8 чёрная ладья · g8 чёрный король · a7 чёрная пешка · b7 чёрная пешка · c7 чёрная пешка · d7 чёрная пешка · f7 чёрная пешка · g7 чёрная пешка · h7 чёрная пешка · c6 чёрный конь · f6 чёрный конь · a5 чёрный слон · e5 чёрная пешка · c4 белый слон · d4 белая пешка · e4 белая пешка · c3 белая пешка · f3 белый конь · a2 белая пешка · g2 белая пешка · h2 белая пешка · a1 белая ладья · b1 белый конь · c1 белый слон · d1 белый ферзь · f1 белая ладья · g1 белый король | a8 чёрная ладья · c8 чёрный слон · d8 чёрный ферзь · f8 чёрная ладья · g8 чёрный король · a7 чёрная пешка · b7 чёрная пешка · c7 чёрная пешка · d7 чёрная пешка · f7 чёрная пешка · g7 чёрная пешка · h7 чёрная пешка · c6 чёрный конь · f6 чёрный конь · a5 чёрный слон · e5 чёрная пешка · c4 белый слон · d4 белая пешка · e4 белая пешка · c3 белая пешка · f3 белый конь · a2 белая пешка · g2 белая пешка · h2 белая пешка · a1 белая ладья · b1 белый конь · c1 белый слон · d1 белый ферзь · f1 белая ладья · g1 белый король | a8 чёрная ладья · c8 чёрный слон · d8 чёрный ферзь · f8 чёрная ладья · g8 чёрный король · a7 чёрная пешка · b7 чёрная пешка · c7 чёрная пешка · d7 чёрная пешка · f7 чёрная пешка · g7 чёрная пешка · h7 чёрная пешка · c6 чёрный конь · f6 чёрный конь · a5 чёрный слон · e5 чёрная пешка · c4 белый слон · d4 белая пешка · e4 белая пешка · c3 белая пешка · f3 белый конь · a2 белая пешка · g2 белая пешка · h2 белая пешка · a1 белая ладья · b1 белый конь · c1 белый слон · d1 белый ферзь · f1 белая ладья · g1 белый король | a8 чёрная ладья · c8 чёрный слон · d8 чёрный ферзь · f8 чёрная ладья · g8 чёрный король · a7 чёрная пешка · b7 чёрная пешка · c7 чёрная пешка · d7 чёрная пешка · f7 чёрная пешка · g7 чёрная пешка · h7 чёрная пешка · c6 чёрный конь · f6 чёрный конь · a5 чёрный слон · e5 чёрная пешка · c4 белый слон · d4 белая пешка · e4 белая пешка · c3 белая пешка · f3 белый конь · a2 белая пешка · g2 белая пешка · h2 белая пешка · a1 белая ладья · b1 белый конь · c1 белый слон · d1 белый ферзь · f1 белая ладья · g1 белый король | a8 чёрная ладья · c8 чёрный слон · d8 чёрный ферзь · f8 чёрная ладья · g8 чёрный король · a7 чёрная пешка · b7 чёрная пешка · c7 чёрная пешка · d7 чёрная пешка · f7 чёрная пешка · g7 чёрная пешка · h7 чёрная пешка · c6 чёрный конь · f6 чёрный конь · a5 чёрный слон · e5 чёрная пешка · c4 белый слон · d4 белая пешка · e4 белая пешка · c3 белая пешка · f3 белый конь · a2 белая пешка · g2 белая пешка · h2 белая пешка · a1 белая ладья · b1 белый конь · c1 белый слон · d1 белый ферзь · f1 белая ладья · g1 белый король | 7 |
| 6 | a8 чёрная ладья · c8 чёрный слон · d8 чёрный ферзь · f8 чёрная ладья · g8 чёрный король · a7 чёрная пешка · b7 чёрная пешка · c7 чёрная пешка · d7 чёрная пешка · f7 чёрная пешка · g7 чёрная пешка · h7 чёрная пешка · c6 чёрный конь · f6 чёрный конь · a5 чёрный слон · e5 чёрная пешка · c4 белый слон · d4 белая пешка · e4 белая пешка · c3 белая пешка · f3 белый конь · a2 белая пешка · g2 белая пешка · h2 белая пешка · a1 белая ладья · b1 белый конь · c1 белый слон · d1 белый ферзь · f1 белая ладья · g1 белый король | a8 чёрная ладья · c8 чёрный слон · d8 чёрный ферзь · f8 чёрная ладья · g8 чёрный король · a7 чёрная пешка · b7 чёрная пешка · c7 чёрная пешка · d7 чёрная пешка · f7 чёрная пешка · g7 чёрная пешка · h7 чёрная пешка · c6 чёрный конь · f6 чёрный конь · a5 чёрный слон · e5 чёрная пешка · c4 белый слон · d4 белая пешка · e4 белая пешка · c3 белая пешка · f3 белый конь · a2 белая пешка · g2 белая пешка · h2 белая пешка · a1 белая ладья · b1 белый конь · c1 белый слон · d1 белый ферзь · f1 белая ладья · g1 белый король | a8 чёрная ладья · c8 чёрный слон · d8 чёрный ферзь · f8 чёрная ладья · g8 чёрный король · a7 чёрная пешка · b7 чёрная пешка · c7 чёрная пешка · d7 чёрная пешка · f7 чёрная пешка · g7 чёрная пешка · h7 чёрная пешка · c6 чёрный конь · f6 чёрный конь · a5 чёрный слон · e5 чёрная пешка · c4 белый слон · d4 белая пешка · e4 белая пешка · c3 белая пешка · f3 белый конь · a2 белая пешка · g2 белая пешка · h2 белая пешка · a1 белая ладья · b1 белый конь · c1 белый слон · d1 белый ферзь · f1 белая ладья · g1 белый король | a8 чёрная ладья · c8 чёрный слон · d8 чёрный ферзь · f8 чёрная ладья · g8 чёрный король · a7 чёрная пешка · b7 чёрная пешка · c7 чёрная пешка · d7 чёрная пешка · f7 чёрная пешка · g7 чёрная пешка · h7 чёрная пешка · c6 чёрный конь · f6 чёрный конь · a5 чёрный слон · e5 чёрная пешка · c4 белый слон · d4 белая пешка · e4 белая пешка · c3 белая пешка · f3 белый конь · a2 белая пешка · g2 белая пешка · h2 белая пешка · a1 белая ладья · b1 белый конь · c1 белый слон · d1 белый ферзь · f1 белая ладья · g1 белый король | a8 чёрная ладья · c8 чёрный слон · d8 чёрный ферзь · f8 чёрная ладья · g8 чёрный король · a7 чёрная пешка · b7 чёрная пешка · c7 чёрная пешка · d7 чёрная пешка · f7 чёрная пешка · g7 чёрная пешка · h7 чёрная пешка · c6 чёрный конь · f6 чёрный конь · a5 чёрный слон · e5 чёрная пешка · c4 белый слон · d4 белая пешка · e4 белая пешка · c3 белая пешка · f3 белый конь · a2 белая пешка · g2 белая пешка · h2 белая пешка · a1 белая ладья · b1 белый конь · c1 белый слон · d1 белый ферзь · f1 белая ладья · g1 белый король | a8 чёрная ладья · c8 чёрный слон · d8 чёрный ферзь · f8 чёрная ладья · g8 чёрный король · a7 чёрная пешка · b7 чёрная пешка · c7 чёрная пешка · d7 чёрная пешка · f7 чёрная пешка · g7 чёрная пешка · h7 чёрная пешка · c6 чёрный конь · f6 чёрный конь · a5 чёрный слон · e5 чёрная пешка · c4 белый слон · d4 белая пешка · e4 белая пешка · c3 белая пешка · f3 белый конь · a2 белая пешка · g2 белая пешка · h2 белая пешка · a1 белая ладья · b1 белый конь · c1 белый слон · d1 белый ферзь · f1 белая ладья · g1 белый король | a8 чёрная ладья · c8 чёрный слон · d8 чёрный ферзь · f8 чёрная ладья · g8 чёрный король · a7 чёрная пешка · b7 чёрная пешка · c7 чёрная пешка · d7 чёрная пешка · f7 чёрная пешка · g7 чёрная пешка · h7 чёрная пешка · c6 чёрный конь · f6 чёрный конь · a5 чёрный слон · e5 чёрная пешка · c4 белый слон · d4 белая пешка · e4 белая пешка · c3 белая пешка · f3 белый конь · a2 белая пешка · g2 белая пешка · h2 белая пешка · a1 белая ладья · b1 белый конь · c1 белый слон · d1 белый ферзь · f1 белая ладья · g1 белый король | a8 чёрная ладья · c8 чёрный слон · d8 чёрный ферзь · f8 чёрная ладья · g8 чёрный король · a7 чёрная пешка · b7 чёрная пешка · c7 чёрная пешка · d7 чёрная пешка · f7 чёрная пешка · g7 чёрная пешка · h7 чёрная пешка · c6 чёрный конь · f6 чёрный конь · a5 чёрный слон · e5 чёрная пешка · c4 белый слон · d4 белая пешка · e4 белая пешка · c3 белая пешка · f3 белый конь · a2 белая пешка · g2 белая пешка · h2 белая пешка · a1 белая ладья · b1 белый конь · c1 белый слон · d1 белый ферзь · f1 белая ладья · g1 белый король | 6 |
| 5 | a8 чёрная ладья · c8 чёрный слон · d8 чёрный ферзь · f8 чёрная ладья · g8 чёрный король · a7 чёрная пешка · b7 чёрная пешка · c7 чёрная пешка · d7 чёрная пешка · f7 чёрная пешка · g7 чёрная пешка · h7 чёрная пешка · c6 чёрный конь · f6 чёрный конь · a5 чёрный слон · e5 чёрная пешка · c4 белый слон · d4 белая пешка · e4 белая пешка · c3 белая пешка · f3 белый конь · a2 белая пешка · g2 белая пешка · h2 белая пешка · a1 белая ладья · b1 белый конь · c1 белый слон · d1 белый ферзь · f1 белая ладья · g1 белый король | a8 чёрная ладья · c8 чёрный слон · d8 чёрный ферзь · f8 чёрная ладья · g8 чёрный король · a7 чёрная пешка · b7 чёрная пешка · c7 чёрная пешка · d7 чёрная пешка · f7 чёрная пешка · g7 чёрная пешка · h7 чёрная пешка · c6 чёрный конь · f6 чёрный конь · a5 чёрный слон · e5 чёрная пешка · c4 белый слон · d4 белая пешка · e4 белая пешка · c3 белая пешка · f3 белый конь · a2 белая пешка · g2 белая пешка · h2 белая пешка · a1 белая ладья · b1 белый конь · c1 белый слон · d1 белый ферзь · f1 белая ладья · g1 белый король | a8 чёрная ладья · c8 чёрный слон · d8 чёрный ферзь · f8 чёрная ладья · g8 чёрный король · a7 чёрная пешка · b7 чёрная пешка · c7 чёрная пешка · d7 чёрная пешка · f7 чёрная пешка · g7 чёрная пешка · h7 чёрная пешка · c6 чёрный конь · f6 чёрный конь · a5 чёрный слон · e5 чёрная пешка · c4 белый слон · d4 белая пешка · e4 белая пешка · c3 белая пешка · f3 белый конь · a2 белая пешка · g2 белая пешка · h2 белая пешка · a1 белая ладья · b1 белый конь · c1 белый слон · d1 белый ферзь · f1 белая ладья · g1 белый король | a8 чёрная ладья · c8 чёрный слон · d8 чёрный ферзь · f8 чёрная ладья · g8 чёрный король · a7 чёрная пешка · b7 чёрная пешка · c7 чёрная пешка · d7 чёрная пешка · f7 чёрная пешка · g7 чёрная пешка · h7 чёрная пешка · c6 чёрный конь · f6 чёрный конь · a5 чёрный слон · e5 чёрная пешка · c4 белый слон · d4 белая пешка · e4 белая пешка · c3 белая пешка · f3 белый конь · a2 белая пешка · g2 белая пешка · h2 белая пешка · a1 белая ладья · b1 белый конь · c1 белый слон · d1 белый ферзь · f1 белая ладья · g1 белый король | a8 чёрная ладья · c8 чёрный слон · d8 чёрный ферзь · f8 чёрная ладья · g8 чёрный король · a7 чёрная пешка · b7 чёрная пешка · c7 чёрная пешка · d7 чёрная пешка · f7 чёрная пешка · g7 чёрная пешка · h7 чёрная пешка · c6 чёрный конь · f6 чёрный конь · a5 чёрный слон · e5 чёрная пешка · c4 белый слон · d4 белая пешка · e4 белая пешка · c3 белая пешка · f3 белый конь · a2 белая пешка · g2 белая пешка · h2 белая пешка · a1 белая ладья · b1 белый конь · c1 белый слон · d1 белый ферзь · f1 белая ладья · g1 белый король | a8 чёрная ладья · c8 чёрный слон · d8 чёрный ферзь · f8 чёрная ладья · g8 чёрный король · a7 чёрная пешка · b7 чёрная пешка · c7 чёрная пешка · d7 чёрная пешка · f7 чёрная пешка · g7 чёрная пешка · h7 чёрная пешка · c6 чёрный конь · f6 чёрный конь · a5 чёрный слон · e5 чёрная пешка · c4 белый слон · d4 белая пешка · e4 белая пешка · c3 белая пешка · f3 белый конь · a2 белая пешка · g2 белая пешка · h2 белая пешка · a1 белая ладья · b1 белый конь · c1 белый слон · d1 белый ферзь · f1 белая ладья · g1 белый король | a8 чёрная ладья · c8 чёрный слон · d8 чёрный ферзь · f8 чёрная ладья · g8 чёрный король · a7 чёрная пешка · b7 чёрная пешка · c7 чёрная пешка · d7 чёрная пешка · f7 чёрная пешка · g7 чёрная пешка · h7 чёрная пешка · c6 чёрный конь · f6 чёрный конь · a5 чёрный слон · e5 чёрная пешка · c4 белый слон · d4 белая пешка · e4 белая пешка · c3 белая пешка · f3 белый конь · a2 белая пешка · g2 белая пешка · h2 белая пешка · a1 белая ладья · b1 белый конь · c1 белый слон · d1 белый ферзь · f1 белая ладья · g1 белый король | a8 чёрная ладья · c8 чёрный слон · d8 чёрный ферзь · f8 чёрная ладья · g8 чёрный король · a7 чёрная пешка · b7 чёрная пешка · c7 чёрная пешка · d7 чёрная пешка · f7 чёрная пешка · g7 чёрная пешка · h7 чёрная пешка · c6 чёрный конь · f6 чёрный конь · a5 чёрный слон · e5 чёрная пешка · c4 белый слон · d4 белая пешка · e4 белая пешка · c3 белая пешка · f3 белый конь · a2 белая пешка · g2 белая пешка · h2 белая пешка · a1 белая ладья · b1 белый конь · c1 белый слон · d1 белый ферзь · f1 белая ладья · g1 белый король | 5 |
| 4 | a8 чёрная ладья · c8 чёрный слон · d8 чёрный ферзь · f8 чёрная ладья · g8 чёрный король · a7 чёрная пешка · b7 чёрная пешка · c7 чёрная пешка · d7 чёрная пешка · f7 чёрная пешка · g7 чёрная пешка · h7 чёрная пешка · c6 чёрный конь · f6 чёрный конь · a5 чёрный слон · e5 чёрная пешка · c4 белый слон · d4 белая пешка · e4 белая пешка · c3 белая пешка · f3 белый конь · a2 белая пешка · g2 белая пешка · h2 белая пешка · a1 белая ладья · b1 белый конь · c1 белый слон · d1 белый ферзь · f1 белая ладья · g1 белый король | a8 чёрная ладья · c8 чёрный слон · d8 чёрный ферзь · f8 чёрная ладья · g8 чёрный король · a7 чёрная пешка · b7 чёрная пешка · c7 чёрная пешка · d7 чёрная пешка · f7 чёрная пешка · g7 чёрная пешка · h7 чёрная пешка · c6 чёрный конь · f6 чёрный конь · a5 чёрный слон · e5 чёрная пешка · c4 белый слон · d4 белая пешка · e4 белая пешка · c3 белая пешка · f3 белый конь · a2 белая пешка · g2 белая пешка · h2 белая пешка · a1 белая ладья · b1 белый конь · c1 белый слон · d1 белый ферзь · f1 белая ладья · g1 белый король | a8 чёрная ладья · c8 чёрный слон · d8 чёрный ферзь · f8 чёрная ладья · g8 чёрный король · a7 чёрная пешка · b7 чёрная пешка · c7 чёрная пешка · d7 чёрная пешка · f7 чёрная пешка · g7 чёрная пешка · h7 чёрная пешка · c6 чёрный конь · f6 чёрный конь · a5 чёрный слон · e5 чёрная пешка · c4 белый слон · d4 белая пешка · e4 белая пешка · c3 белая пешка · f3 белый конь · a2 белая пешка · g2 белая пешка · h2 белая пешка · a1 белая ладья · b1 белый конь · c1 белый слон · d1 белый ферзь · f1 белая ладья · g1 белый король | a8 чёрная ладья · c8 чёрный слон · d8 чёрный ферзь · f8 чёрная ладья · g8 чёрный король · a7 чёрная пешка · b7 чёрная пешка · c7 чёрная пешка · d7 чёрная пешка · f7 чёрная пешка · g7 чёрная пешка · h7 чёрная пешка · c6 чёрный конь · f6 чёрный конь · a5 чёрный слон · e5 чёрная пешка · c4 белый слон · d4 белая пешка · e4 белая пешка · c3 белая пешка · f3 белый конь · a2 белая пешка · g2 белая пешка · h2 белая пешка · a1 белая ладья · b1 белый конь · c1 белый слон · d1 белый ферзь · f1 белая ладья · g1 белый король | a8 чёрная ладья · c8 чёрный слон · d8 чёрный ферзь · f8 чёрная ладья · g8 чёрный король · a7 чёрная пешка · b7 чёрная пешка · c7 чёрная пешка · d7 чёрная пешка · f7 чёрная пешка · g7 чёрная пешка · h7 чёрная пешка · c6 чёрный конь · f6 чёрный конь · a5 чёрный слон · e5 чёрная пешка · c4 белый слон · d4 белая пешка · e4 белая пешка · c3 белая пешка · f3 белый конь · a2 белая пешка · g2 белая пешка · h2 белая пешка · a1 белая ладья · b1 белый конь · c1 белый слон · d1 белый ферзь · f1 белая ладья · g1 белый король | a8 чёрная ладья · c8 чёрный слон · d8 чёрный ферзь · f8 чёрная ладья · g8 чёрный король · a7 чёрная пешка · b7 чёрная пешка · c7 чёрная пешка · d7 чёрная пешка · f7 чёрная пешка · g7 чёрная пешка · h7 чёрная пешка · c6 чёрный конь · f6 чёрный конь · a5 чёрный слон · e5 чёрная пешка · c4 белый слон · d4 белая пешка · e4 белая пешка · c3 белая пешка · f3 белый конь · a2 белая пешка · g2 белая пешка · h2 белая пешка · a1 белая ладья · b1 белый конь · c1 белый слон · d1 белый ферзь · f1 белая ладья · g1 белый король | a8 чёрная ладья · c8 чёрный слон · d8 чёрный ферзь · f8 чёрная ладья · g8 чёрный король · a7 чёрная пешка · b7 чёрная пешка · c7 чёрная пешка · d7 чёрная пешка · f7 чёрная пешка · g7 чёрная пешка · h7 чёрная пешка · c6 чёрный конь · f6 чёрный конь · a5 чёрный слон · e5 чёрная пешка · c4 белый слон · d4 белая пешка · e4 белая пешка · c3 белая пешка · f3 белый конь · a2 белая пешка · g2 белая пешка · h2 белая пешка · a1 белая ладья · b1 белый конь · c1 белый слон · d1 белый ферзь · f1 белая ладья · g1 белый король | a8 чёрная ладья · c8 чёрный слон · d8 чёрный ферзь · f8 чёрная ладья · g8 чёрный король · a7 чёрная пешка · b7 чёрная пешка · c7 чёрная пешка · d7 чёрная пешка · f7 чёрная пешка · g7 чёрная пешка · h7 чёрная пешка · c6 чёрный конь · f6 чёрный конь · a5 чёрный слон · e5 чёрная пешка · c4 белый слон · d4 белая пешка · e4 белая пешка · c3 белая пешка · f3 белый конь · a2 белая пешка · g2 белая пешка · h2 белая пешка · a1 белая ладья · b1 белый конь · c1 белый слон · d1 белый ферзь · f1 белая ладья · g1 белый король | 4 |
| 3 | a8 чёрная ладья · c8 чёрный слон · d8 чёрный ферзь · f8 чёрная ладья · g8 чёрный король · a7 чёрная пешка · b7 чёрная пешка · c7 чёрная пешка · d7 чёрная пешка · f7 чёрная пешка · g7 чёрная пешка · h7 чёрная пешка · c6 чёрный конь · f6 чёрный конь · a5 чёрный слон · e5 чёрная пешка · c4 белый слон · d4 белая пешка · e4 белая пешка · c3 белая пешка · f3 белый конь · a2 белая пешка · g2 белая пешка · h2 белая пешка · a1 белая ладья · b1 белый конь · c1 белый слон · d1 белый ферзь · f1 белая ладья · g1 белый король | a8 чёрная ладья · c8 чёрный слон · d8 чёрный ферзь · f8 чёрная ладья · g8 чёрный король · a7 чёрная пешка · b7 чёрная пешка · c7 чёрная пешка · d7 чёрная пешка · f7 чёрная пешка · g7 чёрная пешка · h7 чёрная пешка · c6 чёрный конь · f6 чёрный конь · a5 чёрный слон · e5 чёрная пешка · c4 белый слон · d4 белая пешка · e4 белая пешка · c3 белая пешка · f3 белый конь · a2 белая пешка · g2 белая пешка · h2 белая пешка · a1 белая ладья · b1 белый конь · c1 белый слон · d1 белый ферзь · f1 белая ладья · g1 белый король | a8 чёрная ладья · c8 чёрный слон · d8 чёрный ферзь · f8 чёрная ладья · g8 чёрный король · a7 чёрная пешка · b7 чёрная пешка · c7 чёрная пешка · d7 чёрная пешка · f7 чёрная пешка · g7 чёрная пешка · h7 чёрная пешка · c6 чёрный конь · f6 чёрный конь · a5 чёрный слон · e5 чёрная пешка · c4 белый слон · d4 белая пешка · e4 белая пешка · c3 белая пешка · f3 белый конь · a2 белая пешка · g2 белая пешка · h2 белая пешка · a1 белая ладья · b1 белый конь · c1 белый слон · d1 белый ферзь · f1 белая ладья · g1 белый король | a8 чёрная ладья · c8 чёрный слон · d8 чёрный ферзь · f8 чёрная ладья · g8 чёрный король · a7 чёрная пешка · b7 чёрная пешка · c7 чёрная пешка · d7 чёрная пешка · f7 чёрная пешка · g7 чёрная пешка · h7 чёрная пешка · c6 чёрный конь · f6 чёрный конь · a5 чёрный слон · e5 чёрная пешка · c4 белый слон · d4 белая пешка · e4 белая пешка · c3 белая пешка · f3 белый конь · a2 белая пешка · g2 белая пешка · h2 белая пешка · a1 белая ладья · b1 белый конь · c1 белый слон · d1 белый ферзь · f1 белая ладья · g1 белый король | a8 чёрная ладья · c8 чёрный слон · d8 чёрный ферзь · f8 чёрная ладья · g8 чёрный король · a7 чёрная пешка · b7 чёрная пешка · c7 чёрная пешка · d7 чёрная пешка · f7 чёрная пешка · g7 чёрная пешка · h7 чёрная пешка · c6 чёрный конь · f6 чёрный конь · a5 чёрный слон · e5 чёрная пешка · c4 белый слон · d4 белая пешка · e4 белая пешка · c3 белая пешка · f3 белый конь · a2 белая пешка · g2 белая пешка · h2 белая пешка · a1 белая ладья · b1 белый конь · c1 белый слон · d1 белый ферзь · f1 белая ладья · g1 белый король | a8 чёрная ладья · c8 чёрный слон · d8 чёрный ферзь · f8 чёрная ладья · g8 чёрный король · a7 чёрная пешка · b7 чёрная пешка · c7 чёрная пешка · d7 чёрная пешка · f7 чёрная пешка · g7 чёрная пешка · h7 чёрная пешка · c6 чёрный конь · f6 чёрный конь · a5 чёрный слон · e5 чёрная пешка · c4 белый слон · d4 белая пешка · e4 белая пешка · c3 белая пешка · f3 белый конь · a2 белая пешка · g2 белая пешка · h2 белая пешка · a1 белая ладья · b1 белый конь · c1 белый слон · d1 белый ферзь · f1 белая ладья · g1 белый король | a8 чёрная ладья · c8 чёрный слон · d8 чёрный ферзь · f8 чёрная ладья · g8 чёрный король · a7 чёрная пешка · b7 чёрная пешка · c7 чёрная пешка · d7 чёрная пешка · f7 чёрная пешка · g7 чёрная пешка · h7 чёрная пешка · c6 чёрный конь · f6 чёрный конь · a5 чёрный слон · e5 чёрная пешка · c4 белый слон · d4 белая пешка · e4 белая пешка · c3 белая пешка · f3 белый конь · a2 белая пешка · g2 белая пешка · h2 белая пешка · a1 белая ладья · b1 белый конь · c1 белый слон · d1 белый ферзь · f1 белая ладья · g1 белый король | a8 чёрная ладья · c8 чёрный слон · d8 чёрный ферзь · f8 чёрная ладья · g8 чёрный король · a7 чёрная пешка · b7 чёрная пешка · c7 чёрная пешка · d7 чёрная пешка · f7 чёрная пешка · g7 чёрная пешка · h7 чёрная пешка · c6 чёрный конь · f6 чёрный конь · a5 чёрный слон · e5 чёрная пешка · c4 белый слон · d4 белая пешка · e4 белая пешка · c3 белая пешка · f3 белый конь · a2 белая пешка · g2 белая пешка · h2 белая пешка · a1 белая ладья · b1 белый конь · c1 белый слон · d1 белый ферзь · f1 белая ладья · g1 белый король | 3 |
| 2 | a8 чёрная ладья · c8 чёрный слон · d8 чёрный ферзь · f8 чёрная ладья · g8 чёрный король · a7 чёрная пешка · b7 чёрная пешка · c7 чёрная пешка · d7 чёрная пешка · f7 чёрная пешка · g7 чёрная пешка · h7 чёрная пешка · c6 чёрный конь · f6 чёрный конь · a5 чёрный слон · e5 чёрная пешка · c4 белый слон · d4 белая пешка · e4 белая пешка · c3 белая пешка · f3 белый конь · a2 белая пешка · g2 белая пешка · h2 белая пешка · a1 белая ладья · b1 белый конь · c1 белый слон · d1 белый ферзь · f1 белая ладья · g1 белый король | a8 чёрная ладья · c8 чёрный слон · d8 чёрный ферзь · f8 чёрная ладья · g8 чёрный король · a7 чёрная пешка · b7 чёрная пешка · c7 чёрная пешка · d7 чёрная пешка · f7 чёрная пешка · g7 чёрная пешка · h7 чёрная пешка · c6 чёрный конь · f6 чёрный конь · a5 чёрный слон · e5 чёрная пешка · c4 белый слон · d4 белая пешка · e4 белая пешка · c3 белая пешка · f3 белый конь · a2 белая пешка · g2 белая пешка · h2 белая пешка · a1 белая ладья · b1 белый конь · c1 белый слон · d1 белый ферзь · f1 белая ладья · g1 белый король | a8 чёрная ладья · c8 чёрный слон · d8 чёрный ферзь · f8 чёрная ладья · g8 чёрный король · a7 чёрная пешка · b7 чёрная пешка · c7 чёрная пешка · d7 чёрная пешка · f7 чёрная пешка · g7 чёрная пешка · h7 чёрная пешка · c6 чёрный конь · f6 чёрный конь · a5 чёрный слон · e5 чёрная пешка · c4 белый слон · d4 белая пешка · e4 белая пешка · c3 белая пешка · f3 белый конь · a2 белая пешка · g2 белая пешка · h2 белая пешка · a1 белая ладья · b1 белый конь · c1 белый слон · d1 белый ферзь · f1 белая ладья · g1 белый король | a8 чёрная ладья · c8 чёрный слон · d8 чёрный ферзь · f8 чёрная ладья · g8 чёрный король · a7 чёрная пешка · b7 чёрная пешка · c7 чёрная пешка · d7 чёрная пешка · f7 чёрная пешка · g7 чёрная пешка · h7 чёрная пешка · c6 чёрный конь · f6 чёрный конь · a5 чёрный слон · e5 чёрная пешка · c4 белый слон · d4 белая пешка · e4 белая пешка · c3 белая пешка · f3 белый конь · a2 белая пешка · g2 белая пешка · h2 белая пешка · a1 белая ладья · b1 белый конь · c1 белый слон · d1 белый ферзь · f1 белая ладья · g1 белый король | a8 чёрная ладья · c8 чёрный слон · d8 чёрный ферзь · f8 чёрная ладья · g8 чёрный король · a7 чёрная пешка · b7 чёрная пешка · c7 чёрная пешка · d7 чёрная пешка · f7 чёрная пешка · g7 чёрная пешка · h7 чёрная пешка · c6 чёрный конь · f6 чёрный конь · a5 чёрный слон · e5 чёрная пешка · c4 белый слон · d4 белая пешка · e4 белая пешка · c3 белая пешка · f3 белый конь · a2 белая пешка · g2 белая пешка · h2 белая пешка · a1 белая ладья · b1 белый конь · c1 белый слон · d1 белый ферзь · f1 белая ладья · g1 белый король | a8 чёрная ладья · c8 чёрный слон · d8 чёрный ферзь · f8 чёрная ладья · g8 чёрный король · a7 чёрная пешка · b7 чёрная пешка · c7 чёрная пешка · d7 чёрная пешка · f7 чёрная пешка · g7 чёрная пешка · h7 чёрная пешка · c6 чёрный конь · f6 чёрный конь · a5 чёрный слон · e5 чёрная пешка · c4 белый слон · d4 белая пешка · e4 белая пешка · c3 белая пешка · f3 белый конь · a2 белая пешка · g2 белая пешка · h2 белая пешка · a1 белая ладья · b1 белый конь · c1 белый слон · d1 белый ферзь · f1 белая ладья · g1 белый король | a8 чёрная ладья · c8 чёрный слон · d8 чёрный ферзь · f8 чёрная ладья · g8 чёрный король · a7 чёрная пешка · b7 чёрная пешка · c7 чёрная пешка · d7 чёрная пешка · f7 чёрная пешка · g7 чёрная пешка · h7 чёрная пешка · c6 чёрный конь · f6 чёрный конь · a5 чёрный слон · e5 чёрная пешка · c4 белый слон · d4 белая пешка · e4 белая пешка · c3 белая пешка · f3 белый конь · a2 белая пешка · g2 белая пешка · h2 белая пешка · a1 белая ладья · b1 белый конь · c1 белый слон · d1 белый ферзь · f1 белая ладья · g1 белый король | a8 чёрная ладья · c8 чёрный слон · d8 чёрный ферзь · f8 чёрная ладья · g8 чёрный король · a7 чёрная пешка · b7 чёрная пешка · c7 чёрная пешка · d7 чёрная пешка · f7 чёрная пешка · g7 чёрная пешка · h7 чёрная пешка · c6 чёрный конь · f6 чёрный конь · a5 чёрный слон · e5 чёрная пешка · c4 белый слон · d4 белая пешка · e4 белая пешка · c3 белая пешка · f3 белый конь · a2 белая пешка · g2 белая пешка · h2 белая пешка · a1 белая ладья · b1 белый конь · c1 белый слон · d1 белый ферзь · f1 белая ладья · g1 белый король | 2 |
| 1 | a8 чёрная ладья · c8 чёрный слон · d8 чёрный ферзь · f8 чёрная ладья · g8 чёрный король · a7 чёрная пешка · b7 чёрная пешка · c7 чёрная пешка · d7 чёрная пешка · f7 чёрная пешка · g7 чёрная пешка · h7 чёрная пешка · c6 чёрный конь · f6 чёрный конь · a5 чёрный слон · e5 чёрная пешка · c4 белый слон · d4 белая пешка · e4 белая пешка · c3 белая пешка · f3 белый конь · a2 белая пешка · g2 белая пешка · h2 белая пешка · a1 белая ладья · b1 белый конь · c1 белый слон · d1 белый ферзь · f1 белая ладья · g1 белый король | a8 чёрная ладья · c8 чёрный слон · d8 чёрный ферзь · f8 чёрная ладья · g8 чёрный король · a7 чёрная пешка · b7 чёрная пешка · c7 чёрная пешка · d7 чёрная пешка · f7 чёрная пешка · g7 чёрная пешка · h7 чёрная пешка · c6 чёрный конь · f6 чёрный конь · a5 чёрный слон · e5 чёрная пешка · c4 белый слон · d4 белая пешка · e4 белая пешка · c3 белая пешка · f3 белый конь · a2 белая пешка · g2 белая пешка · h2 белая пешка · a1 белая ладья · b1 белый конь · c1 белый слон · d1 белый ферзь · f1 белая ладья · g1 белый король | a8 чёрная ладья · c8 чёрный слон · d8 чёрный ферзь · f8 чёрная ладья · g8 чёрный король · a7 чёрная пешка · b7 чёрная пешка · c7 чёрная пешка · d7 чёрная пешка · f7 чёрная пешка · g7 чёрная пешка · h7 чёрная пешка · c6 чёрный конь · f6 чёрный конь · a5 чёрный слон · e5 чёрная пешка · c4 белый слон · d4 белая пешка · e4 белая пешка · c3 белая пешка · f3 белый конь · a2 белая пешка · g2 белая пешка · h2 белая пешка · a1 белая ладья · b1 белый конь · c1 белый слон · d1 белый ферзь · f1 белая ладья · g1 белый король | a8 чёрная ладья · c8 чёрный слон · d8 чёрный ферзь · f8 чёрная ладья · g8 чёрный король · a7 чёрная пешка · b7 чёрная пешка · c7 чёрная пешка · d7 чёрная пешка · f7 чёрная пешка · g7 чёрная пешка · h7 чёрная пешка · c6 чёрный конь · f6 чёрный конь · a5 чёрный слон · e5 чёрная пешка · c4 белый слон · d4 белая пешка · e4 белая пешка · c3 белая пешка · f3 белый конь · a2 белая пешка · g2 белая пешка · h2 белая пешка · a1 белая ладья · b1 белый конь · c1 белый слон · d1 белый ферзь · f1 белая ладья · g1 белый король | a8 чёрная ладья · c8 чёрный слон · d8 чёрный ферзь · f8 чёрная ладья · g8 чёрный король · a7 чёрная пешка · b7 чёрная пешка · c7 чёрная пешка · d7 чёрная пешка · f7 чёрная пешка · g7 чёрная пешка · h7 чёрная пешка · c6 чёрный конь · f6 чёрный конь · a5 чёрный слон · e5 чёрная пешка · c4 белый слон · d4 белая пешка · e4 белая пешка · c3 белая пешка · f3 белый конь · a2 белая пешка · g2 белая пешка · h2 белая пешка · a1 белая ладья · b1 белый конь · c1 белый слон · d1 белый ферзь · f1 белая ладья · g1 белый король | a8 чёрная ладья · c8 чёрный слон · d8 чёрный ферзь · f8 чёрная ладья · g8 чёрный король · a7 чёрная пешка · b7 чёрная пешка · c7 чёрная пешка · d7 чёрная пешка · f7 чёрная пешка · g7 чёрная пешка · h7 чёрная пешка · c6 чёрный конь · f6 чёрный конь · a5 чёрный слон · e5 чёрная пешка · c4 белый слон · d4 белая пешка · e4 белая пешка · c3 белая пешка · f3 белый конь · a2 белая пешка · g2 белая пешка · h2 белая пешка · a1 белая ладья · b1 белый конь · c1 белый слон · d1 белый ферзь · f1 белая ладья · g1 белый король | a8 чёрная ладья · c8 чёрный слон · d8 чёрный ферзь · f8 чёрная ладья · g8 чёрный король · a7 чёрная пешка · b7 чёрная пешка · c7 чёрная пешка · d7 чёрная пешка · f7 чёрная пешка · g7 чёрная пешка · h7 чёрная пешка · c6 чёрный конь · f6 чёрный конь · a5 чёрный слон · e5 чёрная пешка · c4 белый слон · d4 белая пешка · e4 белая пешка · c3 белая пешка · f3 белый конь · a2 белая пешка · g2 белая пешка · h2 белая пешка · a1 белая ладья · b1 белый конь · c1 белый слон · d1 белый ферзь · f1 белая ладья · g1 белый король | a8 чёрная ладья · c8 чёрный слон · d8 чёрный ферзь · f8 чёрная ладья · g8 чёрный король · a7 чёрная пешка · b7 чёрная пешка · c7 чёрная пешка · d7 чёрная пешка · f7 чёрная пешка · g7 чёрная пешка · h7 чёрная пешка · c6 чёрный конь · f6 чёрный конь · a5 чёрный слон · e5 чёрная пешка · c4 белый слон · d4 белая пешка · e4 белая пешка · c3 белая пешка · f3 белый конь · a2 белая пешка · g2 белая пешка · h2 белая пешка · a1 белая ладья · b1 белый конь · c1 белый слон · d1 белый ферзь · f1 белая ладья · g1 белый король | 1 |
|   | a | b | c | d | e | f | g | h |   |

Относительно этого дебюта Алапин много полемизировал с М. И. Чигориным, главным в конце XIX века специалистом по гамбиту Эванса. После обычных в то время ходов 1. e4 e5 2. Кf3 Кc6 3. Сc4 Сc5 4. b4 С:b4 5. c3 Сa5 6. 0—0 Алапин предложил играть 6... Кf6 и на 7. d4 — 7... 0—0. Алапин довел некоторые варианты своего анализа до 20-го хода. В целом ему удалось доказать, что черные имеют как минимум равную игру. 3 и 10 ноября 1891 года Алапин выступил с лекциями о найденном им продолжении, а затем отправил свои анализы В. Стейницу, который готовился защищать титул чемпиона мира в матче с Чигориным. Стейниц, однако, высказался в том духе, что анализы его не убедили, и в матче применял только свое продолжение 6... Фf6. Чигорин и некоторые другие русские шахматисты осудили поведение Алапина. Идея Алапина не нашла широкого применения, поскольку через несколько лет Эм. Ласкер применил против Чигорина 6... d6 7. d4 Сb6, после чего выяснилось, что у белых нет достаточной компенсации за пожертвованную пешку. Защита Ласкера вывела из употребления ход 6. 0—0 и побудила белых заниматься поисками перевеса после немедленного 6. d4.

### Контргамбит Фалькбеера
В этом дебюте Алапин после обычных ходов 1. e4 e5 2. f4 d5 3. ed e4 4. d3 Кf6 предложил и разработал систему, связанную с разменом центральных пешек. По мнению Алапина, здесь нужно продолжать 5. de К:e4 и теперь вместо некорректного продолжения Р. Харузека 6. Фe2 сыграть 6. Сe3 или 6. Кf3. В обоих случаях возникает запутанная игра с лучшими шансами у белых. Например, в разветвлении 6. Кf3 Алапину удалось нанести разгромное поражение Ф. Маршаллу (Остенде, 1905 г.). Найденные в практике 1960—1970-х гг. усиления позволили исследователям объявить систему Алапина самым опасным для черных продолжением в контргамбите Фалькбеера.

### Ферзевый гамбит
Алапин предложил свою защиту в отказанном ферзевом гамбите. После 1. d4 d5 2. c4 e6 3. Кc3 он ввел в практику ход 3... b6. Данное продолжение не получило широкого распространения, поскольку довольно быстро было обнаружено, что путем 4. cd ed 5. Кf3 Сb7 6. e4! белые добиваются большого перевеса. Например, в партии Пильсбери — Свидерский (Ганновер, 1902 г.) черные приняли жертву пешки, но после 6... de 7. Кe5 Сd6 8. Фg4 Крf8 9. Сc4 С:e5 10. de Фd4 11. Сd5! попали под сильную атаку. В случае отказа от принятия жертвы пешки белые получают преимущество путем 6... Кf6 7. e5 Кe4 8. Сb5+ c6 9. Сd3.

## Любопытный факт
В 1882 году в Вене, где проходил международный турнир в честь 25-летия Венского шахматного общества, Алапин ворвался в зал и во время турнирной партии требовал у В. Стейница сыграть партию с ним.

## Семья
- Брат — Яков Зиновьевич (Нохим-Янкель Зунделевич) Алапин (12 февраля 1862—?), присяжный поверенный в Петербурге, выпускник Гейдельбергского университета; в 1901 году член правления Общества Истьинских металлургических заводов в Рязанской губернии.
  - Племянники — Евгений Яковлевич Алапин, сотрудник журнала «Книга и революция» (1922), автор литературной рецензии «Тургенев и мы»; Татьяна Яковлевна Алапина (1901—?), архивариус Союзфото, репрессирована в 1934 году по делу аббата Амудрю и католической монахини Данзас[49].
- Двоюродный брат — литературовед Семён Афанасьевич Венгеров. Двоюродные сёстры — пианистка Изабелла Афанасьевна Венгерова и историк литературы, критик Зинаида Афанасьевна Венгерова.

## Публикации
- К теории испанской партии. Шахматно-аналитический этюд. СПБ: Паровая скоропечатня М. М. Гутзац, 1896.
- Der Schachfreund, Heidelberg, 1913.

## Статьи
В «St. Petersburger Zeitung»
- «Теория и практика», 1907